# Alejandro Magno
Alejandro III de Macedonia (Pela, 20 o 21 de julio de 356 a. C. -Babilonia; 10 u 11 de junio de 323 a. C.), más conocido como Alejandro Magno o Alejandro el Grande (griego antiguo: ὁ Ἀλέξανδρος ὁ Μέγας, romanización: hŏ Aléxandrŏs hŏ Mégas; latín: Alexander Magnus), fue rey del antiguo reino griego de Macedonia (desde 336 a. C.), hegemón de Grecia, faraón de Egipto (332 a. C.) y Gran rey de Media y Persia (331 a. C.), hasta la fecha de su muerte. Sucedió a su padre Filipo II en el trono en 336 a. C., a la edad de 20 años, y pasó la mayor parte de sus años como gobernante liderando una extensa campaña militar a lo largo de Asia Occidental, Asia Central, partes de Asia del Sur, y Egipto. Para la edad de 30 años, había creado uno de los más grandes imperios de la historia, extendiéndose desde Grecia hasta el noroccidente de la India. Nunca fue derrotado en batalla y se le considera ampliamente como uno de los más grandes y exitosos comandantes militares de la historia.
Hijo y sucesor de la princesa Olimpia de Epiro y el rey Filipo II de Macedonia, su padre lo preparó para reinar, proporcionándole experiencia militar y encomendando su formación intelectual a Aristóteles (hasta la edad de 16 años). Su ascenso al trono no fue fácil; su padre lo exilió junto a su madre por considerarlo un hijo adúltero. Su madre se exilió en Epiro y las amistades de Alejandro también fueron exiliadas por una posible conspiración. Filipo muere asesinado, y Alejandro se hace con el poder, eliminando adversarios que pudiesen reclamar el trono.
Alejandro Magno dedicó los primeros años de su reinado a imponer su autoridad sobre los pueblos sometidos a Macedonia, que habían aprovechado la muerte de Filipo para rebelarse. En 336 a. C., poco después de asumir el trono de Macedonia, libró una campaña en los Balcanes y reafirmó el control sobre Tracia y partes de Iliria, antes de marchar contra la ciudad de Tebas, que fue destruida en la batalla. Alejandro luego lideró la Liga de Corinto y utilizó su autoridad para lanzar el proyecto panhelénico anhelado por su padre, asumiendo el liderazgo sobre todos los griegos en su conquista de Persia.
Como hegemón de toda Grecia en concepto de sucesor de su padre, continuó el plan que habían aprobado las polis griegas: conquistar el vasto imperio de Persia, para vengar todos los daños que habían causado a los griegos por siglos, incluyendo la recuperación de todas las ciudades costeras de Asia Menor e islas del mar Egeo. Preparó un ejército de macedonios y aliados griegos, y en el año 334 a. C. se lanzó con su ejército, de 40 000 hombres, contra el poderoso Imperio persa: una guerra de venganza de los griegos —bajo el liderazgo de Macedonia— contra los persas.
En su reinado de trece años, cambió por completo la estructura política y cultural de la zona, al conquistar el Imperio aqueménida y dar inicio a una época de extraordinario intercambio cultural, en la que los griegos se expandieron por el Próximo Oriente. Es el llamado período helenístico (323 a. C.-30 a. C.). Tanto es así, que sus hazañas lo convirtieron en un mito y, en algunos momentos, en casi una figura divina.
Tras consolidar la frontera de los Balcanes y la hegemonía macedonia sobre las ciudades-estado de la antigua Grecia, poniendo fin a la rebelión que se produjo tras la muerte de su padre, Alejandro cruzó el estrecho del Helesponto hacia Asia Menor (334 a. C.) y comenzó la conquista del Imperio persa, regido por Darío III. Victorioso en las batallas del Gránico (334 a. C.), Issos (333 a. C.), Gaugamela (331 a. C.) y de la Puerta Persa (330 a. C.), se hizo con un dominio que se extendía por la Hélade, Egipto, Anatolia, Oriente Próximo y Asia Central, hasta los ríos Indo y Oxus. Habiendo avanzado hasta la India, donde derrotó al rey Poro en la batalla del Hidaspes (326 a. C.), sus tropas se negaron a continuar hacia Oriente y hubo de regresar a Babilonia, donde falleció sin completar sus planes de conquista de la península arábiga. Con la llamada «política de fusión», Alejandro promovió la integración de los pueblos sometidos a la dominación macedonia promoviendo su incorporación al ejército y favoreciendo los matrimonios mixtos entre las élites macedonia y persa.[cita requerida] Él mismo se casó con dos mujeres persas de noble cuna.
En sus treinta y dos años de vida, su Imperio se extendió desde Grecia, hasta el valle del Indo por el Este y hasta Egipto por el Oeste, donde fundó la ciudad de Alejandría (hoy Al-ʼIskandariya, الاسكندرية). Fundador prolífico de ciudades, esta ciudad egipcia habría de ser con mucho la más famosa de todas las Alejandrías fundadas por el también faraón Alejandro. De las setenta ciudades que fundó, cincuenta de ellas llevaban su nombre.
El control sobre diversas regiones era débil en el mejor de los casos, y había regiones del norte de Asia Menor que jamás se hallaron bajo dominio macedonio. Al morir sin nombrar claramente un heredero, lo sucedieron su medio hermano Filipo III Arrideo (323-317 a. C.), que era una persona con discapacidad intelectual, y su hijo póstumo Alejandro IV (323-309 a. C.). El verdadero poder estuvo en manos de sus generales, los llamados diádocos (sucesores), que iniciaron una lucha por la supremacía que conduciría al fraccionamiento del imperio de Alejandro en una serie de reinos, entre los cuales acabarían imponiéndose el Egipto Ptolemaico, el Imperio seléucida y la Macedonia antigónida.
Alejandro es el mayor de los iconos culturales de la Antigüedad, ensalzado como el más heroico de los grandes conquistadores. Un segundo Aquiles («soldado y semidiós»), para los griegos su héroe nacional y libertador, o vilipendiado como un tirano megalómano que destruyó la estabilidad creada por los persas. Su figura y legado han estado presentes en la historia y la cultura, tanto de Occidente como de Oriente, y a lo largo de más de dos milenios inspiró a los grandes conquistadores de todos los tiempos, desde Julio César hasta Napoleón Bonaparte.

## Nacimiento e infancia

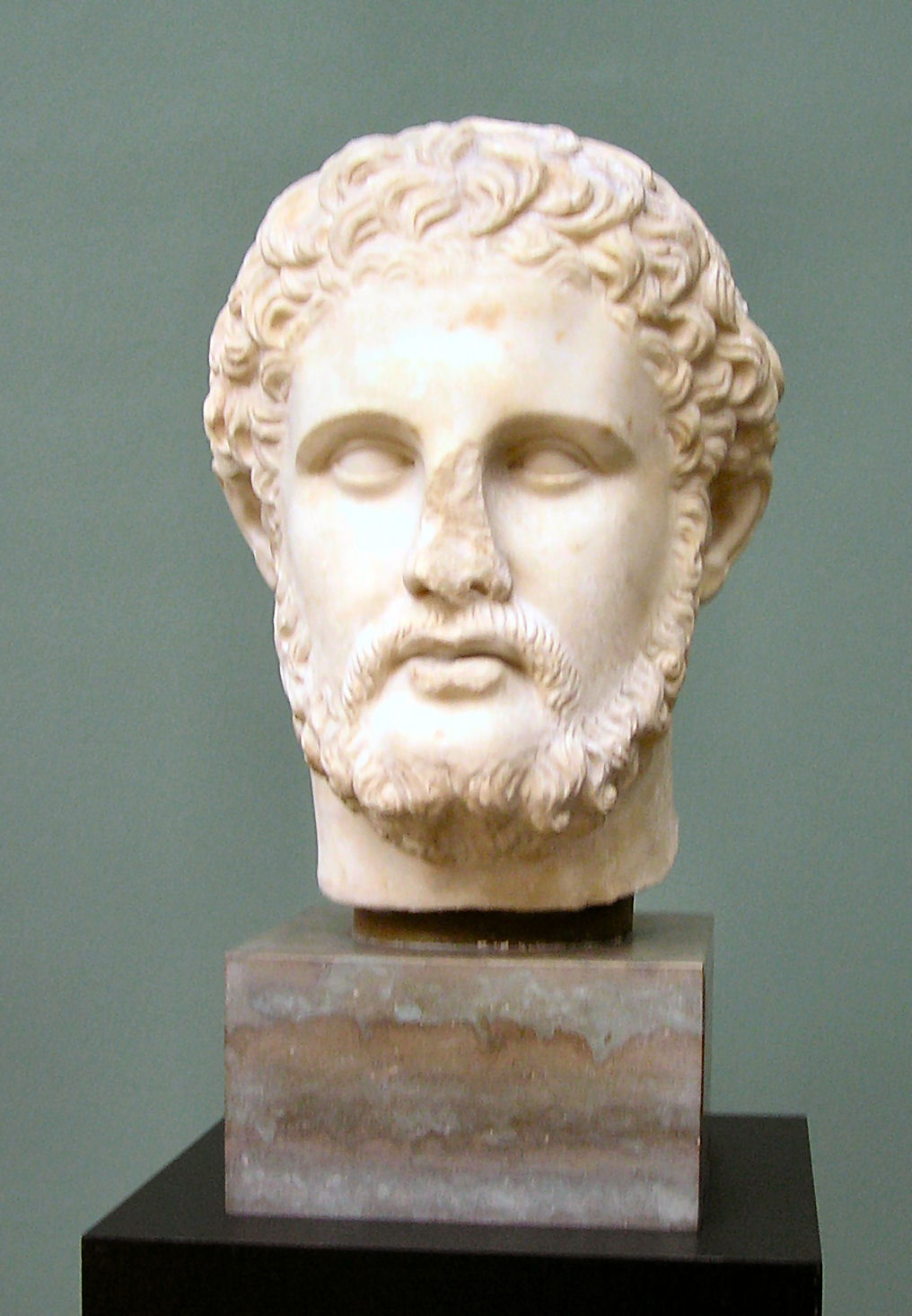
Filipo II de Macedonia, padre de Alejandro.

Hijo de Filipo II, rey de Macedonia, y de Olimpia, hija de Neoptólemo I de Epiro, según Plutarco, el día de su nacimiento se tuvo noticia en la capital de tres triunfos: el del general Parmenión frente a los ilirios, la victoria del sitio a una ciudad portuaria por su padre y la victoria del carro del rey en competición, que fueron considerados increíbles augurios en aquel tiempo, aunque quizá fueran meras invenciones posteriores creadas bajo la aureola de grandeza de este personaje.

Hay otras versiones, completamente legendarias, que ponen en duda la paternidad de Filipo. Plutarco refiere que su madre Olimpia antes de quedar encinta soñó que un rayo caía sobre su vientre y que Filipo vio en un sueño que el abdomen de su esposa estaba sellado con el rostro de un león, por lo cual la acusó de adulterio. En tanto, Pseudo Calístenes narra que la vinculación de Alejandro con el dios Amón y la posterior visita al oráculo está relacionada con su verdadero padre, el faraón egipcio Nectanebo II, quien huyera a Grecia al ser invadido su país nuevamente por los persas. Según la leyenda, Nectanebo II fue recibido en la corte de Filipo como un «mago». Personificado como el dios Amón, convenció a Olimpia de engendrar un hijo que pusiera a salvo a las dos naciones, a lo cual ella accedió. Se mantuvo varios años en la corte, hasta que murió en una caminata nocturna junto a «su hijo». Alejandro, según Calístenes, supo que su verdadero padre era Nectanebo II esa misma noche, razón por la que, descreyendo de él, lo empujó a un pozo y murió. Esta leyenda se basa en el hecho de que los sacerdotes egipcios del oráculo de Amón en Siwa, lo saludaron como hijo de aquel dios, un título que implicaba reconocerlo como faraón.
|  |                             |  |  |  |  |  |  |  |  |  |  |  |  |  |  |  |
|  | 8. Arrhidaeus               |  |  |  |  |  |  |  |  |  |  |  |  |  |  |  |
|  |                             |  |  |  |  |  |  |  |  |  |  |  |  |  |  |  |
|  |                             |  |  |  |  |  |  |  |  |  |  |  |  |  |  |  |
|  | 4. Amintas III de Macedonia |  |  |  |  |  |  |  |  |  |  |  |  |  |  |  |
|  |                             |  |  |  |  |  |  |  |  |  |  |  |  |  |  |  |
|  |                             |  |  |  |  |  |  |  |  |  |  |  |  |  |  |  |
|  | 2. Filipo II de Macedonia   |  |  |  |  |  |  |  |  |  |  |  |  |  |  |  |
|  |                             |  |  |  |  |  |  |  |  |  |  |  |  |  |  |  |
|  |                             |  |  |  |  |  |  |  |  |  |  |  |  |  |  |  |
|  | 20. Arrabeo                 |  |  |  |  |  |  |  |  |  |  |  |  |  |  |  |
|  |                             |  |  |  |  |  |  |  |  |  |  |  |  |  |  |  |
|  |                             |  |  |  |  |  |  |  |  |  |  |  |  |  |  |  |
|  | 10. Sirra de Lincestis      |  |  |  |  |  |  |  |  |  |  |  |  |  |  |  |
|  |                             |  |  |  |  |  |  |  |  |  |  |  |  |  |  |  |
|  |                             |  |  |  |  |  |  |  |  |  |  |  |  |  |  |  |
|  | 5. Eurídice I de Macedonia  |  |  |  |  |  |  |  |  |  |  |  |  |  |  |  |
|  |                             |  |  |  |  |  |  |  |  |  |  |  |  |  |  |  |
|  |                             |  |  |  |  |  |  |  |  |  |  |  |  |  |  |  |
|  | 1. Alejandro Magno          |  |  |  |  |  |  |  |  |  |  |  |  |  |  |  |
|  |                             |  |  |  |  |  |  |  |  |  |  |  |  |  |  |  |
|  |                             |  |  |  |  |  |  |  |  |  |  |  |  |  |  |  |
|  | 24. Taripo                  |  |  |  |  |  |  |  |  |  |  |  |  |  |  |  |
|  |                             |  |  |  |  |  |  |  |  |  |  |  |  |  |  |  |
|  |                             |  |  |  |  |  |  |  |  |  |  |  |  |  |  |  |
|  | 12. Alcetas I de Epiro      |  |  |  |  |  |  |  |  |  |  |  |  |  |  |  |
|  |                             |  |  |  |  |  |  |  |  |  |  |  |  |  |  |  |
|  |                             |  |  |  |  |  |  |  |  |  |  |  |  |  |  |  |
|  | 6. Neoptólemo I de Epiro    |  |  |  |  |  |  |  |  |  |  |  |  |  |  |  |
|  |                             |  |  |  |  |  |  |  |  |  |  |  |  |  |  |  |
|  |                             |  |  |  |  |  |  |  |  |  |  |  |  |  |  |  |
|  | 3. Olimpia de Epiro         |  |  |  |  |  |  |  |  |  |  |  |  |  |  |  |
|  |                             |  |  |  |  |  |  |  |  |  |  |  |  |  |  |  |
|  |                             |  |  |  |  |  |  |  |  |  |  |  |  |  |  |  |

## Rasgos físicos
Alejandro tenía el hábito de inclinar ligeramente la cabeza sobre el hombro derecho, era físicamente de hermosa presencia, de baja estatura (1,60 m), cutis blanco, la nariz algo curva inclinada a la izquierda, cabello semiondulado de color castaño claro, con un estilo de cabello denominado anastole («dentro del espíritu»). Plutarco y Calístenes citan que poseía un aroma físico agradable naturalmente, a lo que ellos llamaban «buen humor». Por descripciones de Plutarco, normalmente antes de dar batalla, Alejandro lanzaba un dardo hacia el cielo (Zeus) con la mano izquierda, como también se aprecia en algunas de sus esculturas, se lo ve portando objetos con el mismo brazo, por lo que sería aceptable afirmar que era zurdo.

## Educación
Su educación fue dirigida por Leónidas de Epiro, un austero y estricto maestro macedonio que daba clases a los hijos de la más alta nobleza, que lo inició en el ejercicio corporal y también se encargó de su educación. Lisímaco, un profesor de letras bastante más amable, se ganó el cariño de Alejandro llamándolo Aquiles, y a su padre, Peleo. Sabía de memoria los poemas homéricos y todas las noches colocaba la Ilíada debajo de su cama. También leyó con avidez al historiador Heródoto y al poeta Píndaro.
Se cuentan numerosas anécdotas de su niñez, siendo la más referida aquella que narra Plutarco: Filipo II había comprado un gran caballo al que nadie conseguía montar ni domar. Alejandro, aun siendo un niño, se dio cuenta de que el caballo se asustaba de su propia sombra y lo montó dirigiendo su vista hacia el Sol. Tras domar a Bucéfalo, su caballo, su padre le dijo: «Búscate otro reino, hijo, pues Macedonia no es lo suficientemente grande para ti».

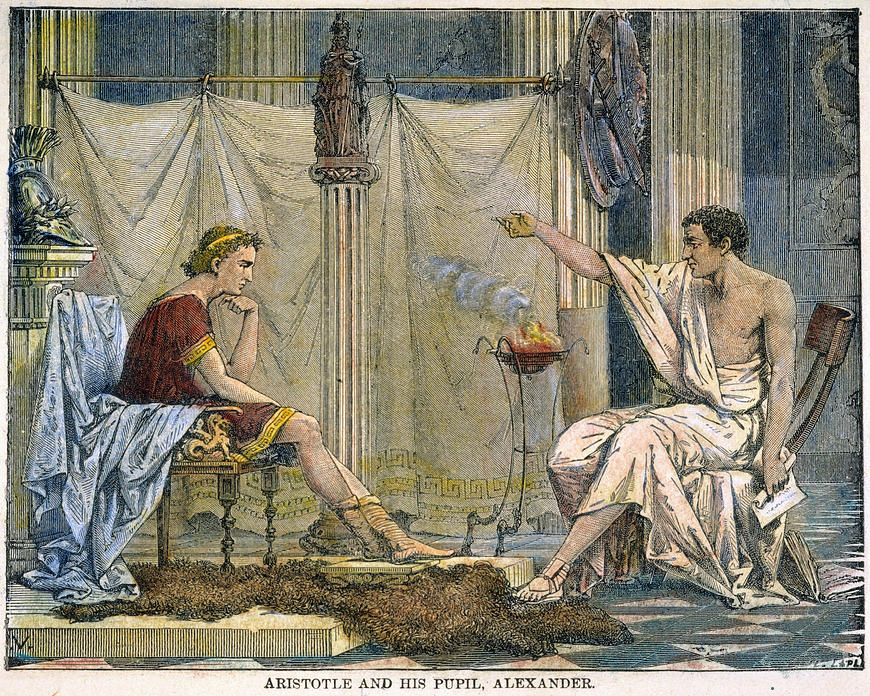
Alejandro y Aristóteles. El notable filósofo se ocupó de la formación intelectual y académica de Alejandro durante cinco años.

Según coinciden algunos historiadores antiguos, especialmente Calístenes, quien narra la participación de Alejandro en su adolescencia de los Juegos Olímpicos (a petición de Filipo), en la cual obtuvo victorias en competencias de carros.
A los trece años fue puesto bajo la tutela de Aristóteles. Durante cinco años sería su maestro, en un retiro de la ciudad macedonia de Mieza. Aristóteles le daría una amplia formación intelectual y científica en las ramas que este abordó, como filosofía, lógica, retórica, metafísica, estética, ética, política, biología, y otras tantas áreas.
Muy pronto (340 a. C.) su padre lo asoció a tareas del gobierno nombrándolo regente, a pesar de su juventud. Recibía personalmente a los enviados persas, deseosos de que Macedonia pagase los altos tributos exigidos por Darío. Les conversaba amablemente, y así obtenía información, acerca de las travesías de rutas tierra-mar, la preparación del ejército persa, valioso para las acciones que desarrolló en el futuro. En el 338 a. C. dirigió la caballería macedónica en la batalla de Queronea, siendo nombrado gobernador de Tracia ese mismo año. Desde pequeño, Alejandro demostró las características más destacadas de su personalidad: activo, enérgico, sensible y ambicioso. Es por eso que, a pesar de tener apenas dieciséis años, se vio obligado a repeler una insurrección armada. Se afirma que Aristóteles le aconsejó esperar para participar en batallas, pero Alejandro le respondió: «Si espero, perderé la audacia de la juventud».[cita requerida]

## Exilio

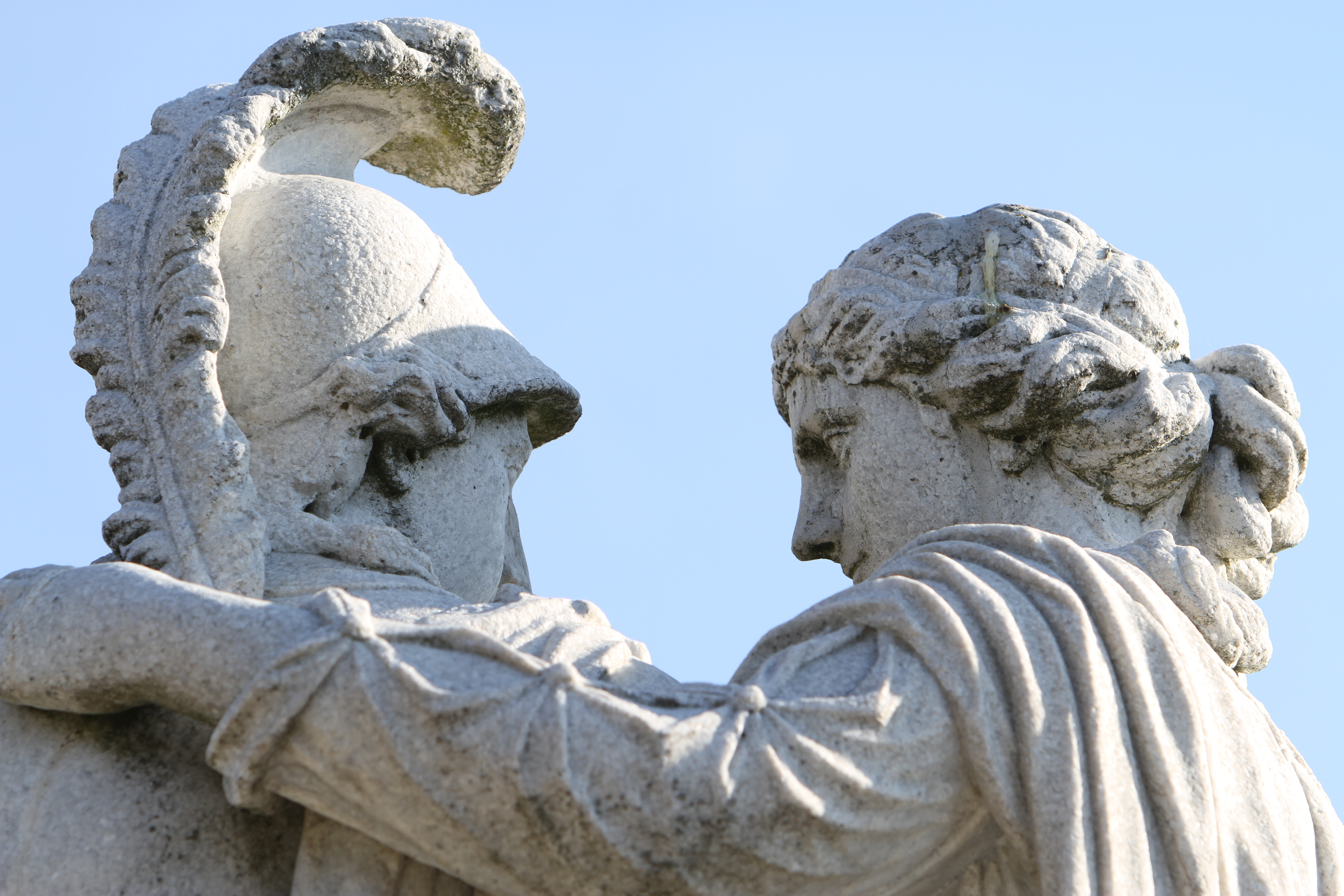
Alejandro junto a su madre Olimpia (réplica ubicada en Viena).

Un nuevo matrimonio de su padre, que podría llegar a poner en peligro su derecho al trono (no conviene olvidar que el mismo Filipo fue regente de su sobrino Amintas IV —hijo de Pérdicas III—, hasta la mayoría de edad, pero se adueñó del trono), hizo que Alejandro se enemistara con Filipo. Es famosa la anécdota de cómo, en la celebración de la boda, el nuevo suegro de Filipo (un poderoso noble macedonio llamado Átalo) rogó porque el matrimonio diera un heredero legítimo al rey, en alusión a que la madre de Alejandro era una princesa de Epiro y que la nueva esposa de Filipo, siendo macedonia, daría a luz a un heredero totalmente macedonio y no mitad macedonio y mitad epirota como Alejandro, con lo cual sería posible que se relegara a este último de la sucesión. Alejandro se enfureció y le lanzó una copa, espetándole: «Y yo ¿qué soy? ¿un bastardo?». En ese momento Filipo se acercó a poner orden, pero debido a su estado de embriaguez, se tropezó y cayó al suelo, lo que le granjeó una burla de Alejandro: «Quiere cruzar Asia, pero ni siquiera es capaz de pasar de un lecho a otro sin caerse.» La historia le valió la ira de su padre, por lo que Alejandro tuvo que exiliarse a Epiro junto con su madre, Olimpia. Para evitar una conjura, Filipo también ordenó el exilio de todos sus amigos. Más tarde, Filipo terminaría por perdonarlo.

## Ascenso al poder
Filipo muere asesinado en el año 336 a. C. a manos de Pausanias, un capitán de su guardia. Algunos atribuyen el asesinato a una conspiración tramada por Olimpia. Después de este hecho, Alejandro hizo matar a parte de la familia de su madrastra Cleopatra. Así, se aseguró que no quedara vivo ningún heredero que pudiese reclamar el trono y tomó las riendas de Macedonia a la edad de veinte años.

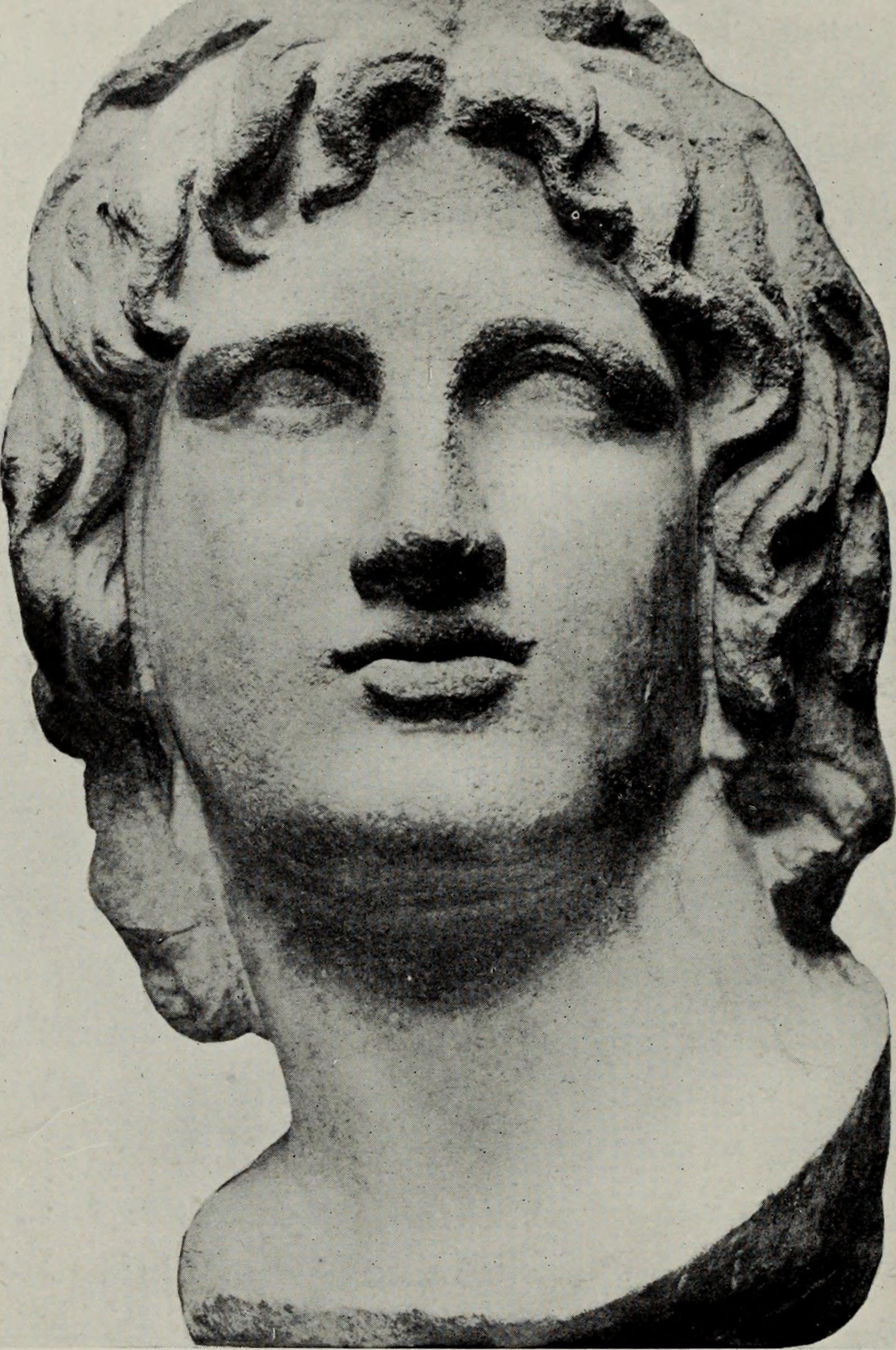
Busto de Alejandro.

Tras suceder a su padre, Alejandro debía gobernar un país radicalmente distinto de aquel que heredó Filipo II veintitrés años antes, ya que Macedonia había pasado de ser un reino pobre y desdeñado por los griegos, a un poderoso Estado militar de fronteras consolidadas con un ejército experimentado que dominaba indirectamente a Grecia a través de la Liga de Corinto. En un discurso, puesto en boca de Alejandro por el filósofo e historiador griego Flavio Arriano, se describía la transformación del pueblo macedonio en los siguientes términos:

Filipo os encontró como vagabundos y pobres, la mayoría de vosotros llevaba por vestidos pieles de ovejas, erais pastores de parvos ganados en las montañas y solo podíais oponer escasas fuerzas para defenderos de los ilirios, los tribalios y los tracios en vuestras fronteras. Él os dio capas en lugar de pieles de oveja y os trajo desde las cimas de las montañas a las llanuras, él hizo que presentarais batalla a los bárbaros que eran vecinos vuestros, de tal modo que ahora confiáis en vuestro propio coraje y no en las fortificaciones. Él os convirtió en moradores de ciudades y os civilizó merced al don de leyes excelentes y buenas costumbres. (Alejandro Magno)
Arriano, siglo II (1982b, p. VII.9.2) 

La muerte de Filipo supuso que algunas polis griegas sometidas por él se alzasen en armas contra Alejandro ante la aparente debilidad de la monarquía macedonia. Dado que la monarquía macedonia no era automáticamente hereditaria, Alejandro mostró un máximo interés en ser reconocido como heredero de todos los derechos que había ostentado su padre en el ámbito de las ciudades griegas. Los griegos debían votar en asamblea si se confirmaba o no a Alejandro en el cargo de comandante en jefe del ejército. Alejandro debía resolver dos puntos importantes: mantener el control de las ciudades y reclutar mercenarios de las polis para su campaña contra Persia.
En la primavera del 335 a. C. lanza una exitosa campaña al norte, Iliria (hoy Albania y Macedonia del Norte) y Tracia (hasta las inmediaciones del río Danubio), donde es avisado de que Tebas se había sublevado, tomando una guarnición macedonia. Alejandro, con una reacción relámpago, viajó casi seiscientos kilómetros hasta Tesalia para reafirmar el dominio en la región (ya había sido conquistada por Filipo), y emprendió el camino hacia el Ática, reprimiendo la sublevación de Tebas, que opuso una feroz resistencia, reduciendo la ciudad a escombros, a excepción de la casa que había pertenecido al poeta Píndaro. Después de ajusticiar a los sublevados, entrevistó a una parte de la población, ordenando más tarde la reconstrucción de la ciudad. Uno de los perjudicados era un deportista tebano de los Juegos Olímpicos, a quien Alejandro felicitó durante el desarrollo de estos, y otro relato cuenta que, Timoclea, hermana del general tebano Teágenes, quien mató a un general tracio durante la contienda, fue liberada después de haber hecho una «defensa sincera».
Camino al sur del Ática, visitó el oráculo de Delfos, donde un general ateniense había depuesto a la pitonisa del templo, y que luego Alejandro restableció a la misma en su puesto. Allí tuvo en dos ocasiones sus oráculos. La primera visita fue bastante errática, teniendo los sacerdotes que irrumpir en varias ocasiones. «Alejandro, no puedes entrar con espadas aquí. Y tampoco puedes llevarte las cosas». En la segunda, fue a pedir el oráculo, pero en la residencia la pitia (sacerdotisa), que forcejeando le dijo «hijo mío, eres invencible».

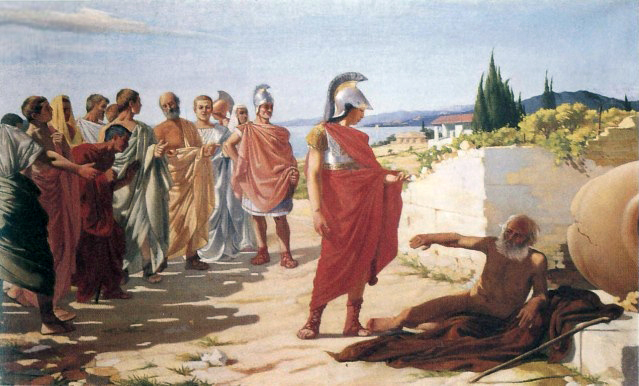
Diógenes a Alejandro: «Quítate de ahí, me tapas el sol».

Su paso por Atenas fue por demás totalmente atípico. Los atenienses cerraron sus puertas, no por sublevación, sino por temor por lo ocurrido en Tebas. Alejandro, que sentía un gran respeto por los filósofos, el arte y la cultura de la ciudad, envió entonces una primera carta (era su estilo), a lo que respondieron: «estamos debatiendo si presentarte batalla o dejarte entrar». Por lo que, Alejandro, a través de otra carta propuso dejar a su ejército fuera y entrar solo. Dejó que solamente lo acompañaran algunos de sus amigos, los hetaroi. Una vez allí, Atenas reconoció su supremacía por el gesto, nombrándolo de esta manera hegemón, título que ya había ostentado su padre y que lo situaba como gobernante de toda Grecia, consolidando así la hegemonía macedónica, tras lo cual Alejandro se dispuso a cumplir su siguiente proyecto: conquistar el Imperio aqueménida.

Una conocida anécdota, embellecida por la leyenda, es la del encuentro de Alejandro con el filósofo Diógenes de Sinope en Corinto durante los Juegos Ístmicos:
Reunidos los griegos en Corinto, y tras haber acordado en votación alinearse con Alejandro para luchar contra los persas, fue proclamado general en jefe. Muchos políticos e intelectuales acudieron a darle la enhorabuena, por lo que Alejandro confiaba en que también Diógenes el sinopense hiciera otro tanto, ya que ambos se hallaban por entonces en Corinto. Mas Diógenes no prestó la menor atención a Alejandro, sino que continuó con toda calma en el barrio de Cranio. De modo que fue el propio Alejandro quien acudió a visitarlo. Lo encontró echado al sol, y al ver Diógenes que se acercaba una gran masa de gente se incorporó un poco y miró a la cara a Alejandro. Tras saludarse, Alejandro preguntó a Diógenes si necesitaba algo: «Una cosa bien pequeña -contestó-, apártate un poco, que me estás quitando el sol». Se cuenta que Alejandro, ante esta respuesta, quedó tan impresionado y admirado por la altivez, desprecio e independencia de espíritu de este hombre, que dijo a sus acompañantes, que merodeaban riéndose y haciendo burlas: «Pues yo, de no ser Alejandro, de buen grado me gustaría ser Diógenes». (Plutarco, Alejandro, XIV, 1-5. Traducción de Antonio Guzmán Guerra).
En otra ocasión, encontró a Diógenes revolviendo basura. Al preguntarle qué buscaba, Diógenes respondió: «Estoy buscando huesos de esclavos, pero no hallo la diferencia entre estos y los de tu padre». Era claro que Diógenes despreciaba a Alejandro, quien nunca tomó represalia alguna.

## Conquistas

### Asia Menor

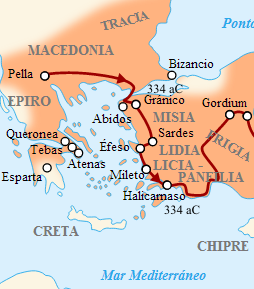
Año 334 a. C. Alejandro Magno cruza el Helesponto e inicia la conquista del Imperio Persa.

Alejandro, tras asegurar el orden en la mayor parte de la Hélade y en el sureste de Europa, dejó a Antípatro al mando de todos los dominios. Preparó ciento sesenta embarcaciones, abastecimiento suficiente y armamento (y ya no contaba con tanto dinero para pagar a sus hombres), con su ejército de unos cuarenta mil soldados que contaba con miles de aliados griegos y mercenarios. Cruzó el Helesponto hacia Asia Menor, para iniciar la conquista del Imperio persa, pretendiendo seguir los planes de su padre de liberar a todas las poleis griegas de la zona de Jonia (Misia, Lidia, Licia) que se encontraban bajo dominio persa en Asia Menor. Hizo una breve parada en Troya, donde honró la tumba de Aquiles, el gran héroe griego de la guerra de Troya.

#### Batalla del río Gránico
En la primera contienda que se libró en territorio asiático, la batalla del Gránico, a orillas del riachuelo Gránico, los sátrapas persas le hicieron frente con un ejército de igual número que los macedonios, unos cuarenta mil hombres, comandado por el griego Memnón de Rodas, compuesto en su mayor parte por persas en la vanguardia, y mercenarios griegos en la retaguardia, pero el ejército persa ofreció una débil resistencia y fue vencido. En este combate Alejandro estuvo cerca de la muerte, pues un persa trató de matarlo por la espalda. Finalmente salvó su vida gracias a Clito, uno de los hombres de confianza de Filipo, que mató al enemigo.

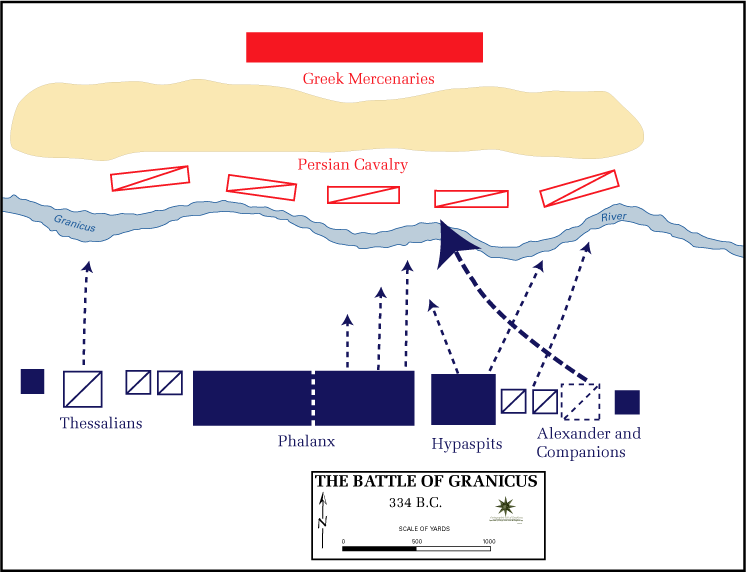
Batalla del Gránico. Ubicado cerca del emplazamiento de Troya (actual Turquía). Primera victoria macedonia sobre suelo persa. Fuentes modernas calculan que en la contienda se enfrentaron cuarenta mil soldados macedonios y cuarenta mil persas. Las bajas persas fueron numerosas, mientras que el ejército heleno sufrió muy pocas.

#### Ocupación de Éfeso, Halicarnaso, Pérgamo y Mileto
Memnón era un general mercenario griego al servicio de Persia, y poseía amplios dominios en el emplazamiento de Troya, donde se desarrolló la batalla del Gránico. En otros tiempos Filipo II (padre de Alejandro) le dio hospedaje junto a su familia en Macedonia durante la invasión persa, donde conoció a Alejandro, por lo que conocía bien al oponente. Con una inmensa flota bajo su mando, su objetivo fue recuperar las tierras que los persas le obsequiaron, atacando las líneas de suministros a Alejandro a través del Helesponto e islas del Egeo, y recibiendo una gran cantidad de barcos desde Chipre, Fenicia y Egipto. Memnón puso en aprietos a Alejandro en varias ocasiones con sus movimientos tácticos. Desafortunadamente para los persas, Memnón muere durante el asedio a Mitilene. Las ciudades griegas de las costas, Éfeso, Halicarnaso, Pérgamo, Mileto, y otras tantas más, lo recibieron como libertador, y otras se sometieron por temor.
Con la muerte de Memnón, la amenaza marítima estaba ya descartada, y teniendo ya el control del mar Egeo, Alejandro dispuso hacer una pausa en Jonia, nuevamente restablecida a los griegos, ya sin la amenaza persa. Allí conoció al célebre pintor Apeles.

#### Bodas masivas y concubinas
Alejandro fue un gran amante de las artes. Era consciente del poder de propaganda que puede tener el arte y supo muy bien controlar la reproducción de su efigie, cuya realización solo autorizó a tres artistas: el célebre escultor Lisipo, un orfebre y un pintor, el jonio Apeles. Los biógrafos de Alejandro cuentan que este tenía en gran aprecio al pintor y que visitaba con frecuencia su taller y que incluso se sometía a sus exigencias. Son innumerables las representaciones de Apeles pintando sin atuendos a Alejandro, y a Campaspe, concubina del macedonio, y de aparentemente una gran belleza. Campaspe fue también modelo para representar a la diosa Afrodita (Venus).

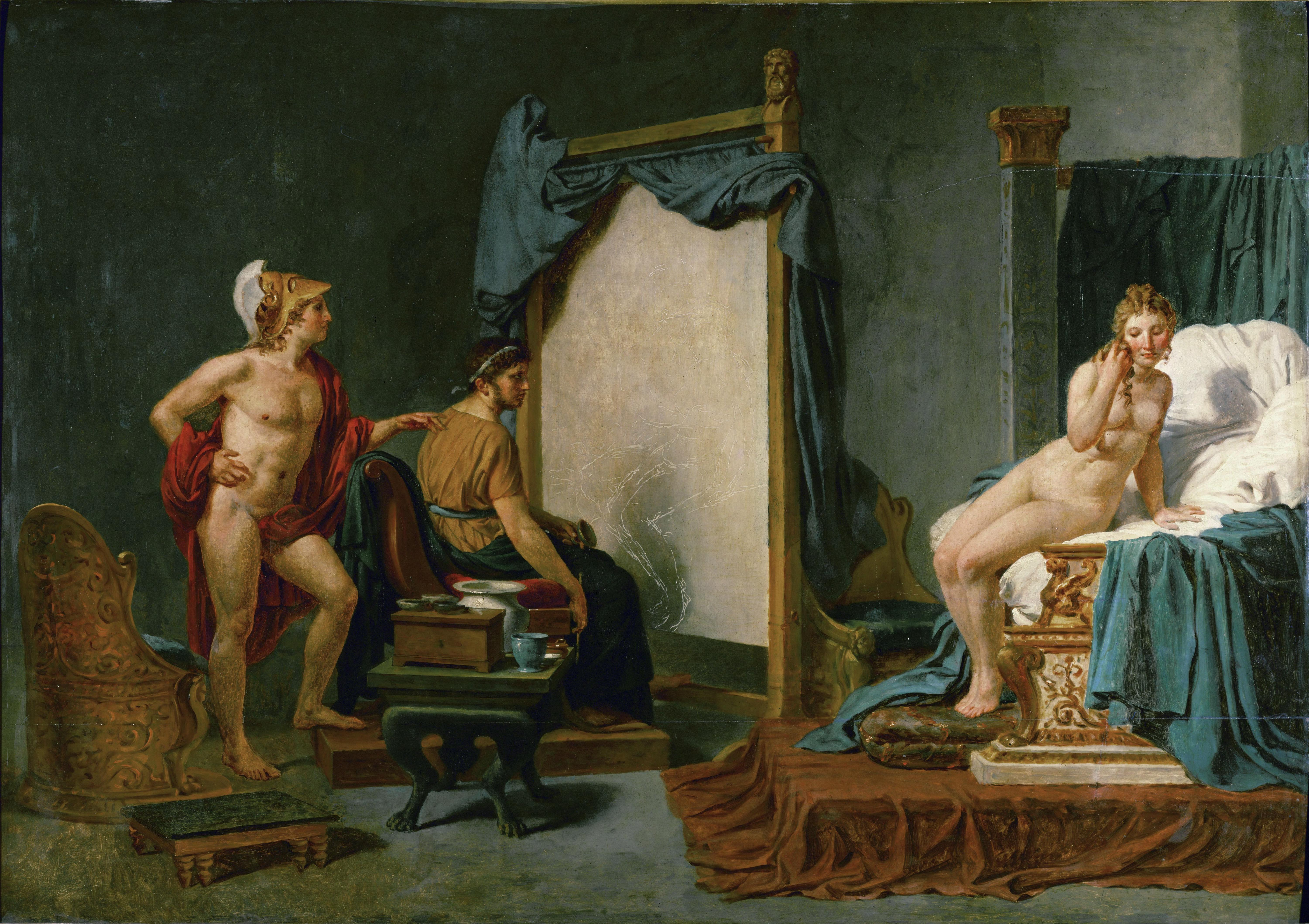
Apeles pintando a Alejandro y a Campaspe (una de sus concubinas).

 Una vez concluida esta primera etapa de conquistas, se celebraron bodas masivas de soldados macedonios y mujeres de la polis liberadas. Por lo que en el otoño de 334 a. C., estando Alejandro en Caria, envió a aquellos soldados recién casados a Macedonia para que pasaran el invierno junto a sus esposas. Coeno, uno de los comandantes más capaces de Alejandro, los condujo de vuelta a Grecia.

#### El Nudo Gordiano
A finales de 334 a. C., Alejandro decidió pasar el invierno en Gordión, antigua capital de Frigia (al centro de Turquía), a la espera de refuerzos. Allí se encontraba un famoso carro real, sujeto a un nudo muy complicado de deshacer. Según el oráculo de Gordión, «quien supiera deshacerlo conquistaría Asia». Algunas fuentes indican que Alejandro desató el nudo pacientemente, mientras que otras afirman que lo cortó con su espada. En cualquier caso, la tormenta que siguió al hecho se interpretó como un claro signo de que Zeus daba su aprobación.
Coeno regresó de Grecia a encontrarse con Alejandro en Gordión, ya con refuerzos: los soldados macedonios recién casados y nuevos reclutas.

### Mar Mediterráneo

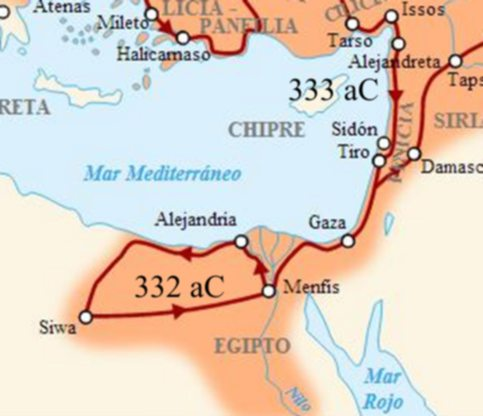
Año 333-332 a. C. Control del mar Mediterráneo. Batalla de Issos. Conquista de Egipto.

#### Batalla de Issos
Alejandro se dirigió desde Gordion hacia la región de Cilicia, y emprendió su marcha hacia el sur, donde es avisado que desde Siria los persas, al mando del rey Darío, destruyeron un campamento macedonio, aniquilando sus guarniciones (que eran casi todos soldados heridos en batalla), por lo que tuvo que retomar el camino norte, donde los persas le hicieron frente del otro lado del río Issos, con un ejército superior a los quinientos mil hombres, cuando los aliados griegos no superaban los cincuenta mil. Aun así, prevaleció la estrategia sobre el número. Los persas perdieron casi la mitad de sus tropas. 

Batalla de Issos. Segunda victoria de Alejandro sobre los persas. Según fuentes modernas, esta vez el rey Darío reunió seiscientos mil soldados, mientras que los macedonios sumarían cincuenta mil. A pesar de la gran diferencia, la estrategia de Magno prevaleció por sobre la desventaja numérica. Las bajas persas fueron significativas, pero no así las macedonias. Darío huyó, abandonando también la tienda familiar, donde estaban su esposa, su madre, y sus dos hijas.

Esta es conocida como la batalla de Isos —pequeña llanura situada entre las montañas y el mar cerca de Siria— en el 333 a. C., en la cual, el rey Darío, ante tal debacle, huyó amparado en la oscuridad de la noche dejando en el campo de batalla, abandonando sus tesoros, armas y su manto púrpura.

#### Captura de la familia real y boda con Barsine
La familia entera de Darío III fue capturada en el interior de una lujosa tienda, haciendo prisioneras a su madre Sisigambis, su esposa Estatira, y sus dos hijas, Dripetis y Barsine. Alejandro trató a todas con gran cortesía y les manifestó que no tenía ninguna cuestión personal contra Darío, sino que luchaba contra él para conquistar Asia. Les brindó trato real, y abundó en dotes para sus hijas. Al tiempo le propondría matrimonio a una de sus hijas, Barsine, pidiendo antes la mano a su madre. Mientras que su amigo personal y comandante Hefestión, se casó con Dripetis. Se realizó una boda en conjunto. El propósito (además de político) era eliminar diferencias entre vencedores y vencidos, mostrarse ante los persas como un referente, y lograr la mezcla de etnias, siendo él mismo parte de la propuesta. El rey Darío tomó conciencia de la amenaza y envió propuestas de negociación, que fueron todas rechazadas. Por lo que puede apreciarse en lo escrito por Calístenes, las respuestas de Alejandro eran irónicas.

#### Sitio de Tiro. Sitio de Gaza. Fenicia. Judea.
Luego de Issos, y de asegurarse que no había amenazas por tierra y por mar, retomó el rumbo sur, conquistando fácilmente Fenicia, siendo bien recibido en Judea (considerado un libertador, puesto que los liberó de los persas). De su paso por este reino, existen versiones que coinciden en su buen recibimiento, pero que difieren en el diálogo que hubo. La excepción del buen trato fue la isla fortificada de Tiro, donde quiso de manera pacífica honrar a los dioses en sus templos, enviando emisarios diplomáticos. Estos fueron asesinados a traición, por lo que decidió asediar esta ciudad hasta destruirla. Con una duración de enero a agosto (332 a. C.) este asedio es conocido como el sitio de Tiro, en el que tuvo que construir muelles y vado sobre el mar, emplear torres de asedio y catapultas más modernas, como el euthytonón.
El euthytonón era un símil a grandes ballestas lanzacohetes, con carril de direccionamiento del proyectil. La traducción del griego al español es "adiós". Esta arma fue definitivamente la que derribó los muros, y una vez destruidos, Tiro fue arrasada. Otro sitio importante fue el de Gaza durante otro arduo enfrentamiento. Una vez conquistada, Alejandro se dirigió a Egipto.

### Egipto

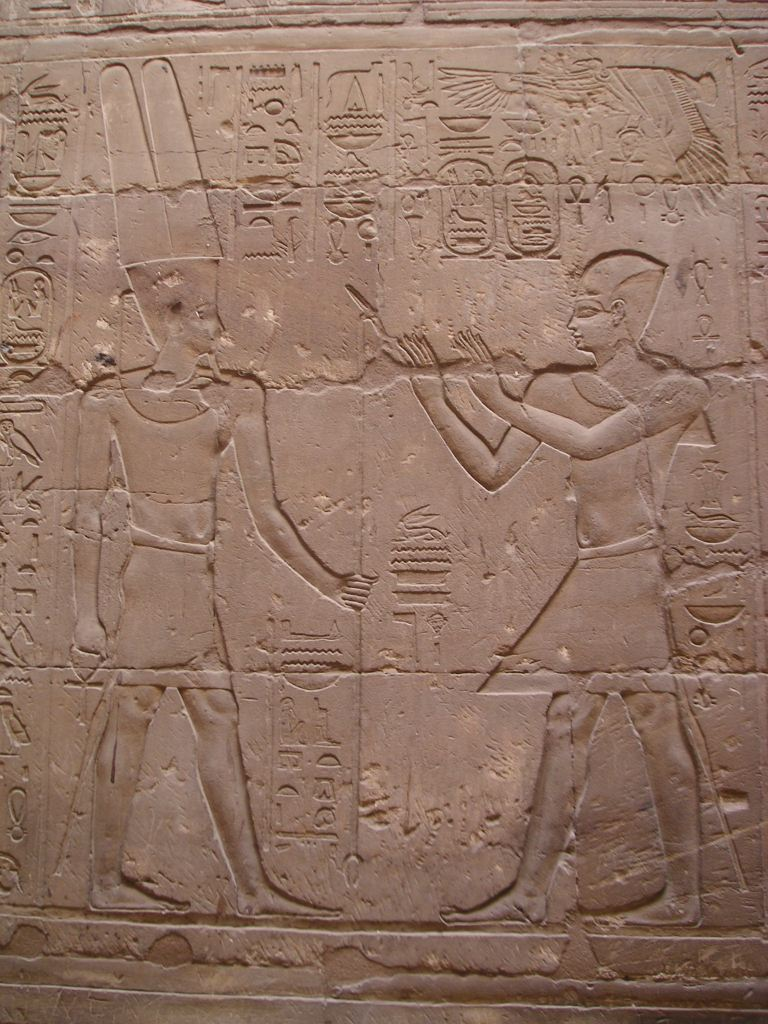
Relieve de Alejandro Magno ante Amón-Ra, en el templo de Luxor.

Aparentemente, Calístenes es de los pocos que se detienen en cómo fue el ingreso a Egipto. Este reino estaba controlado por los persas desde el año 343 a. C. El escrito menciona que primero hubo una exhortación de Alejandro a la pequeña guarnición persa que controlaba el reino de Egipto, «¡Abrid si no queréis desencadenar la furia de Ares!». 
Alejandro fue bien recibido por los egipcios, quienes lo apoyaron en su lucha contra los persas. Recibido como salvador y libertador, e hijo de Amón, por decisión popular se concedió a Alejandro la corona de los dos reinos, siendo nombrado faraón en noviembre de 332 a. C. en Menfis.

#### Fundación de Alejandría

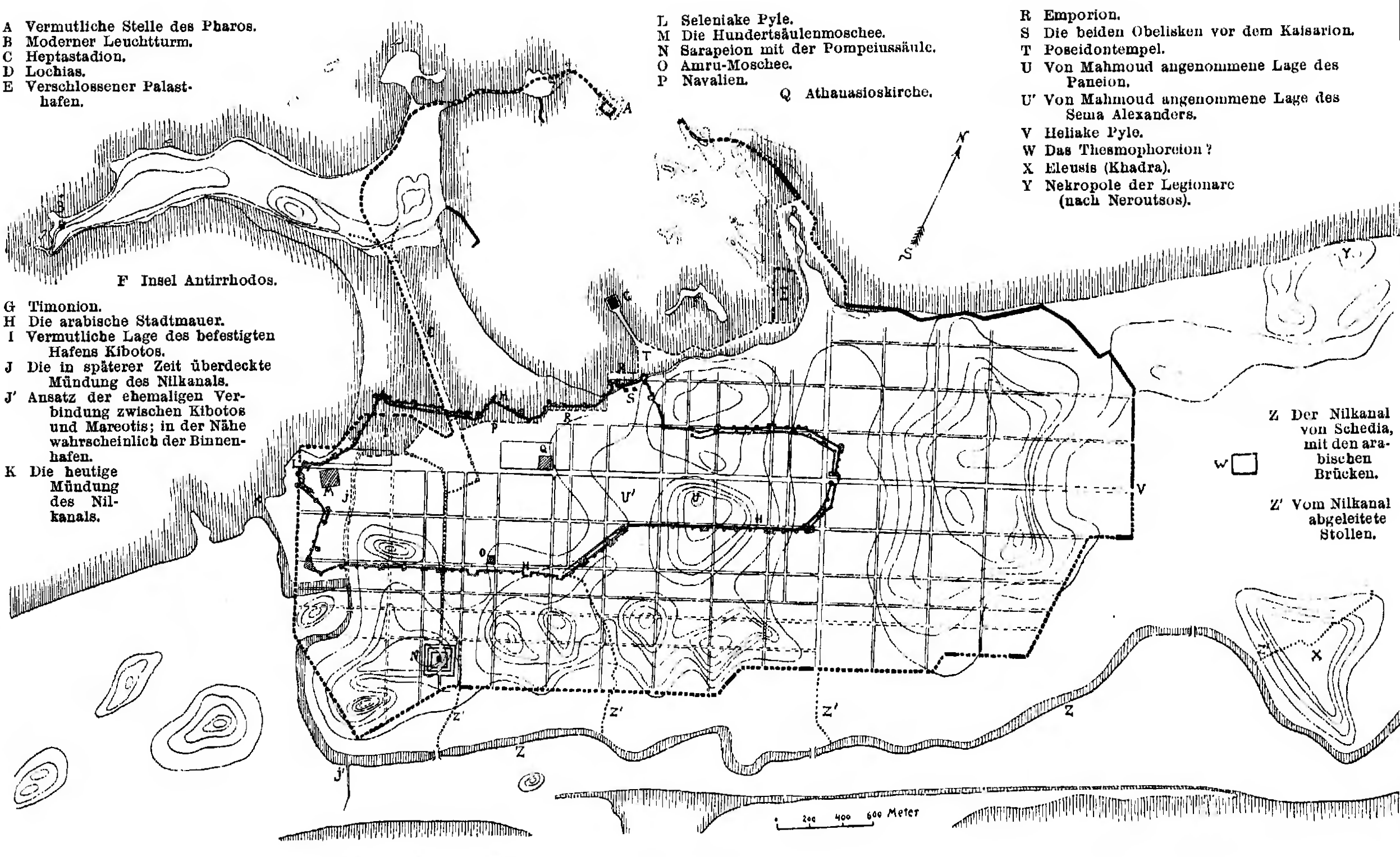
Plano de Alexandría, Egipto (reconstrucción). Hacia la derecha, se encontraba el Faro de Alejandría, una de las siete maravillas de la Antigüedad. Allí se edificó la Biblioteca de Alejandría, la más grande del mundo, a la vez que la ciudad empezó a ser también uno de los centros económicos, de fusión cultural, artística, y de conocimiento más importantes. En la era Ptolomaica, llegó a existir más de 1 millón de volúmenes. De allí surgieron grandes astrónomos, como Eratóstenes, que calculó la circunferencia de la tierra casi con exactitud (alrededor del 200 a. C.). Muchas veces intentaron saquearla, hasta que finalmente la invadió Roma definitivamente (30 a. C.), quedándose con el control, entre otras cosas, de la biblioteca en su totalidad.

En enero de 331 a. C. Alejandro Magno fundó la ciudad de Alejandría en una zona costera muy fértil al oeste del delta del Nilo. Los motivos de la fundación eran tanto económicos (la apertura de una ruta comercial en el mar Egeo) como culturales (la creación de una ciudad al estilo griego en Egipto, cuya planificación se dejó en manos del arquitecto Dinócrates). La escritora inglesa Mary Renault, en su biografía de Alejandro, comenta:

De Menfis bajó por el río hasta la costa, donde tenía que tratar unos asuntos referentes a sus conquistas en Asia Menor. Navegó por el Delta y varó en las proximidades del lago Mareotis. Le pareció un sitio ideal para establecer una ciudad: buen fondeadero, buenas tierras, buen aire, buen acceso al Nilo. Estaba tan decidido a emprender las obras que deambuló por el emplazamiento, arrastrando tras de sí a arquitectos e ingenieros y señalando las situaciones de la plaza del mercado, de los templos de los dioses griegos y egipcios, de la vía real. Un hombre listo se percató de que Alejandro no tenía tiza para marcar y le ofreció harina, que el macedonio aceptó. Los pájaros se alimentaron de ella, por lo cual los adivinos previeron que la ciudad prosperaría y daría de comer a muchos forasteros, predicción que Alejandría sigue cumpliendo.
Renault (2013, p. 77)

#### Travesía al oráculo de Siwa
Posteriormente, tras un dificultoso viaje por el desierto, llegó al oasis de Siwa, situado en pleno Sahara. Este oráculo correspondía al dios Amón. El profeta, queriendo saludarle en idioma griego le dijo «hijo mío», equivocándose en una letra; y que a Alejandro le agradó este error, por dar motivo a que pareciera le había llamado hijo de Zeus. Le anunció que le saludaba tanto de parte del dios como de su padre. Alejandro preguntó si había quedado sin castigo alguno de los asesinos de Filipo, y si se le concedería dominar a todos los hombres. Habiéndole dado el dios respuesta favorable y asegurándole que Filipo estaba vengado, Alejandro le hizo magníficas ofrendas, y entregó ricos presentes a los hombres allí destinados. También se dice que Alejandro, en una carta enviada a su madre, le comunicó haberle sido hechos ciertos vaticinios arcanos, que solo a ella revelaría.
La cultura del antiguo Egipto impresionó a Alejandro desde los primeros días de su estancia en este país. Los egipcios nos han dejado testimonio, grabado en piedra, de estos hechos y apetencias. En Karnak existe un bajorrelieve donde se representa a Alejandro haciendo ofrendas al dios Amón. En él, viste la indumentaria de faraón:
- Nemes (el paño que cubre la cabeza y va por detrás de las orejas, clásico del antiguo Egipto), o la Corona Doble, roja y blanca.
- Cola litúrgica de chacal, que con el tiempo se transformó en «cola de toro».
- Ofrenda en cuatro vasos, como símbolo que indica «cantidad», «repetición», «abundancia» y «multiplicación».

En los jeroglíficos del muro se distinguen además los títulos de Alejandro-faraón que se representan dentro de un serej y un cartucho egipcio:
| Titulatura | Jeroglífico | Transliteración (transcripción) - traducción - (referencias) |

| G5 |

| G5 |

| G20 | V31 · I6 | O49 |

| G20 | V31 · I6 | O49 |

| G20 | V31 · I6 | O49 |

| G20 | V31 · I6 | O49 |

| G5 |

| G5 |

| G20 | V31 · I6 | O49 |

| G20 | V31 · I6 | O49 |

| G20 | V31 · I6 | O49 |

| G20 | V31 · I6 | O49 |

| C12 | C2 | U21 · n · N36 |

| C12 | C2 | U21 · n · N36 |

| C12 | C2 | U21 · n · N36 |

| C12 | C2 | U21 · n · N36 |

| C12 | C2 | U21 · n · N36 |

| C12 | C2 | U21 · n · N36 |

| C12 | C2 | U21 · n · N36 |

| C12 | C2 | U21 · n · N36 |

| C12 | C2 | U21 · n · N36 |

| C12 | C2 | U21 · n · N36 |

| C12 | C2 | U21 · n · N36 |

| C12 | C2 | U21 · n · N36 |

| C12 | C2 | U21 · n · N36 |

| C12 | C2 | U21 · n · N36 |

| C12 | C2 | U21 · n · N36 |

| C12 | C2 | U21 · n · N36 |

| G1 | E23 · V31 · O34 | i | n · D46 | r · O34 |

| G1 | E23 · V31 · O34 | i | n · D46 | r · O34 |

| G1 | E23 · V31 · O34 | i | n · D46 | r · O34 |

| G1 | E23 · V31 · O34 | i | n · D46 | r · O34 |

| G1 | E23 · V31 · O34 | i | n · D46 | r · O34 |

| G1 | E23 · V31 · O34 | i | n · D46 | r · O34 |

| G1 | E23 · V31 · O34 | i | n · D46 | r · O34 |

| G1 | E23 · V31 · O34 | i | n · D46 | r · O34 |

| G1 | E23 · V31 · O34 | i | n · D46 | r · O34 |

| G1 | E23 · V31 · O34 | i | n · D46 | r · O34 |

| G1 | E23 · V31 · O34 | i | n · D46 | r · O34 |

| G1 | E23 · V31 · O34 | i | n · D46 | r · O34 |

| G1 | E23 · V31 · O34 | i | n · D46 | r · O34 |

| G1 | E23 · V31 · O34 | i | n · D46 | r · O34 |

| G1 | E23 · V31 · O34 | i | n · D46 | r · O34 |

| G1 | E23 · V31 · O34 | i | n · D46 | r · O34 |

### Persia

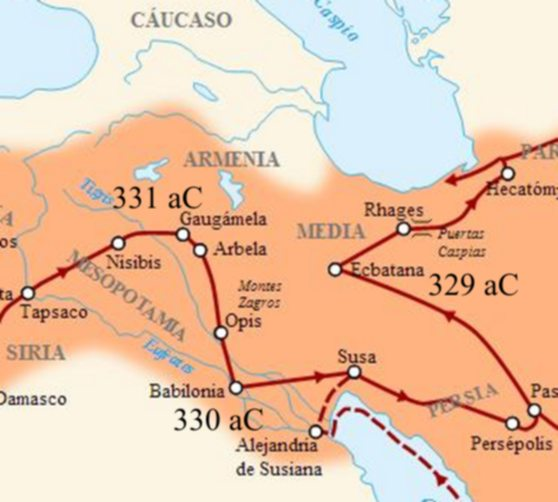
331 a. C. Magno toma Persia y todas sus satrapías.

Al cabo de un año de estadía en Egipto, y controlando la situación de rebeldía en Anatolia y el Egeo, en la primavera del 331 a. C., desde Tiro y Egipto, organizó los territorios conquistados y su ejército, para iniciar la marcha hacia la conquista de Persia.

#### Batalla de Gaugamela
El rey persa Darío, con un ejército más numeroso, decidió hacerle frente en Gaugamela a orillas del Tigris. Esta batalla hoy en día sigue siendo analizada por expertos militares, intentando explicarse como un ejército tan inferior en número, derrota a uno por lo menos cinco veces más grande. La estrategia usada por el macedonio fue una tenaza, donde el yunque era la infantería, y el martillo la caballería (los hetairoi. sus compañeros), Darío apenas logró salvar su vida, y huyó nuevamente.

#### Ocupación de Babilonia
Esta derrota del ejército persa fue significativa en bajas, y representó prácticamente la caída del imperio aqueménida. Así Alejandro con su ejército logró entrar en Babilonia quedando a las puertas del propio territorio persa.
En el año 331 a. C., el ejército macedonio invadió Persia entrando fácilmente a Susa, la vieja capital de Darío I, mientras que el derrotado Darío III huía hacia el interior del territorio persa en busca de fuerzas leales para enfrentar nuevamente a Alejandro.
Alejandro procedió cuidadosamente ocupando las ciudades, apoderándose de los caudales persas y asegurando las líneas de abastecimiento. Desde Susa pasó a Persépolis, capital ceremonial del Imperio aqueménida, donde quemó el palacio de la ciudad durante una fiesta, aunque otras fuentes señalan que esto no fue así. 

#### Persecución del rey Darío
Se dirigieron hacia Ecbatana para perseguir a Darío. Lo encontraron asesinado por sus nobles, que ahora obedecían a Bessos. Alejandro honró a su otrora rival y enemigo, cubriéndolo con el manto púrpura que Darío abandonó en la batalla de Isos, y que Alejandro recogió. Le rindió un funeral real y prometió a la familia de este perseguir a sus asesinos.

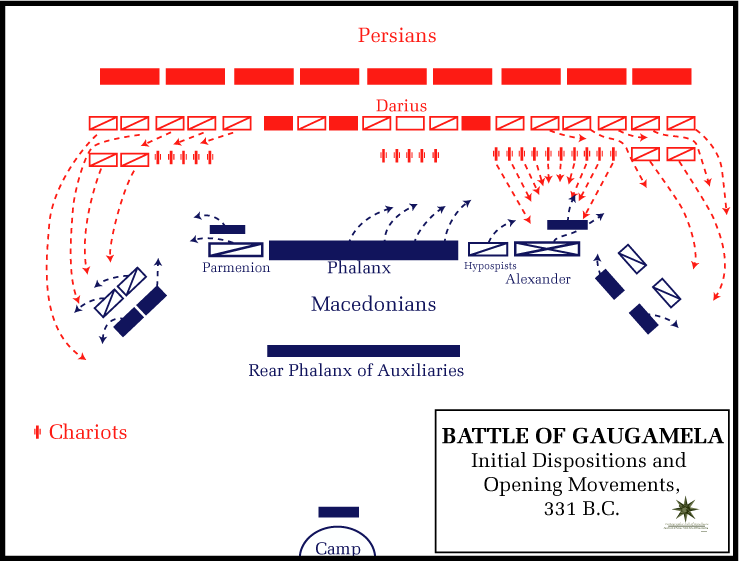
Batalla de Gaugamela. Darío reunió entre 200 000 y 500 000 hombres, entre sus satrapías, mientras que los macedonios contaban con 40 000 a 50 000 efectivos. Las estipulaciones modernas sugieren que la mitad del ejército persa pereció en combate, mientras que los macedonios y aliados griegos contarían unas 5000 bajas incluyendo heridos. Ante la debacle, nuevamente, Darío huyó, dejando a Babilonia a la suerte de Alejandro

Bessos escapó a la zona lindera del Hindú Kush, en las inmediaciones de Sogdiana (al este de Asia), acompañado por una resistencia formada por nobles y arqueros a caballo, autoproclamándose rey de Persia, cosa que Alejandro no toleraba, motivo también por el cual lo perseguiría.

#### Promoción de mezcla de culturas
Los extranjeros que vivían en Persia se sintieron identificados con Alejandro y se comprometieron con él para venerarlo como nuevo gobernante. Los sátrapas persas en su mayoría conservaron sus puestos, aunque supervisados por un oficial macedonio que controlaba las fuerzas armadas. 
Plutarco recalca: «Al ver Alejandro a las demás cautivas, que todas eran aventajadas en hermosura y gallardía, dijo por chiste: “¡Gran dolor de ojos son estas persas!” Con todo, oponiendo a la belleza de estas mujeres la honestidad de su moderación y continencia».[cita requerida]
En su intento de mezclar las élites persas y macedonias se celebraron bodas mixtas masivas, y entrenó a un regimiento de soldados persas para combatir a la manera macedonia. La mayoría de los historiadores coinciden en que Alejandro adoptó el título real persa de Shahanshah (Rey de Reyes).

#### Conspiraciones
En el 330 a. C. Filotas, hijo de Parmenión, fue acusado de conspirar contra Alejandro y asesinado junto con su padre (por temor a que este se rebelara al enterarse de la noticia). Asimismo, el primo de Alejandro, Amintas (hijo de Pérdicas III), fue ejecutado por intentar pactar con los persas para convertirse en el nuevo rey (de hecho, era el legítimo sucesor al trono macedonio). Tiempo después hubo una nueva conjura contra Alejandro, ideada por sus pajes, la cual tampoco logró su objetivo. Tras esto, Calístenes, quien hasta ese momento había sido el encargado de redactar la historia de las travesías de Alejandro, fue considerado como impulsor de esta conjura, por lo que fue condenado a muerte. Sin embargo, él mismo se quitó antes la vida.

##### Muerte de Clito

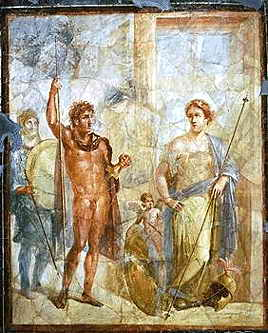
Casamiento de Alejandro con Barsine. Mosaico de Pompeya, 324 a.C. Según cuenta Pseudo Calístenes, Alejandro pidió casarse con Barsine-Estátira, una de las hijas del rey persa Darío, pidiéndole la mano a su madre, siendo esta cautiva. El mosaico es un exponente de la época misma sobre la política de fusión entre pueblos que propuso Magno.

Clito, apodado «el Negro», era uno de los generales del ejército, al cual Alejandro tenía gran afecto y había nombrado sátrapa de Bactriana. Durante un banquete, Clito, irritado por la costumbre persa de la proskynesis, y al escuchar que Alejandro se proclamaba mejor que su padre Filipo, le respondió: «Toda la gloria que posees es gracias a tu padre», agregando: «Sin mí, hubieras perecido en el Gránico.» Alejandro, ebrio, le arrojó una manzana a la cabeza, a lo que siguió una discusión en forma de versos que terminó cuando Alejandro buscó su espada para atacarlo. Según el relato, uno de los guardias la había ocultado y Clito fue sacado del lugar por varios amigos. Poco después, sin embargo, volvió a entrar por otra puerta y, mirando fijamente al conquistador, recitó un verso de Eurípides: «Qué perversa costumbre han introducido los griegos.» En ese momento, Alejandro arrebató una lanza a uno de sus guardias y atravesó con ella a Clito. Arrepentido del crimen, pasó tres días encerrado en su tienda y algunos relatos afirman que trató de suicidarse.

### Asia Central

#### Persecución del asesino de Darío
Esta persecución es importante, porque es la ruta que termina llevando a Alejandro hasta la India. Tras muchos preparativos, y tras establecer un nuevo orden en Babilonia, Alejandro partió en la persecución de Bessos, el asesino del rey Darío, y conquistar las satrapías persas de Asia Central. La mayoría de los sátrapas persas continuaron en sus cargos, dejando Alejandro en ellas pequeñas guarniciones de aliados griegos. Contaba con una expedición mediana de soldados griegos, llevando consigo soldados persas (entrenados al estilo de combate y uniformes macedonios), que conocían bien los territorios y los dialectos de las zonas a ocupar.

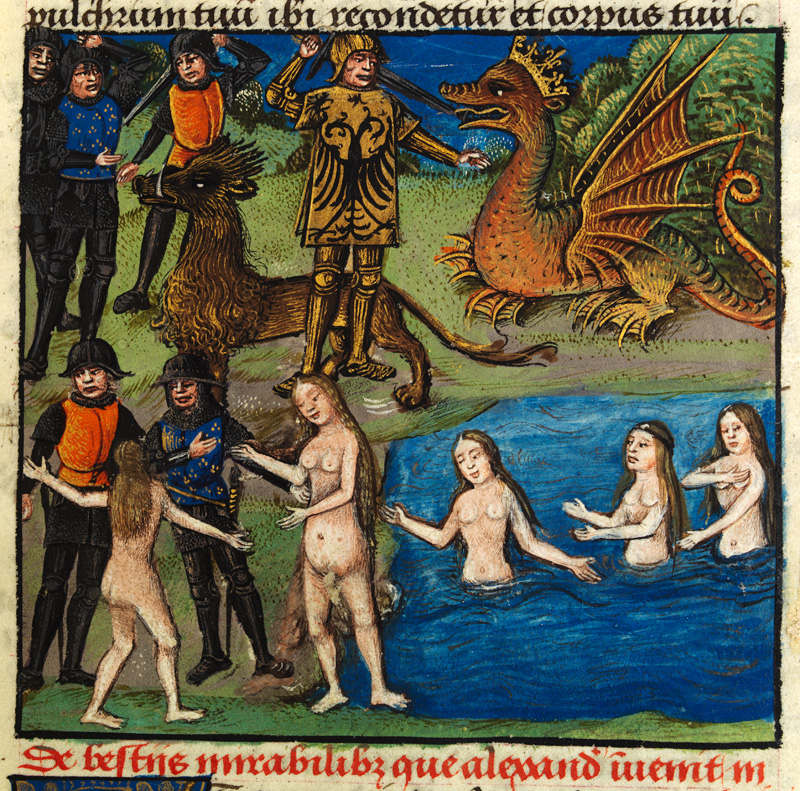
Alejandro luchando con el dragón, mujeres emergen de las aguas, posible alusión a su encuentro con las Amazonas. Texto original en griego del, texto en latín traducido por Leo de Nápoles, titulado «Historia de preliis Alexandri Magni».

#### Encuentro con las Amazonas
Todas las fuentes clásicas coinciden en que existió un encuentro entre las Amazonas y Alejandro Magno. Las Amazonas fue un pueblo de mujeres guerreras, cuya deidad principal era Diana, y su mito fundacional el dios olímpico Ares. Habían consolidado una sociedad matriarcal, en las inmediaciones del sur del mar Caspio, en Asia.

El historiador Quinto Curcio Rufo menciona que el macedonio fue visitado por la reina amazona Talestris, escoltada por una comitiva de 300 guerreras, cuyo fin fue proponerle engendrar hijos con Alejandro, para lograr herederas de estirpe guerrera y noble. Plutarco cita al menos 5 fuentes que comprueban este acontecimiento, con leves diferencias. Curcio Rufo cuenta que Alejandro ante tal propuesta «no opuso demasiada resistencia». Permanecieron encerrados trece días.

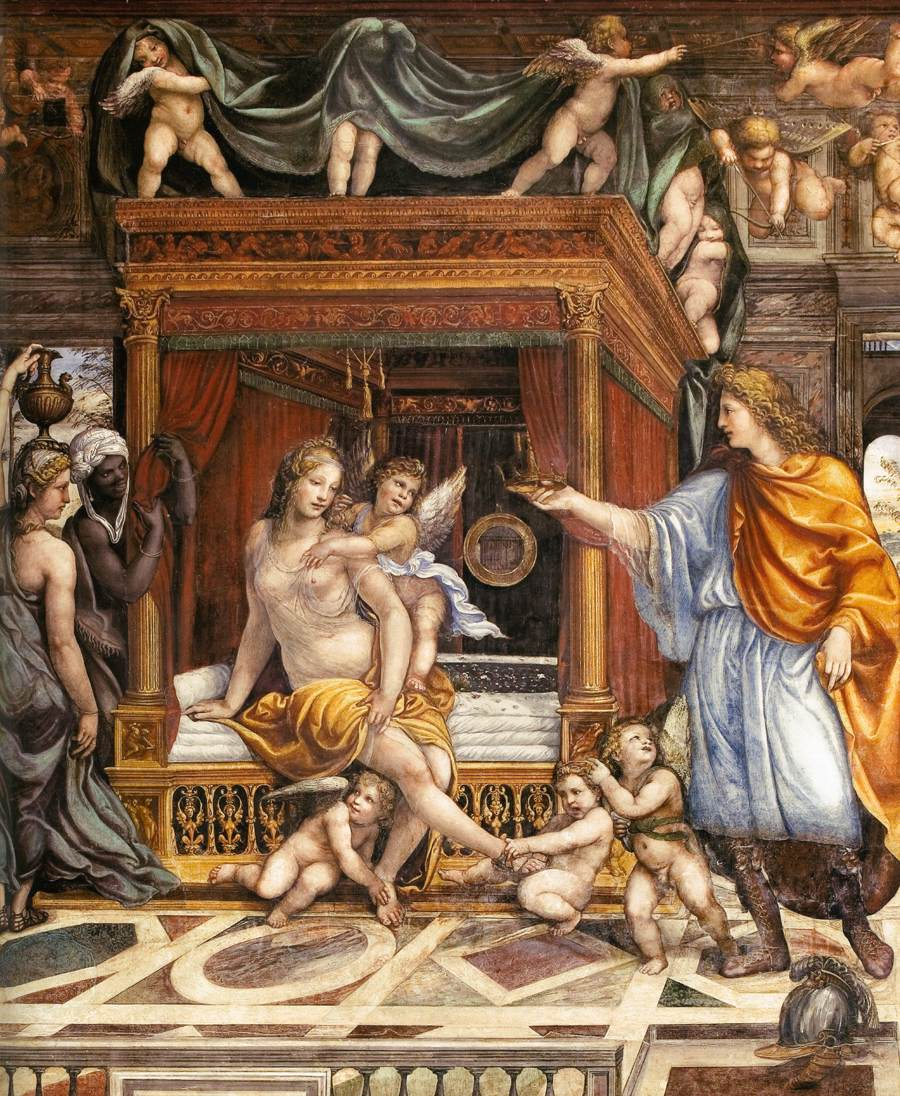
Boda de Roxana y Alejandro, por el pintor Giovanni Bazzi.

#### Boda con Roxana
Después de todas estas exóticas experiencias, siguió la ruta trazada para perseguir a Bessos, internándose en zonas que oscilaban entre desiertos y montañas. Hasta que llegó a Sogdiana y Bactriana, donde entabló una relación de confianza con el sátrapa persa Artabazo II, cuya hija, la princesa Roxana, con quien Alejandro se casó, sería su compañía a partir de ahí en las campañas sucesivas.

#### Rebeliones
Finalmente, Bessos, el asesino del rey Darío, es arrestado por sus propios cortesanos, y entregado vivo a Ptolomeo, general y amigo de Alejandro. Es ejecutado, dando supuestamente por terminada la persecución. Alejandro dio aviso inmediatamente a la familia de Darío, que su asesinato estaba vengado.
Pero ocurrió algo impensado: Espitamenes, cortesano de Bessos y principal mentor de su entrega, a cambio había pedido la independencia de Sogdiana y otras satrapías. Al tener la negativa, provocó importantes revueltas en las ciudades, aniquilando guarniciones griegas y generando caos al imperio establecido por Magno.
Espitamenes se desenvolvía en la región de Aria, logró aliados de tribus nómades, jinetes arqueros de estepas y desiertos, y tomó las ciudades del este asiático controladas por los griegos (atacó la capital Maracanda, y Bactriana, pero Artabazo II repelió los ataques).

Alejandro ordenó fortificar todas las ciudades y satrapías, ya ahora en pasos montañosos defendibles. Pero el factor decisivo fue fortificar todos los oasis, dejando a Espitamenes sin recursos para sus soldados y caballería. 

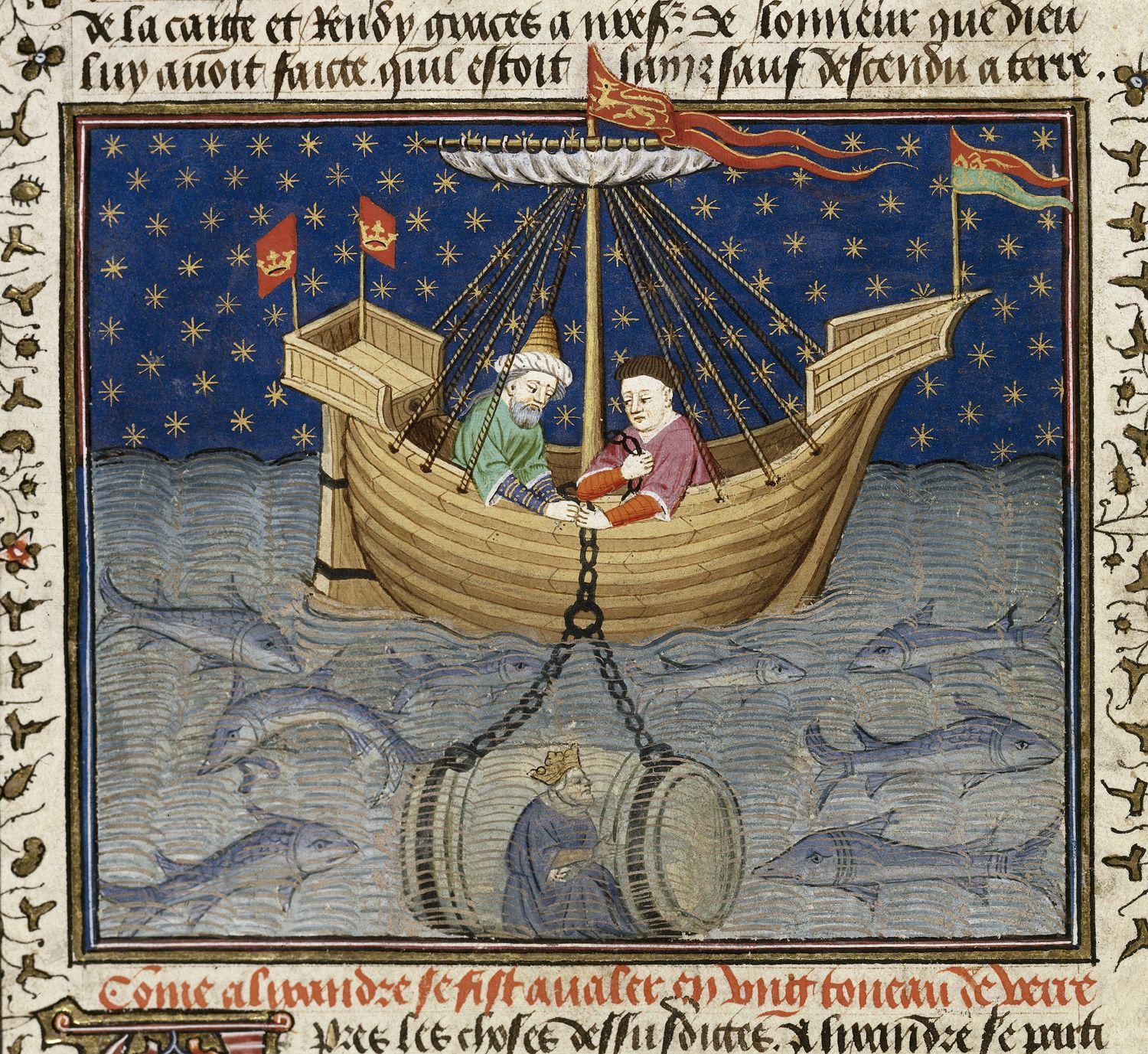
Alejandro en un submarino (pintura del año 1445). British Library Royal.

En diciembre de 328 a. C., el comandante macedonio Coeno lo derrotó, y cuando los sogdianos y las tribus nómadas se enteraron de que el ejército principal de Alejandro se acercaba, los masagetas asesinaron a su líder y enviaron su cabeza al conquistador.
Espitamenes tenía una hija, Apama, quien se casó con uno de los generales más importantes de Alejandro, Seleuco (febrero de 324 a. C.). La pareja tuvo un hijo, Antíoco. 

### India

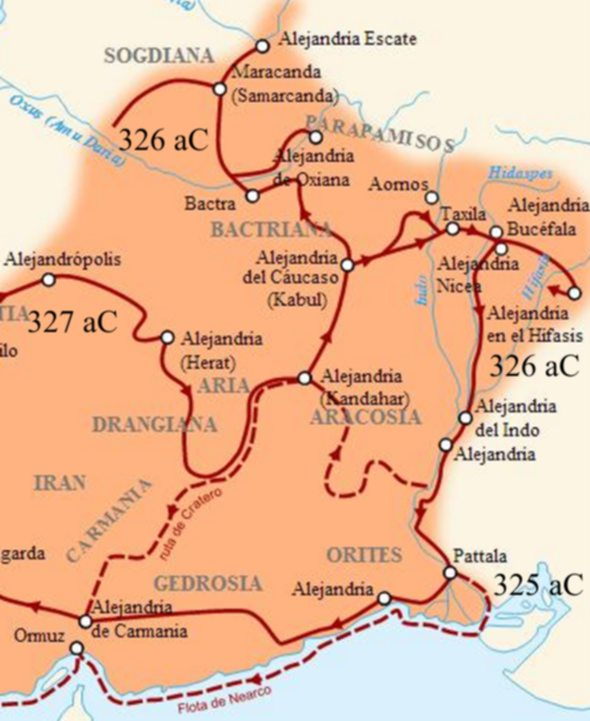
Año 327 a. C. Ocupación de las satrapías persas del este y región del Indo. Regreso a Babilonia.

Pronto llevaría a su ejército a atravesar el Hindukush y a dominar el valle del Indo, con la única resistencia del rey indio Poros en el río Hidaspes.
Tras la muerte de Espitamenes y su boda con Roxana (Roshanak en bactriano) para consolidar sus relaciones con las nuevas satrapías de Asia Central, en el 326 a. C., Alejandro puso toda su atención en el subcontinente indio e invitó a todos los jefes tribales de la anterior satrapía de Gandhara, al norte de lo que ahora es Pakistán para que vinieran a él y se sometieran a su autoridad. Āmbhi, rey de Taxila, cuyo reino se extendía desde el Indo hasta el Hidaspes, aceptó someterse, pero los rajás de algunos clanes de las montañas, incluyendo los aspasioi y los assakenoi de la tribu de los kambojas, conocidos en los textos indios como ashvayanas y ashvakayanas (nombres que se refieren a la naturaleza ecuestre de su sociedad, de la raíz sánscrita ashva, que significa ‘caballo’), se negaron a ello.
Alejandro tomó personalmente el mando de los portadores de escudo, los compañeros de a pie, los arqueros, los agrianos y los lanzadores de jabalina a caballo y los condujo a luchar contra la tribu de los kamboja de la que un historiador moderno escribe que «eran gentes valientes y le fue difícil a Alejandro aguantar sus acometidas, especialmente en Masaga y Aornos».[cita requerida]

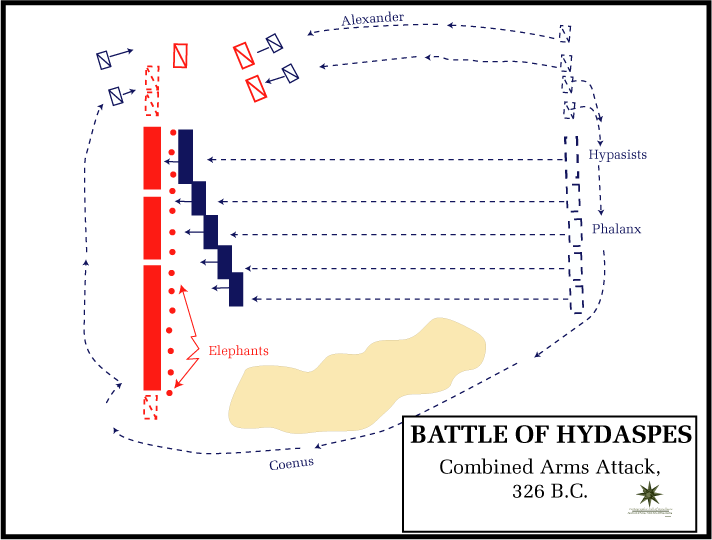
Batalla del Hidaspes, India. El ejército macedonio bordeaba el río, imposible atravesarlo por su profundidad, mientras las tropas del rey hindú, Poros, seguían de cerca sus movimientos. Finalmente, en un tramo de aguas bajas, se abrió batalla. Fue una de las contiendas más difíciles que tuvo Alejandro, ante un nuevo elemento: el ejército adversario disponía de elefantes de guerra, y su olor descomponía a los caballos del ejército macedonio. Pero según Calístenes, Alejandro tuvo en cuenta esto, por lo que utilizaron el fuego para dispersar a los elefantes, prendiendo antorchas y estatuas de bronce. Una vez finalizada la batalla, Alejandro se encontró con Poro, herido, y lo felicitó por la tenacidad de sus hombres. Le dio trato «real», y lo conservó como sátrapa de su región, incluso le obsequió otras regiones más.

Alejandro se enzarzó en una feroz contienda contra los aspasioi en la que fue herido en el hombro con un dardo, pero en la que los aspasioi perdieron la batalla y 40 000 de sus hombres cayeron prisioneros. Los assakenoi fueron al encuentro de Alejandro con un ejército de 30 000 soldados de caballería, 38 000 de infantería y 30 elefantes,[cita requerida] y opusieron una tenaz resistencia al invasor en las batallas de las ciudades de Ora, Bazira y Masaga. El fuerte de esta última ciudad fue reducido solo tras varios días de una sangrienta lucha en la que hirieron a Alejandro de gravedad en el tobillo.
Cuando el rajá de Masaga murió durante la batalla, el comandante supremo del ejército acudió a la vieja madre de este, Cleofis, la cual también parecía dispuesta a defender su tierra hasta el final y asumió el control total del ejército, lo que empujó también a otras mujeres del lugar a luchar, por lo que Alejandro solo pudo controlar Masaga recurriendo a estratagemas políticas y actos de traición. Según Quinto Curcio Rufo, «Alejandro no solo mató a toda la población de Masaga, sino que redujo sus edificios a escombros».[cita requerida] Una matanza similar ocurrió en Ora, otro bastión de los assakenoi.
Mientras todas estas matanzas ocurrían en Masaga y Ora, varios assakenoi huyeron a una alta fortaleza llamada Aornos donde Alejandro los siguió de cerca y capturó la roca tras cuatro días de sangrienta lucha. La historia de Masaga se repitió en Aornos, y la tribu de los assakenoi fue masacrada.

En sus escritos acerca de la campaña de Alejandro contra los assakenoi, Victor Hanson comenta: «Después de prometer a los assakenoi, quienes estaban rodeados, que salvarían sus vidas si capitulaban, ejecutó a todos los soldados que aceptaron rendirse. Las contiendas de Ora y Aornos se saldaron de forma similar. Probablemente todas sus guarniciones fueron aniquiladas».[cita requerida]

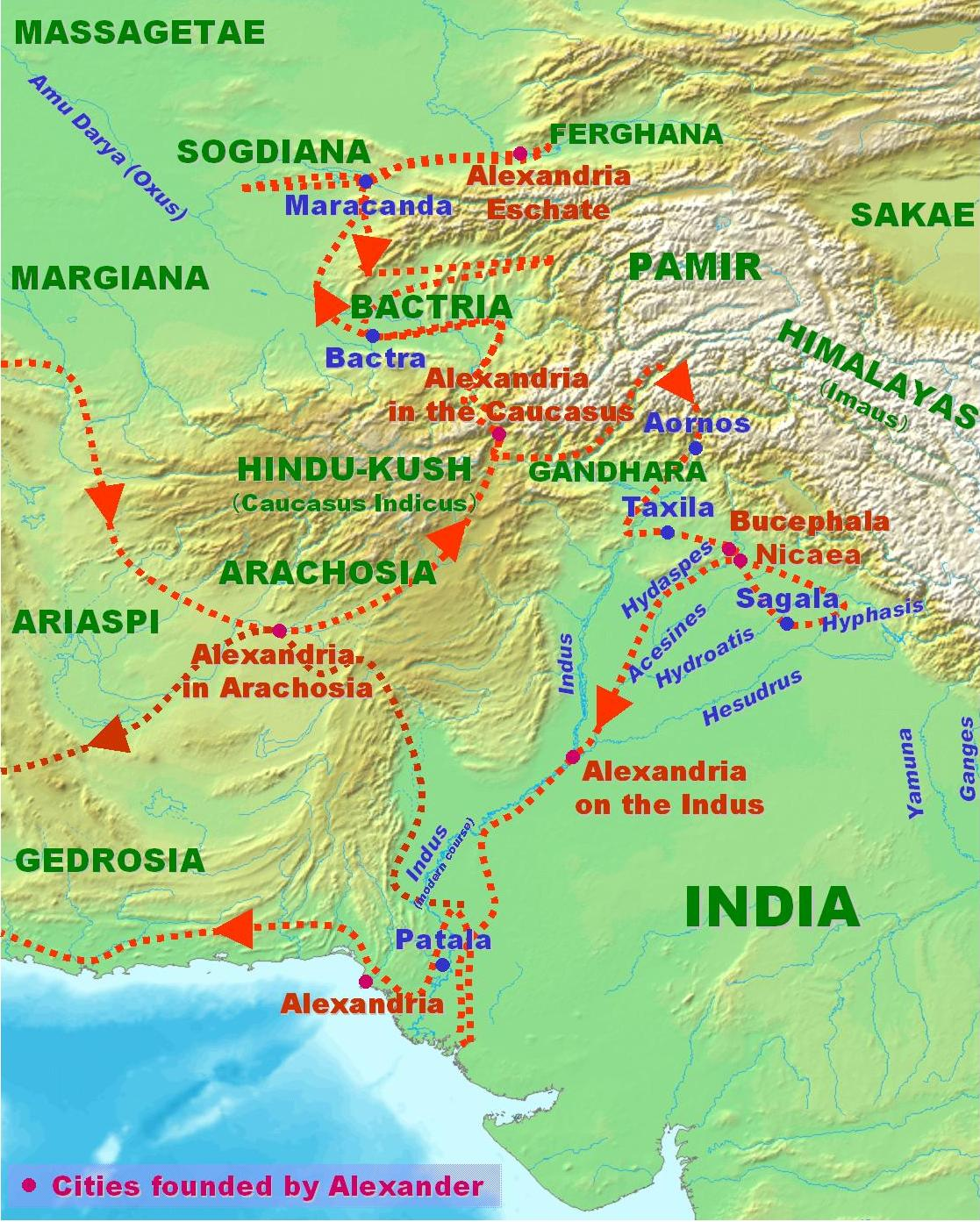
Campañas de la invasión del sur de Asia.

Sisikottos, que había ayudado a Alejandro en esta campaña, fue nombrado gobernador de Aornos. Tras reducir Aornos, Alejandro cruzó el Indo y ganó una batalla épica contra el gobernante local Poros, que controlaba la región de Panjab, en la batalla del Hidaspes del 326 a. C.
Tras la batalla, Alejandro quedó tan impresionado por la valentía de Poros que hizo una alianza con él y lo nombró sátrapa de su propio reino al que añadió incluso algunas tierras que este no poseía antes. Alejandro llamó Bucéfala a una de las dos ciudades que había fundado, en honor al caballo que lo había traído a la India, y que habría muerto durante la contienda del Hidaspes. Alejandro siguió conquistando todos los afluyentes del río Indo.
Al este del reino de Poros, cerca del río Ganges, estaba el poderoso Imperio de Magadha, gobernado por la dinastía Nanda regida por Agrammes (Dhana Nanda). Temiendo la perspectiva de tener que enfrentarse con otro gran ejército indio y cansados por una larga campaña, el ejército macedonio se amotinó en el río Hífasis (actual río Beas), negándose a seguir hacia el este:

El combate de Poro desmoralizó mucho a los macedonios, apartándolos de querer internarse más en la India: pues no bien habían rechazado a este, que les había hecho frente con 20 000 infantes y 2000 caballos, cuando ya se hacía de nuevo resistencia a Alejandro, que se disponía a forzar el paso del río Ganges, cuya anchura sabían era de 32 estadios, y su profundidad de 100 brazas, y, que la orilla opuesta estaba cubierta con gran número de hombres armados, de caballos y elefantes; porque se decía que le estaban esperando los reyes de los gandaritas y los preslos, con 80 000 caballos, 200 000 infantes, 8000 carros y 6000 elefantes de guerra.
Plutarco, Vida de Alejandro LXII.

Alejandro, tras reunirse con su oficial Coeno, uno de sus hombres de confianza, se convenció de que era mejor regresar. Plutarco (Alejandro XIII 4) identifica «la cobardía de los macedonios ante los indios» como «la causa de que su expedición quedara inconclusa y su fama disminuida».
Alejandro decidió dirigirse al sur. Por el camino su ejército se encontró con los malios, las tribus más aguerridas del sur de Asia por aquellos tiempos. El ejército de Alejandro desafió a los malios, y la batalla los condujo hasta la ciudadela malia. Durante el asalto, el propio Alejandro fue herido gravemente por una flecha malia en el pulmón. Sus soldados, creyendo que el rey estaba muerto, tomaron la ciudadela y no perdonaron la vida a ningún hombre, mujer o niño. A pesar de ello y gracias al esfuerzo de su cirujano, Critodemo de Cos, Alejandro sobrevivió a esa herida. Después de esto, los malios supervivientes se rindieron ante las fuerzas macedónicas, y estas pudieron continuar su marcha. 
Alejandro envió a la mayor parte de sus efectivos a Carmania (al sur del actual Irán) bajo el mando del general Crátero, y ordenó montar una flota para explorar el golfo pérsico bajo el mando de su almirante Nearco, mientras que él conduciría al resto del ejército de vuelta a Persia por la ruta del sur a través del desierto de Makrán. En su regreso a Babilonia, Alejandro sufre una importante pérdida: su oficial Coeno muere (326 a. C.), producto de una enfermedad que había contraído. Siendo Coeno uno de sus oficiales de infantería más destacados, Alejandro le rindió un funeral con todos los honores.
Alejandro dejó, no obstante, refuerzos en la India. Nombró a su oficial Peitón sátrapa del territorio del Indo, cargo que este ocuparía durante los siguientes diez años hasta el 316 a. C., y en Panyab dejó a cargo del ejército a Eudemos, junto con Poros y Āmbhi. Eudemos se convirtió en gobernador de una parte de Panyab después de que estos murieran. Él y Peitón volvieron a Occidente en el 316 a. C. con sus ejércitos. En el 321 a. C., Chandragupta Mauria fundó el Imperio mauria en la India y expulsó a los sátrapas griegos.

## Últimos años
Tras enterarse de que muchos de sus sátrapas y delegados militares habían abusado de sus poderes en su ausencia, Alejandro ejecutó a varios de ellos como ejemplo mientras se dirigía a Susa. Como gesto de agradecimiento, Alejandro pagó las deudas de sus soldados, y anunció que enviaría a los veteranos mayores a Macedonia bajo el mando de Crátero, pero sus tropas malinterpretaron sus intenciones y se amotinaron en la ciudad de Opis, negándose a partir y criticando con amargura su adopción de las costumbres y forma de vestir de los persas, así como la introducción de oficiales y soldados persas en las unidades macedonias. Alejandro ejecutó a los cabecillas del motín, pero perdonó a las tropas. En un intento de crear una atmósfera de armonía entre sus súbditos persas y macedonios, casó en una ceremonia masiva a sus oficiales más importantes con persas y otras nobles de Susa, pero pocas de esas parejas duraron más de un año. Mientras tanto, en su regreso, Alejandro descubrió que algunos hombres habían saqueado la tumba de Ciro II el Grande, y los ejecutó sin dilación, ya que se trataba de los hombres que debían vigilar la tumba que Alejandro honraba.
Tras viajar a Ecbatana para recuperar lo que quedaba del tesoro persa, su amigo más íntimo, Hefestión, murió a causa de una enfermedad o envenenado, lo que afectó mucho a Alejandro.

### Muerte

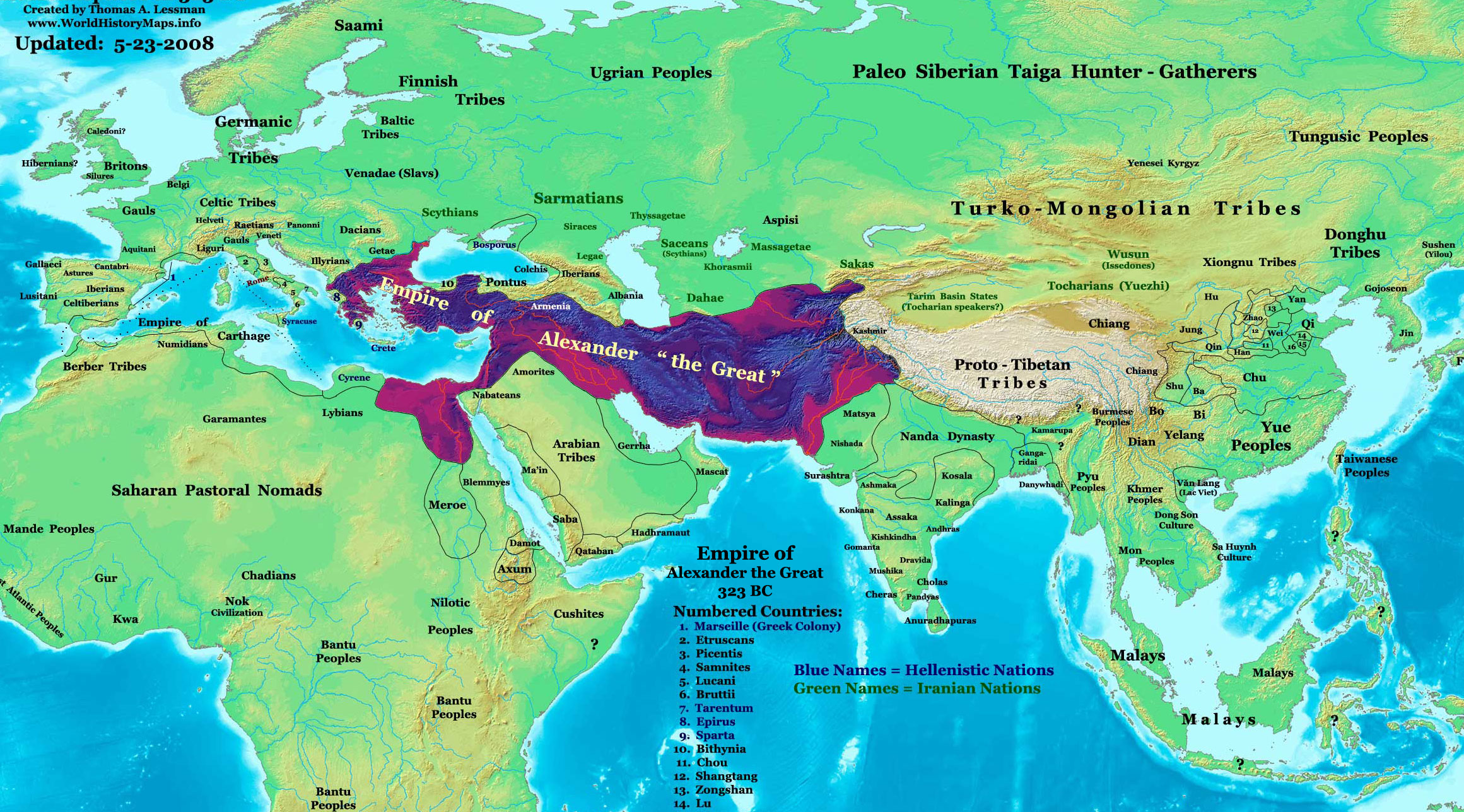
El imperio de Alejandro tras su muerte en el 323 a. C.

El 11 de junio del 323 a. C. (10 de junio, según algunos autores), Alejandro murió en el palacio de Nabucodonosor II de Babilonia. Le faltaba poco más de un mes para cumplir los 33 años de edad. Existen varias teorías sobre la causa de su muerte, que incluyen envenenamiento por parte de los hijos de Antípatro (Casandro y Yolas, siendo este último copero de Alejandro) u otros sospechosos; enfermedad (se sugiere que pudo ser la fiebre del Nilo), o una recaída de la malaria que contrajo en el 336 a. C. Se sabe que el 2 de junio Alejandro participó en un banquete organizado por su amigo Medio de Larisa. Tras beber copiosamente, inmediatamente antes o después de su baño, lo metieron en la cama por encontrarse gravemente enfermo. Los rumores de su enfermedad circulaban entre las tropas, que se pusieron cada vez más nerviosas. El 12 de junio, los generales decidieron dejar pasar a los soldados para que vieran a su rey vivo por última vez, de uno en uno.
Plutarco hace referencia respecto a su última semana con vida, en la que se internaba en extensos baños de inmersión para curarse y sacrificar a los dioses, lo que sugiere la práctica de la hidroterapia, muy común entre los griegos.

#### Causas
La teoría del envenenamiento deriva de la historia que sostenían en la antigüedad Justino y Curcio. Según ellos, Casandro, hijo de Antípatro, regente de Grecia, transportó el veneno a Babilonia con una mula, y el copero real de Alejandro, Yolas, hermano de Casandro y amante de Medio de Larisa, se lo administró. Muchos tenían razones de peso para deshacerse de Alejandro. Las sustancias mortales que podrían haber matado a Alejandro en una o más dosis incluyen el eléboro y la estricnina. Según el historiador Robin Lane Fox, el argumento más fuerte contra la teoría del envenenamiento es el hecho de que pasaron doce días entre el comienzo de la enfermedad y su muerte y en el mundo antiguo no había, con casi toda probabilidad, venenos que tuvieran efectos de tan larga duración.
Una de la hipótesis posibles es que sufrió una pancreatitis aguda, ya que los síntomas que sufrió, según explican los autores clásicos, encajan con los propios de esa enfermedad.
En 1865 el médico francés Émile Littré publicó el libro La Verité sur la mort d'Alexandre le Grand en el que basándose en el diario del secretario del rey concluyó que había muerto a causa de un mal tratamiento de una crisis de paludismo. En 2018 la doctora Katherine Hall, de la Universidad de Otago (Nueva Zelanda), afirmó que Alejandro habría muerto a causa del síndrome de Guillain-Barré, una enfermedad autoinmunitaria cuyos síntomas son: fiebre alta, gran fatiga, dolores abdominales y parálisis de los miembros. Añadió que pudo ser embalsamado vivo porque sus médicos lo habrían creído muerto sin tomarle el pulso al paciente.

### Las disputas sucesorias

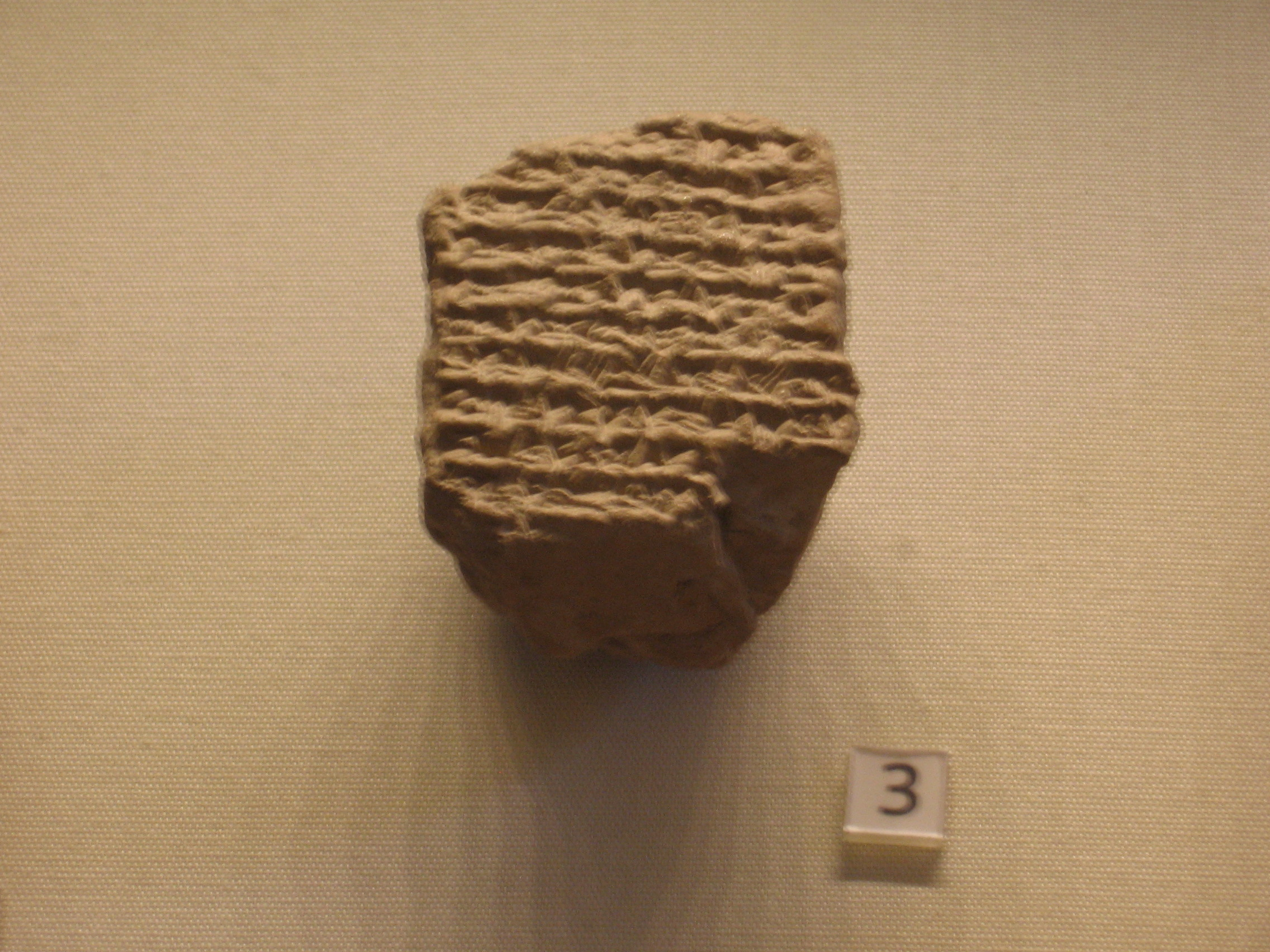
Diario astronómico de los años 323-322 a. C. que contiene la muerte de Alejandro, Museo Británico.

Alejandro no tenía ningún heredero legítimo. Su medio hermano Filipo Arrideo era deficiente, su hijo Alejandro nacería tras su muerte, y su otro hijo Heracles, cuya paternidad está cuestionada, era de una concubina. Debido a ello la cuestión sucesoria era de vital importancia.
Todos sus familiares y herederos, tanto su madre Olimpia, su esposa Roxana, su hijo Alejandro, su amante Barsine y su hijo Heracles, fueron mandados asesinar por Casandro, lo que llevó a la extinción de la dinastía Argéada.
La mayoría de los historiadores creen[cita requerida] que si Alejandro hubiera tenido la intención de elegir como sucesor a uno de sus generales obviamente habría elegido a Crátero porque era el comandante de la parte más grande del ejército, la infantería, porque había demostrado ser un excelente estratega, y porque tenía las cualidades del macedonio ideal. Pero Crátero no estaba presente, y los otros pudieron haber elegido oír Krat'eroi, ‘el más fuerte’. Fuera cual fuese su respuesta, Crátero no parecía ansiar el cargo. Entonces, el imperio se dividió entre sus sucesores (los diádocos).
A pesar de los intentos de mantener unificado el Imperio macedónico, este acabaría por dividirse en varios reinos independientes que fundaron sus dinastías.
- Dinastía Tolemaica: Tolomeo se convirtió desde un primer momento en gobernante de Egipto y se mantuvo aislado y estable desde el principio.
- Dinastía Antigónida: con centro en Macedonia y con el hijo de Antígono Monoftalmos, Demetrio como rey; esta dinastía conquistó su reino a Casandro y ocupó también Grecia.
- Dinastía Seléucida: Con base en Mesopotamia y Siria, Seleuco dominó después un territorio más amplio, ya que se adueñó de Asia, que estaba en poder de Antígono.
- Lisímaco obtuvo Tracia y Asia Menor pero no logró fundar una dinastía propia ni consolidar sus dominios.

### Testamento

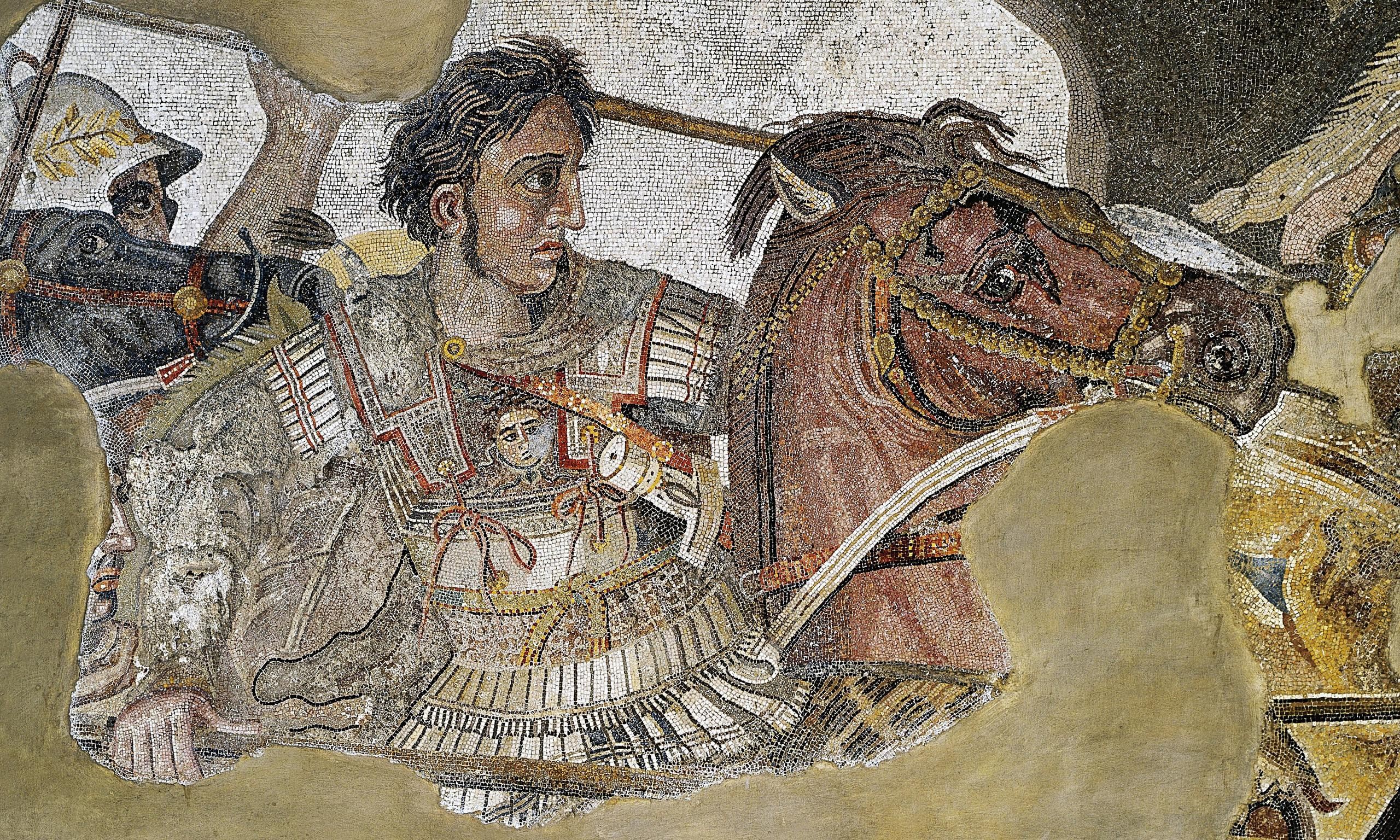
Mosaico de Alejandro Magno hallado en una casa patricia en Pompeya.

En su lecho de muerte, sus generales le preguntaron a quién legaría su reino. Se debate mucho lo que Alejandro respondió: algunos creen que dijo Krat'eroi (‘al más fuerte’) y otros que dijo Krater'oi (‘a Crátero’). Esto es posible porque la pronunciación griega de ‘el más fuerte’ y ‘Crátero’ difieren solo por la posición de la sílaba acentuada. Algunos autores clásicos, como Diodoro, relatan que Alejandro dio detalladas instrucciones por escrito a Crátero poco antes de su muerte. Aunque Crátero ya había empezado a cumplir órdenes de Alejandro, como la construcción de una flota en Cilicia para realizar una expedición contra Cartago, los sucesores de Alejandro decidieron no llevarlas a cabo, basándose en que eran poco prácticas y extravagantes. El testamento, descrito en el libro XVIII de Diodoro, pedía expandir el imperio por el sur y el oeste del Mediterráneo, hacer construcciones monumentales y mezclar las razas occidentales y orientales. Sus puntos más interesantes fueron:
- Completar el monumento funerario en honor a Hefestión;
- Construir «mil barcos de guerra, más grandes que los trirremes, en Fenicia, Siria, Cilicia y Chipre para la campaña contra los cartagineses y aquellos que viven por la costa de Libia e Iberia y las regiones costeras que se extienden hasta Sicilia»;
- Construir una carretera desde el norte de África hasta las columnas de Heracles, con puertos y astilleros alrededor;
- Erigir grandes templos en Delos, Delfos, Dodona, Díon, Anfípolis, Cirno e Ilión;
- Construir una tumba monumental «que rivalice con las pirámides de Egipto» para su padre Filipo;
- Establecer ciudades y «llevar poblaciones de Asia a Europa y también en la dirección opuesta de Europa a Asia, para traer unidad y amistad al continente más extenso a través de enlaces matrimoniales y la unión familiar».

### Tumba

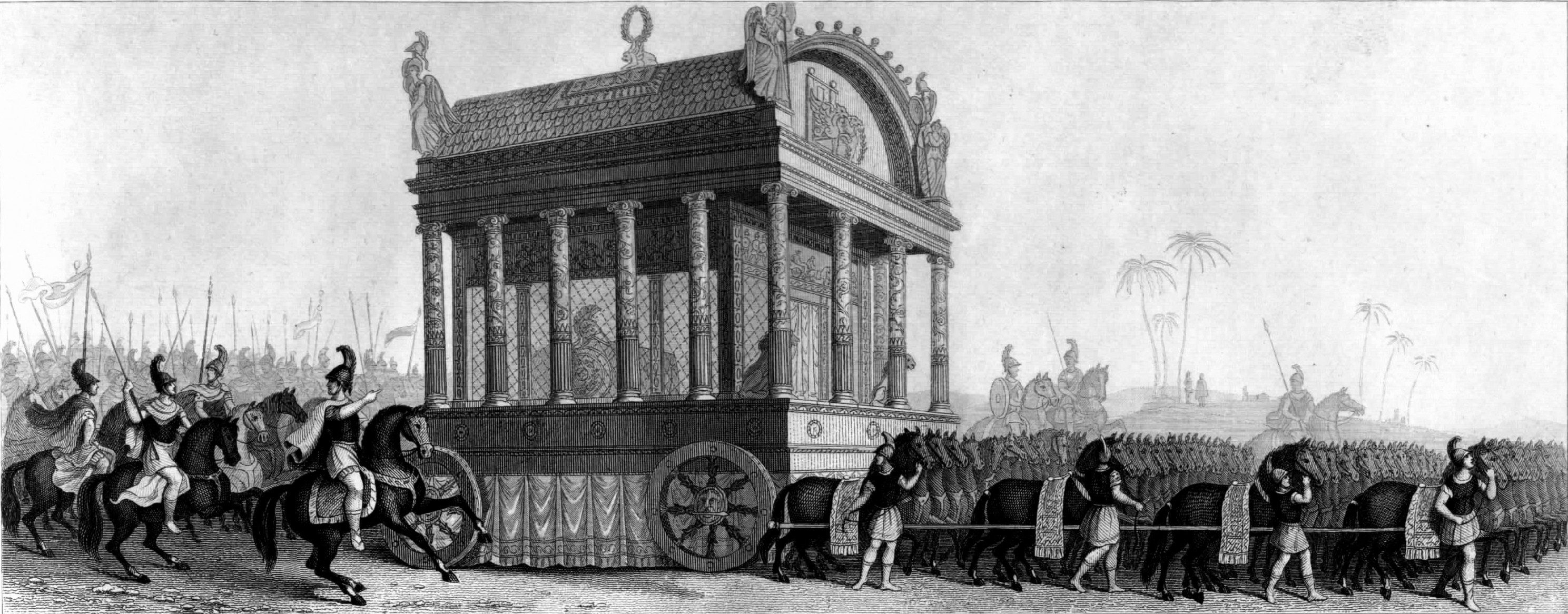
Catafalco de Alejandro, según la descripción de Diodoro. Alejandro falleció en el año 323 a.C, y su cuerpo fue trasladado en el año 321 a.C. Los restos iban a ser trasladados a su Macedonia natal, en Grecia. Existe un gran misterio de cómo ocurrió el desvío del mismo, ya que fue trasladado a Alejandría, Egipto, donde permaneció al menos hasta comienzos de la Edad Media. En el hecho se implicó directamente a su amigo personal y comandante, y nuevo regente de Egipto, Ptolomeo, fundador de las dinastías helenísticas. Lo que ha sucedido con su tumba desde la ocupación romana es todo un misterio. Los emperadores romanos robaron objetos de Magno, como su coraza, su capa, incluso flagelándolo.

El cuerpo de Alejandro se colocó en un sarcófago antropomorfo de oro, que se puso a su vez en otro ataúd de oro y se cubrió con una capa púrpura. Pusieron este ataúd junto con su armadura en un carruaje dorado que tenía un techo abovedado soportado por peristilos jónicos. La decoración del carruaje era muy lujosa y fue descrita por Diodoro con gran detalle. Mary Renault resume sus palabras:

El féretro era de oro y el cuerpo que contenía estaba cubierto de especias preciosas. Los cubría un paño mortuorio púrpura bordado en oro, sobre el cual se exponía la panoplia de Alejandro. Encima, se construyó un templo dorado. Columnas jónicas de oro, entrelazadas con acanto, sustentaban un techo abovedado de escamas de oro incrustadas de joyas y coronado por una relumbrante corona de olivo en oro que bajo el sol llameaba como los relámpagos. En cada esquina se alzaba una Victoria, también en noble metal, que sostenía un trofeo. La cornisa de oro de abajo estaba grabada en relieve con testas de íbice de las que pendían anillas doradas que sustentaban una guirnalda brillante y policroma. En los extremos tenía borlas y de estas pendían grandes campanas de timbre diáfano y resonante. Bajo la cornisa habían pintado un friso. En el primer panel, Alejandro aparecía en un carro de gala, «con un cetro realmente espléndido en las manos», acompañado de guardaespaldas macedonios y persas. El segundo representaba un desfile de elefantes indios de guerra; el tercero, a la caballería en orden de combate, y el último, a la flota. Los espacios entre las columnas estaban cubiertos por una malla dorada que protegía del sol y de la lluvia el sarcófago tapizado, pero no obstruía la mirada de los visitantes. Disponía de una entrada guardada por leones de oro. Los ejes de las ruedas doradas acababan en cabezas de león cuyos dientes sostenían lanzas. Algo habían inventado para proteger la carga de los golpes. La estructura era acarreada por sesenta y cuatro mulas que, en tiros de cuatro, estaban uncidas a cuatro yugos; cada mula contaba con una corona dorada, un cascabel de oro colgado de cada quijada y un collar incrustado de gemas.
Renault (2013, p. 2)

Según una leyenda, se conservó el cadáver de Alejandro en un recipiente de arcilla lleno de miel (que puede actuar como conservante) e introducido en un ataúd de cristal. Claudio Eliano cuenta que Ptolomeo robó el cuerpo mientras lo llevaban a Macedonia y lo llevó a Alejandría, donde se mostró hasta la Antigüedad Tardía. Ptolomeo IX, uno de los últimos sucesores de Ptolomeo I, reemplazó el sarcófago de Alejandro por uno de cristal y fundió el oro del original para acuñar monedas y saldar deudas, que surgieron durante su reinado. Los ciudadanos de Alejandría se mostraron horrorizados por esto y poco después Ptolomeo IX fue asesinado.

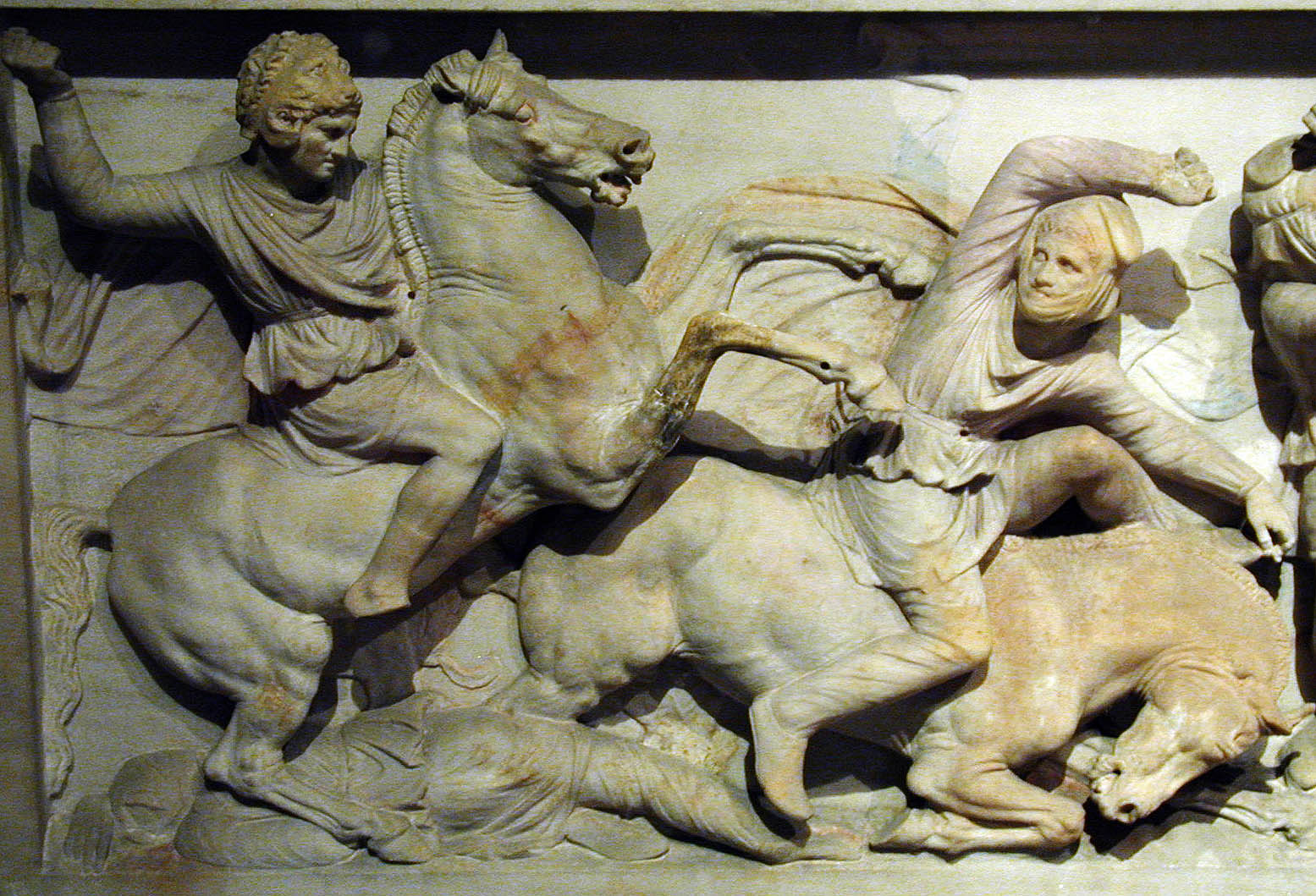
El denominado «Sarcófago de Alejandro Magno» (Museo Arqueológico de Estambul).

Después de que Roma ocupara Egipto definitivamente en el año 29 a. C., la tumba de Alejandro fue saqueada, y el propio cuerpo de Magno flagelado por los mismos emperadores romanos. El emperador Octavio Augusto rompió la nariz de Alejandro. Luego Pompeyo el Grande robó su capa. Se dice que el emperador romano Calígula saqueó la tumba, robando la coraza de Alejandro para ponérsela. Alrededor del 200 d. C., el emperador Septimio Severo cerró la tumba de Alejandro al público. Su hijo y sucesor, Caracalla, admiraba mucho a Alejandro y visitó la tumba durante su reinado. Tras esto, los detalles sobre el destino de la tumba son confusos.
Ahora se piensa que el llamado «Sarcófago de Alejandro», descubierto cerca de Sidón y ahora situado en el Museo Arqueológico de Estambul, pertenecía en realidad a Abdalónimo, a quien Hefestión nombró rey de Sidón por orden de Alejandro. El sarcófago muestra a Alejandro y a sus compañeros cazando y luchando contra los persas.

## Ejército de Alejandro Magno
Al comienzo de la campaña, su ejército era de 40 000 hombres. Luego ese número se incrementó hasta 50 000 al recibir refuerzos de aliados griegos. Por lo que, inicialmente, su ejército estaba compuesto de 35 000 soldados de infantería, y 5000 de caballería. Es un número bastante bajo en comparación con los grandes volúmenes de ejércitos que utilizaba Darío (600 000) y las ciudades de los sátrapas persas.
El ejército macedonio bajo Filipo II y Alejandro Magno consistía de diferentes cuerpos que se complementaban entre sí: caballería pesada y caballería ligera; infantería pesada e infantería ligera, armas de asedio (catapultas).

Planteo táctico de Alejandro, basado en el utilizado por su padre Filipo II. Lo que cambiaba sustancialmente era la estrategia. La infantería (falange), actuaba como «yunque», y la caballería (hetaroi) era el «martillo», cuyo movimiento formaba la llamada línea oblicua, rompiendo el orden de las líneas enemigas.

Caballería pesada formaba por izquierda (aliados griegos) y por derecha con Alejandro, que la constituían los hetairoi o compañeros. 

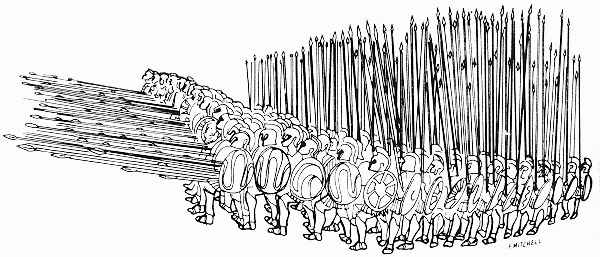
Falange macedonia. Portaban lanzas (sarissa) de 6 metros de largo. Mantenían lejos al enemigo, o caso contrario, lo atravesaban. La segunda fila cubría los huecos formados en la primera, haciéndola prácticamente impenetrable. Las sarissas de las líneas de atrás tomaban medidas angulares desde 45° y la última a 90°. Los analistas coinciden en que la falange macedonia en tiempos de Alejandro Magno era similar a la de un puercoespín.

- Los hetairoi estaban formados en escuadrones ilai de 256 jinetes con casco beocio, coraza de bronce o linotorax, equipados con xyston o lanza de 3,80 m y una espada. Los «compañeros» formaban la unidad de élite de caballería aristocrática macedonia, siendo el principal elemento ofensivo de Alejandro. En batalla, los compañeros se formaban a la derecha de los hypspistas: los nueve escuadrones en el orden del día con el escuadrón real de 300 jinetes tomando el lugar de honor en la línea bajo el mando de Clito, cuyo deber era el de proteger al rey en batalla; a su izquierda formaban los otros compañeros en 8 escuadrones de 256 compañeros, subdivididos en cuatro unidades de 64 jinetes bajo el mando de Filotas.
- Arqueros y lanzadores de jabalinas. Ubicados al frente de los compañeros hetairoi, formaban los arqueros y agrianos (de Tracia y Peonia), y protegiendo su flanco derecho estaban los prodromoi y demás caballería ligera.
- Caballería ligera. Formaba a la derecha de los heitairoi, y consistía de los prodromoi, exploradores con casco beocio y sin armadura, cuyo deber era el de reconocer el territorio enemigo que el ejército atravesaría. Usaban la sarissa o pica de los falangistas, pero podían estar armados con jabalinas para reconocimiento y exploración. Los prodromoi a su vez estaban apoyados por la caballería de Tracia, odrisios y paionios en su mayoría, armados y equipados con casco tracio o, en el caso de los paionios, con casco ático sin más armadura y blandiendo lanza y espada.Arma colectiva: el «euthytonón», predecesor de la helépolis y la ballesta.

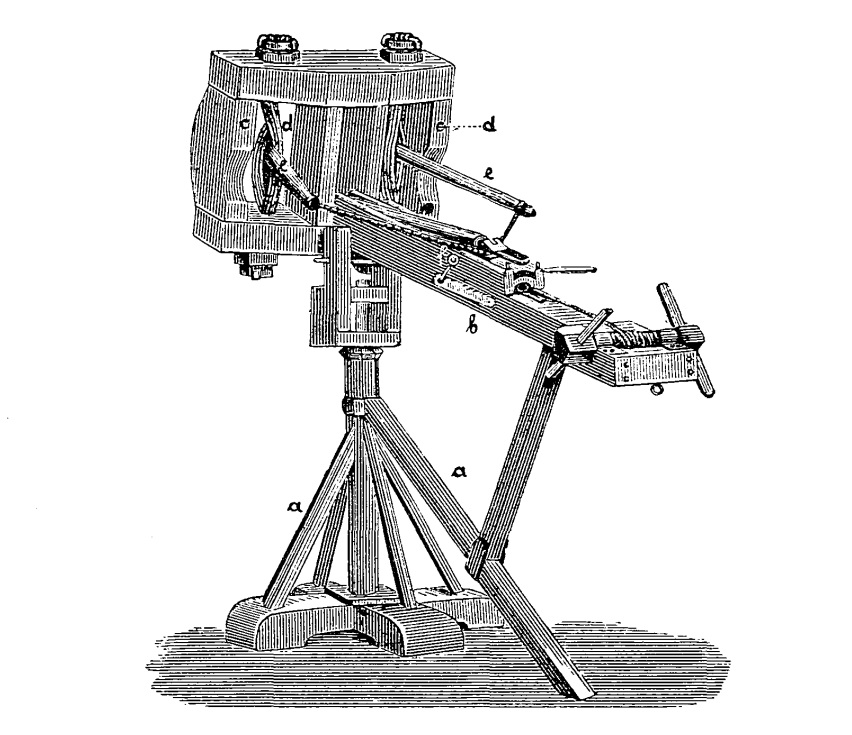
Arma colectiva: el «euthytonón», predecesor de la helépolis y la ballesta.

- Caballería aliada. Su misión era proteger el flanco izquierdo de la falange macedonia. El escuadrón de Farsalia servía de guardia a Parmenio. Mayormente integrada por aliados griegos de las polis de la región de Tesalia, servía también como caballería pesada, armados y equipados como los «compañeros», presuntamente la mejor caballería de toda Grecia. Al principio de la campaña había 1800 jinetes tesalios, estos a su vez eran apoyados por el resto de la caballería pesada griega. Este contingente aliado era parte de la fuerza con que contribuyó la Liga Helénica al ejército macedonio y que además servían de «rehenes» para garantizar el buen comportamiento de sus respectivas ciudades.
- Infantería. Actuaba de «yunque», mientras que la caballería era el «martillo» que azotaba al enemigo. Portaban casco, coraza, escudo, y lanzas de hasta 6 metros, con lo que hacía muy difícil atravesar estas falanges.
- Armas de asedio. Sus ingenieros introdujeron diseños de catapultas de torsión, o «mejoradas» (tipo grandes ballestas), que a diferencia de las catapultas anteriores, estas tenían el doble de alcance, más potencia, y un carril para dirigir el disparo. Su nombre es "euthytonón". Su uso fue decisivo en la toma de ciudades, como el caso de Tebas y Tiro. No hay que descartar su uso contra las tropas persas en las batallas decisivas, ya que este sería un factor contundente para derribar las defensas de cualquier ejército. Calístenes narró además, el uso del onagro, que son máquinas para destruir grandes portales y dañar murallas.[8]

## En las artes y la cultura popular

### Bustos

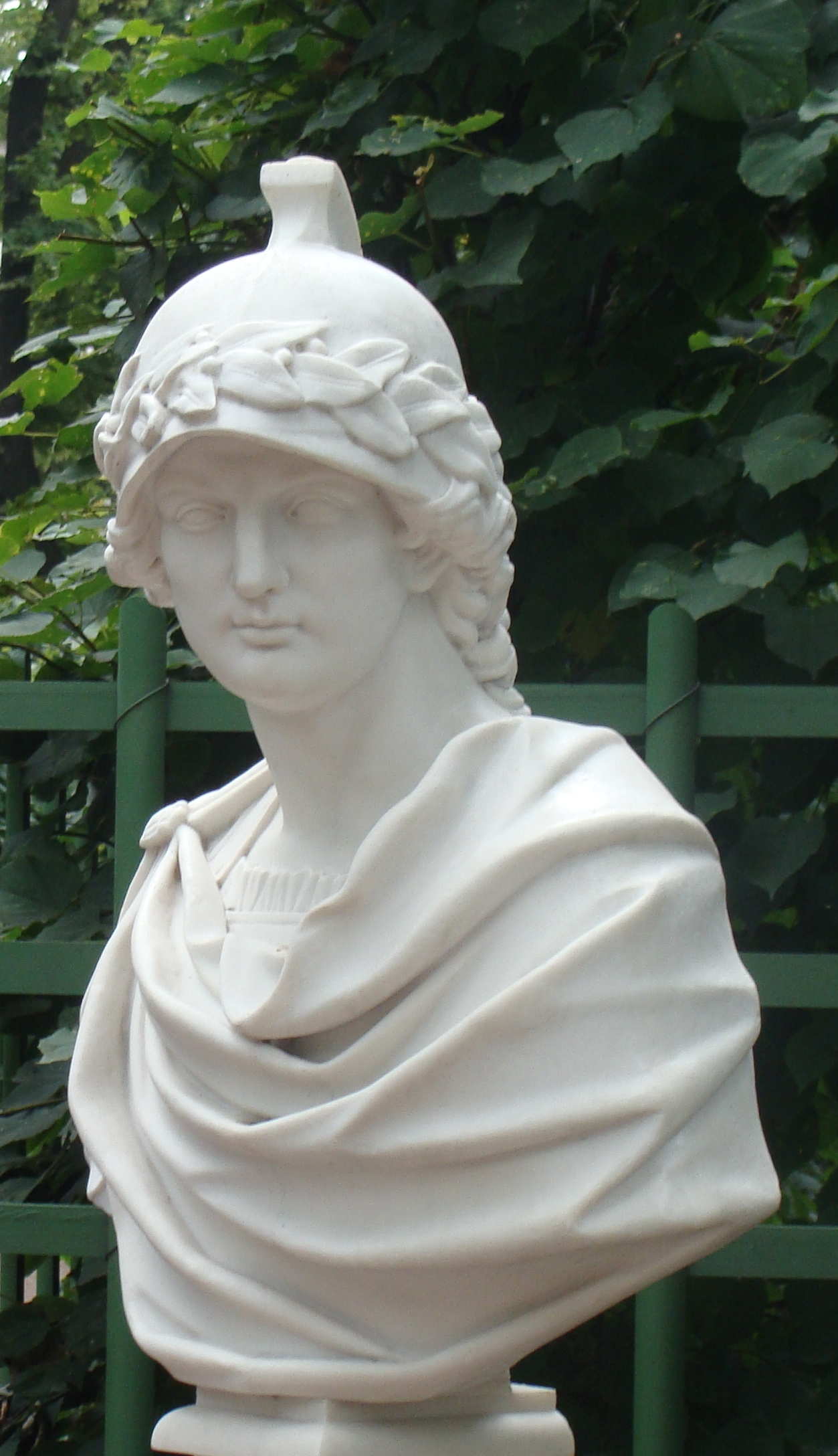
Alejandro "El Grande", San Petersburgo, Rusia
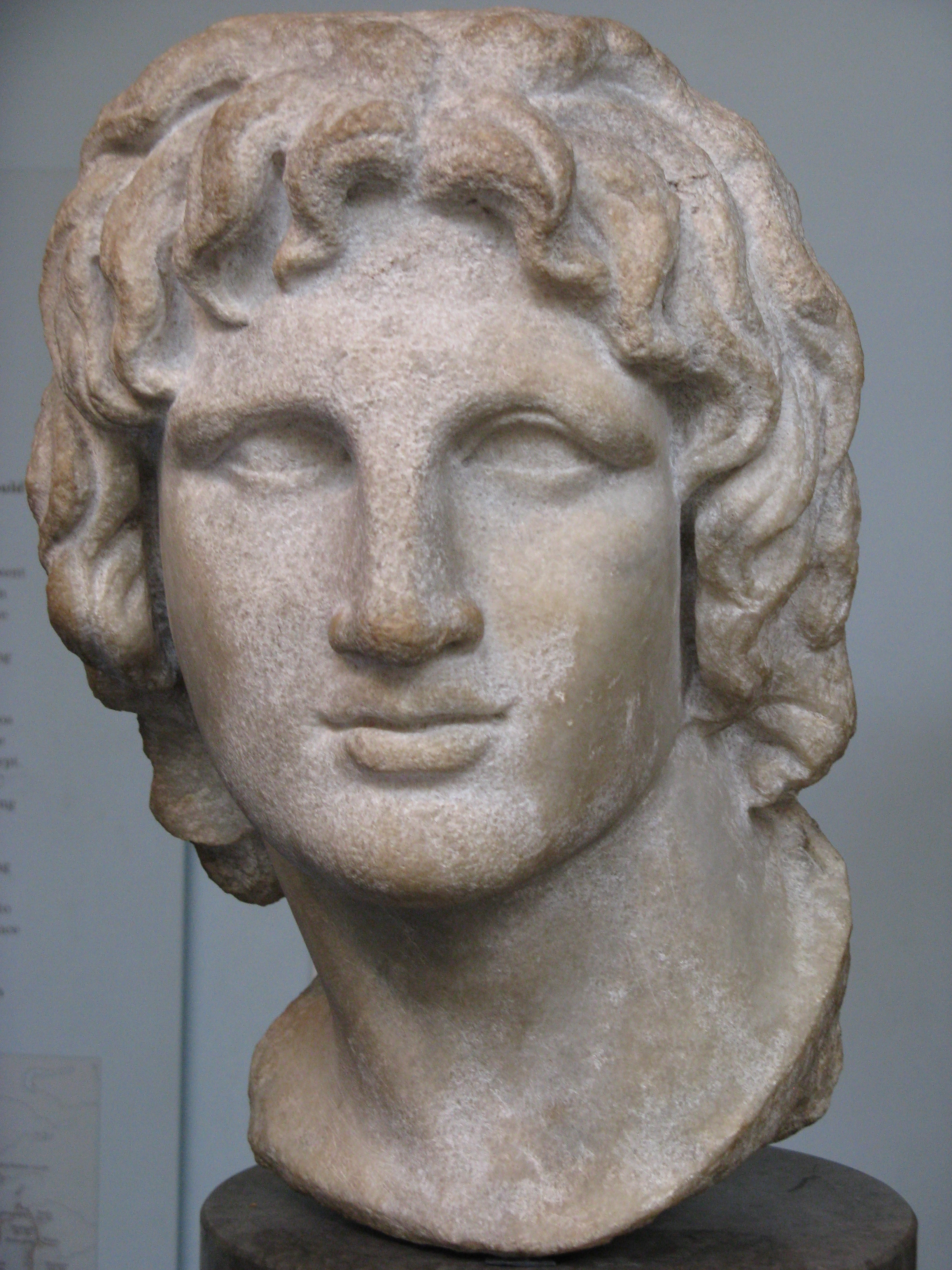
Busto en mármol de Alejandro Magno, siglo II a.C. Obra helenística original de Alejandría (Egipto).
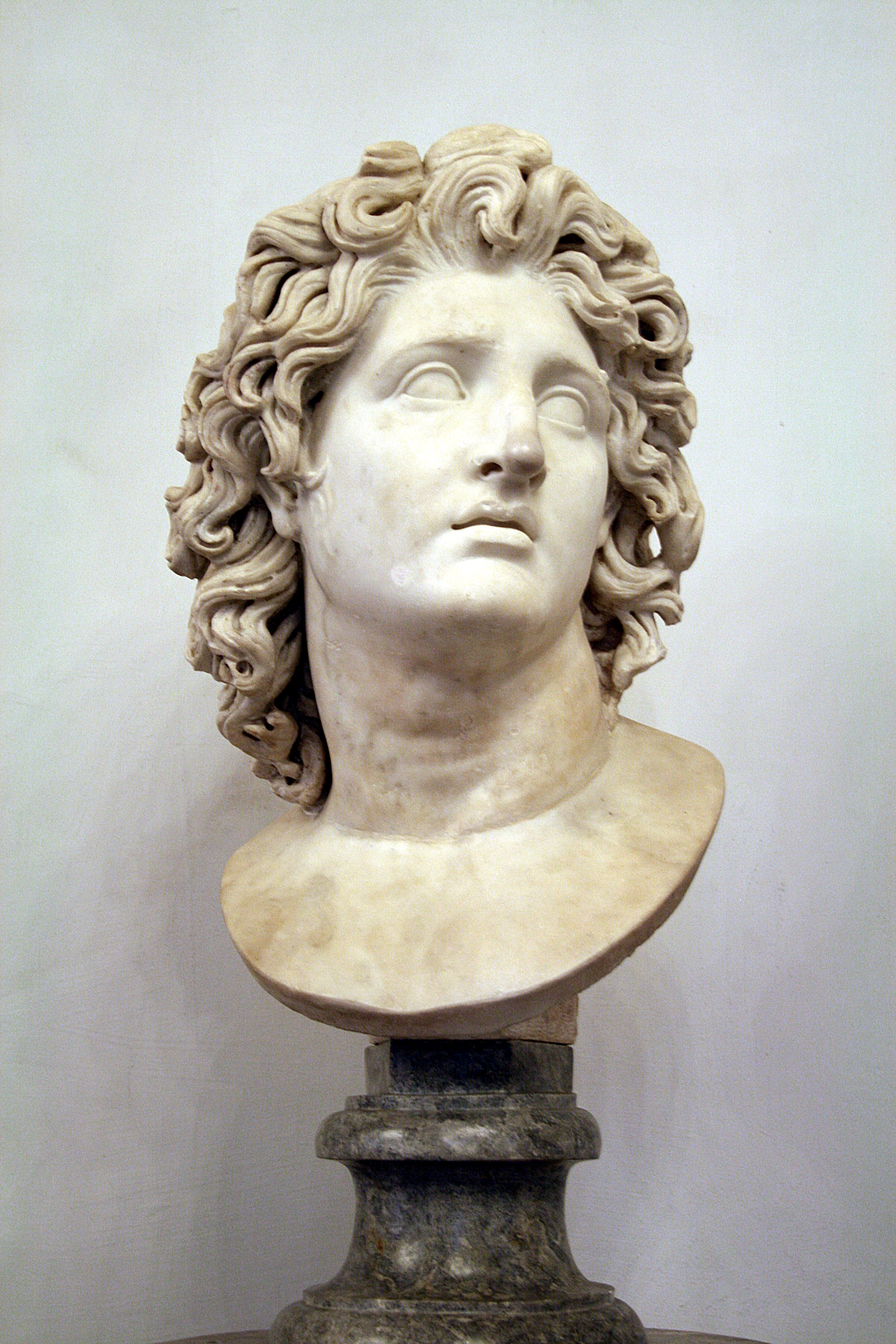
Busto de Alejandro Magno como Helios. Museos Capitolinos, Roma.
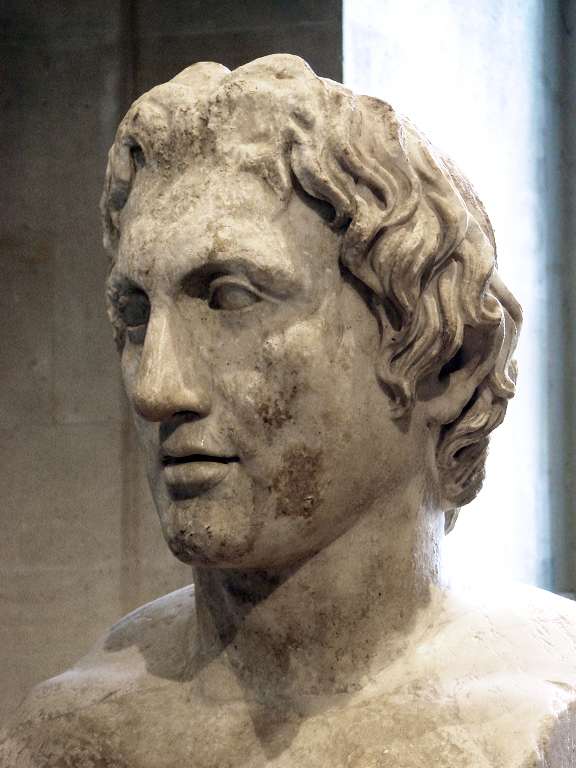
Herma con busto de Alejandro. Copia romana en mármol de un original de Lisipo (ca. 330 a. C.). Museo del Louvre.

### Monumentos

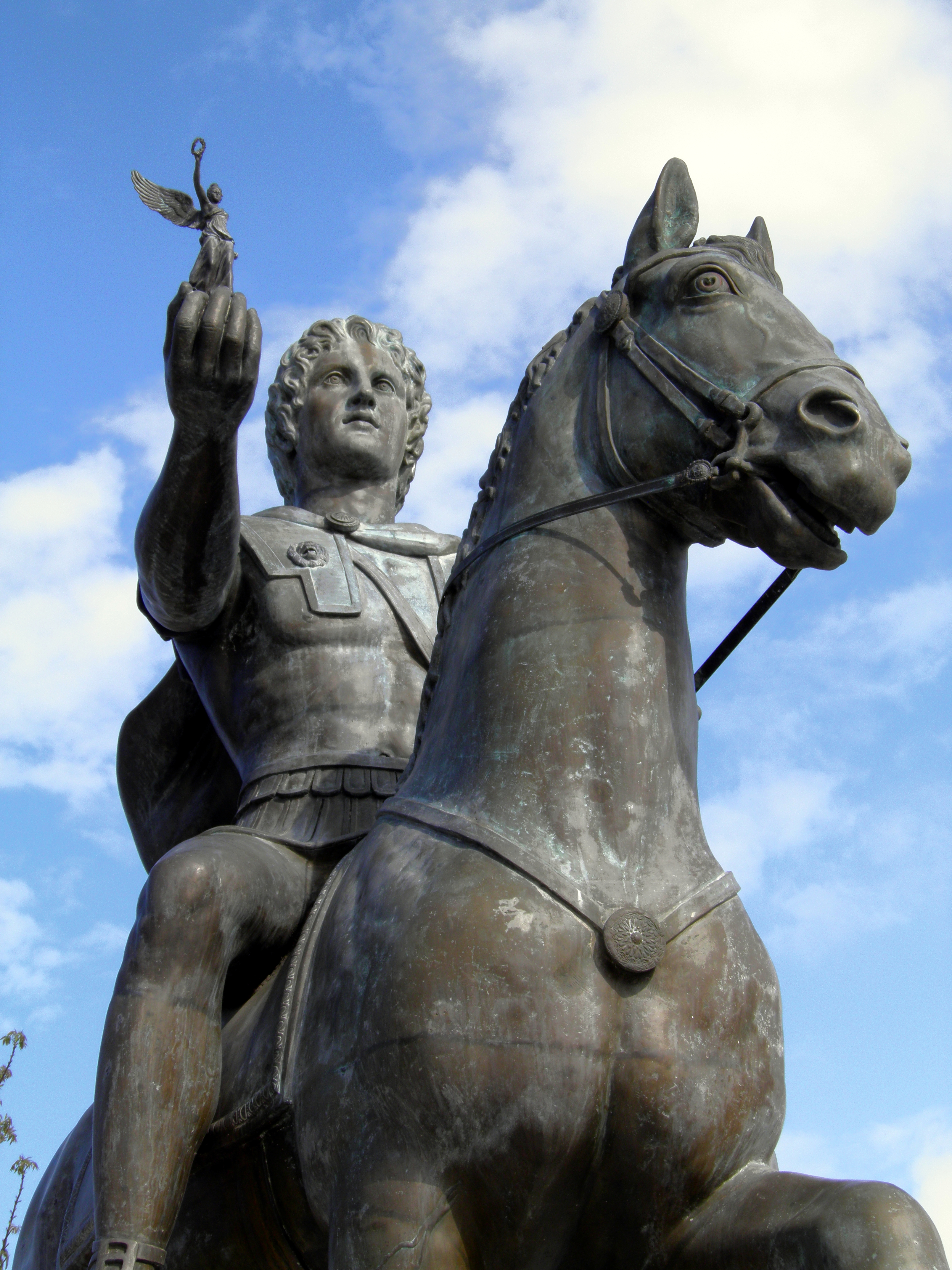
Alejandro montando a Bucéfalo, alzando a Niké (diosa de la victoria), en Pela, Macedonia (Grecia)
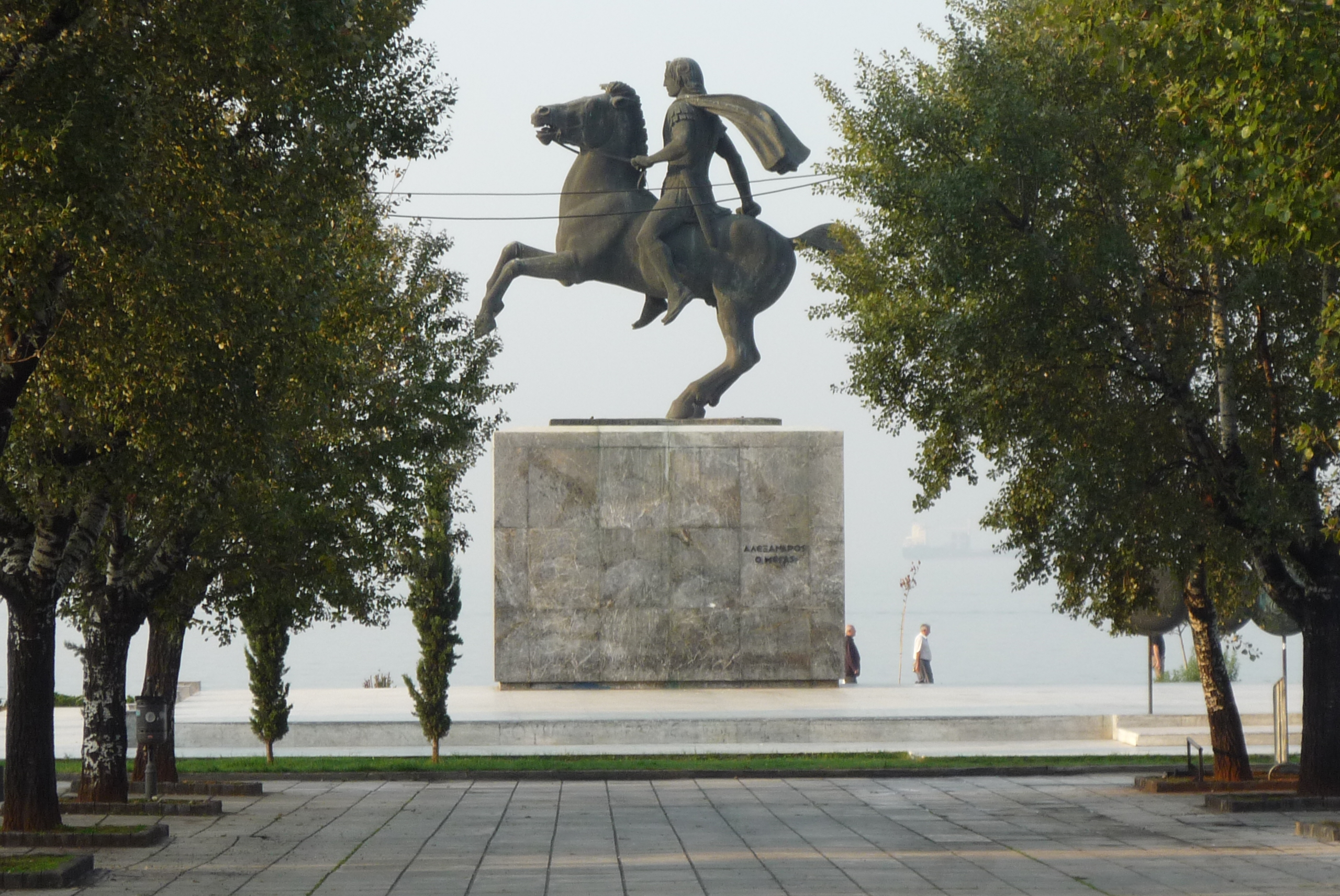
Alejandro El Grande, Salónica, Grecia
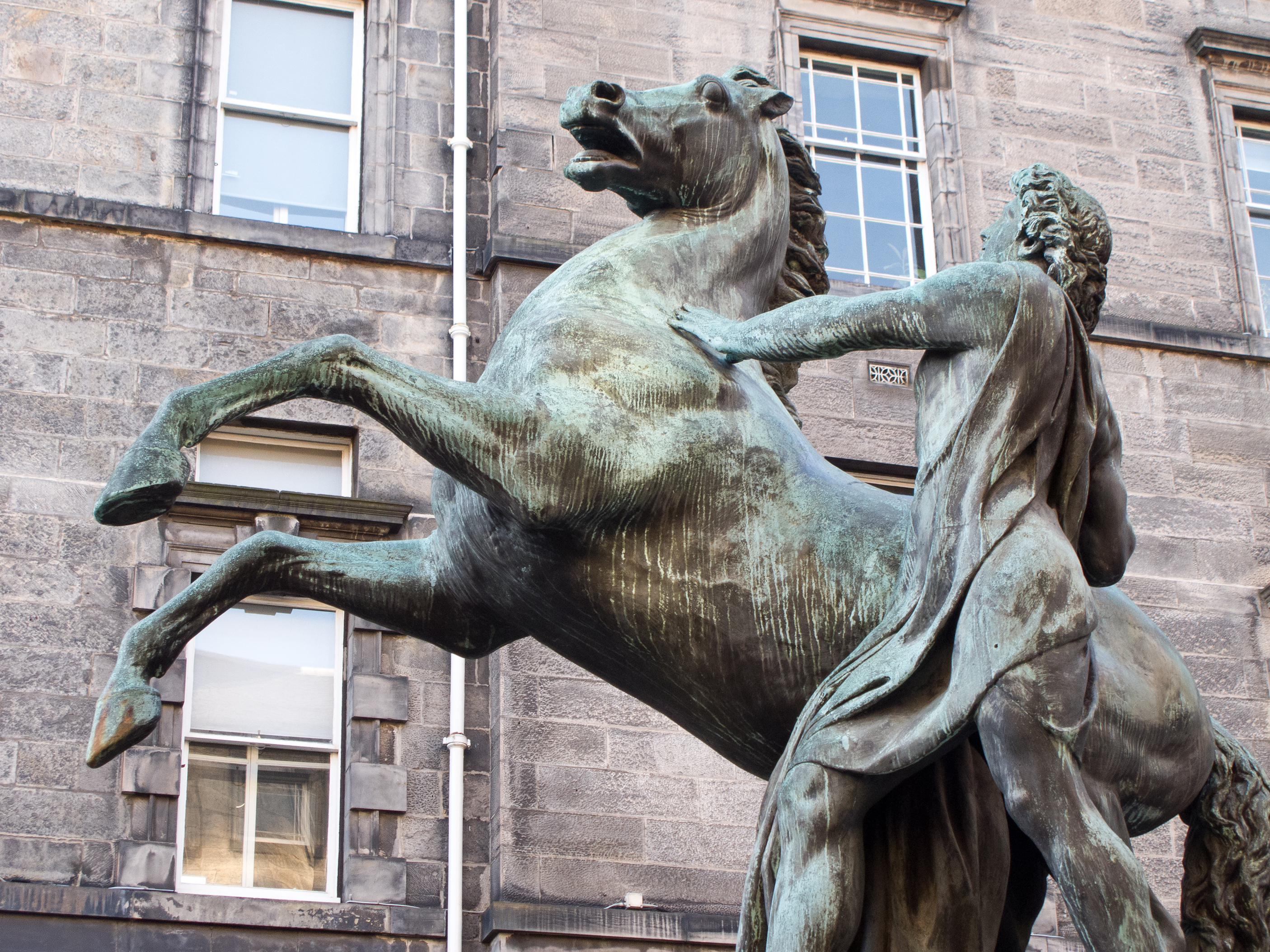
Alejandro domando a Bucéfalo

### Monedas

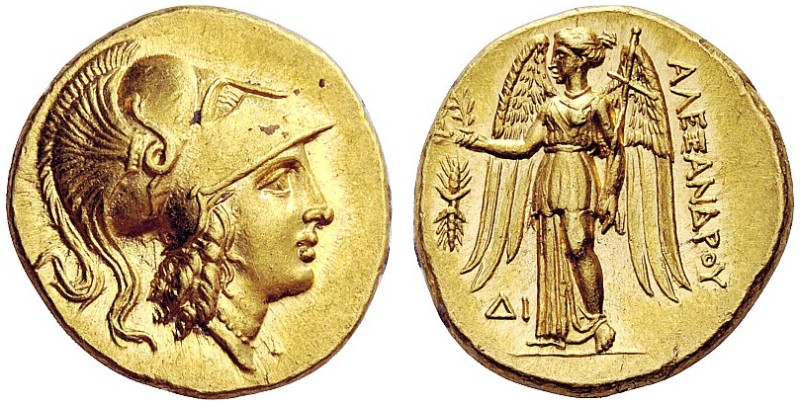
330 a. C. Moneda de Menfis, Egipto. Del lado anverso, la diosa alada Niké
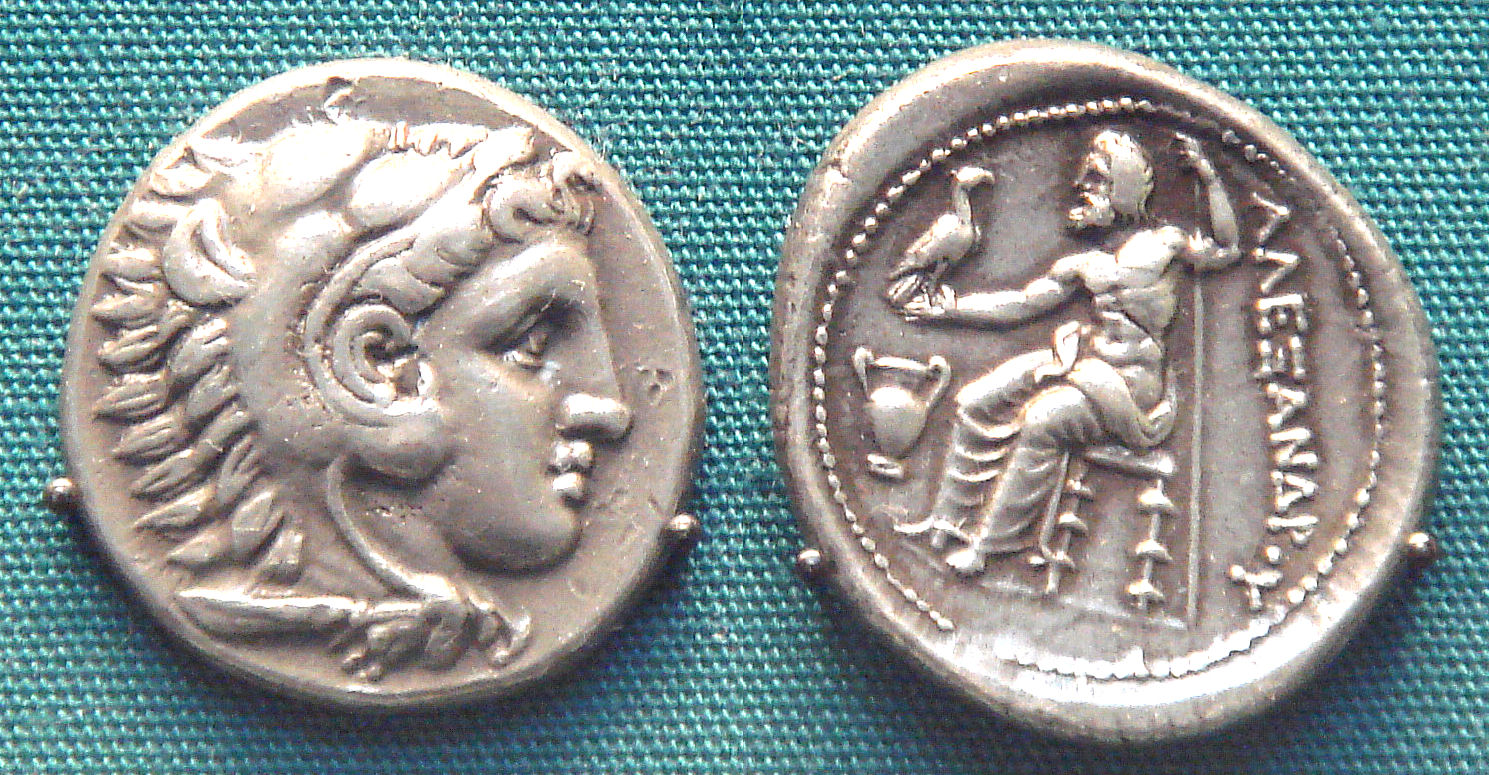
Moneda de plata de Alejandro (336-323 a. C.), Museo Británico.
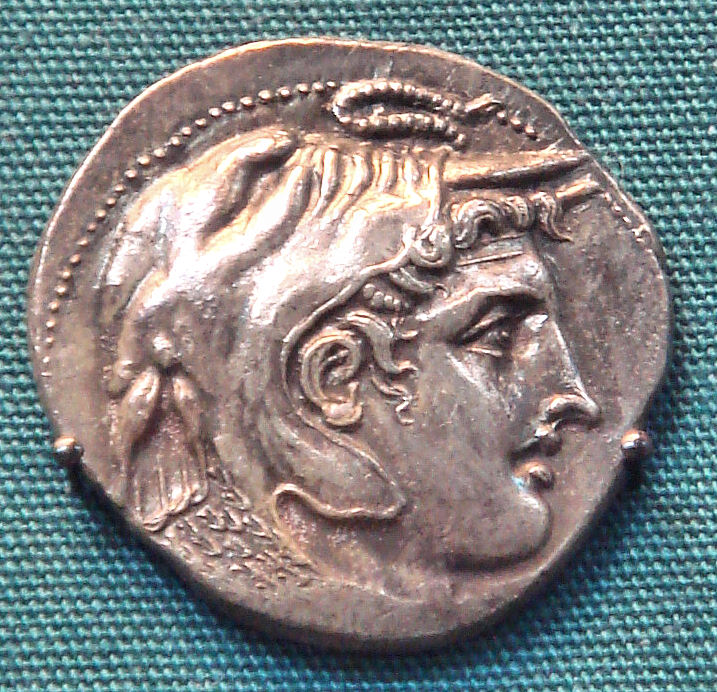
Moneda de Ptolomeo I que representa a Alejandro con una piel de elefante, símbolo de sus conquistas en la India.
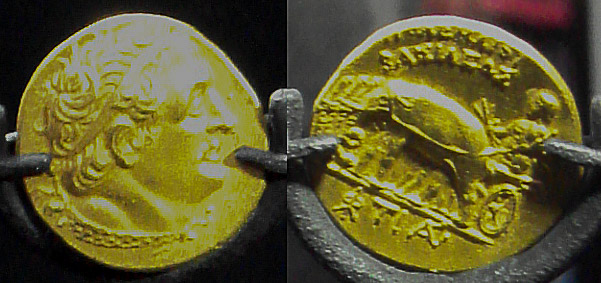
Moneda que muestra en el anverso a Ptolomeo I y en el reverso a Alejandro montando un carro tirado por elefantes (campañas en la India)

### Pinturas

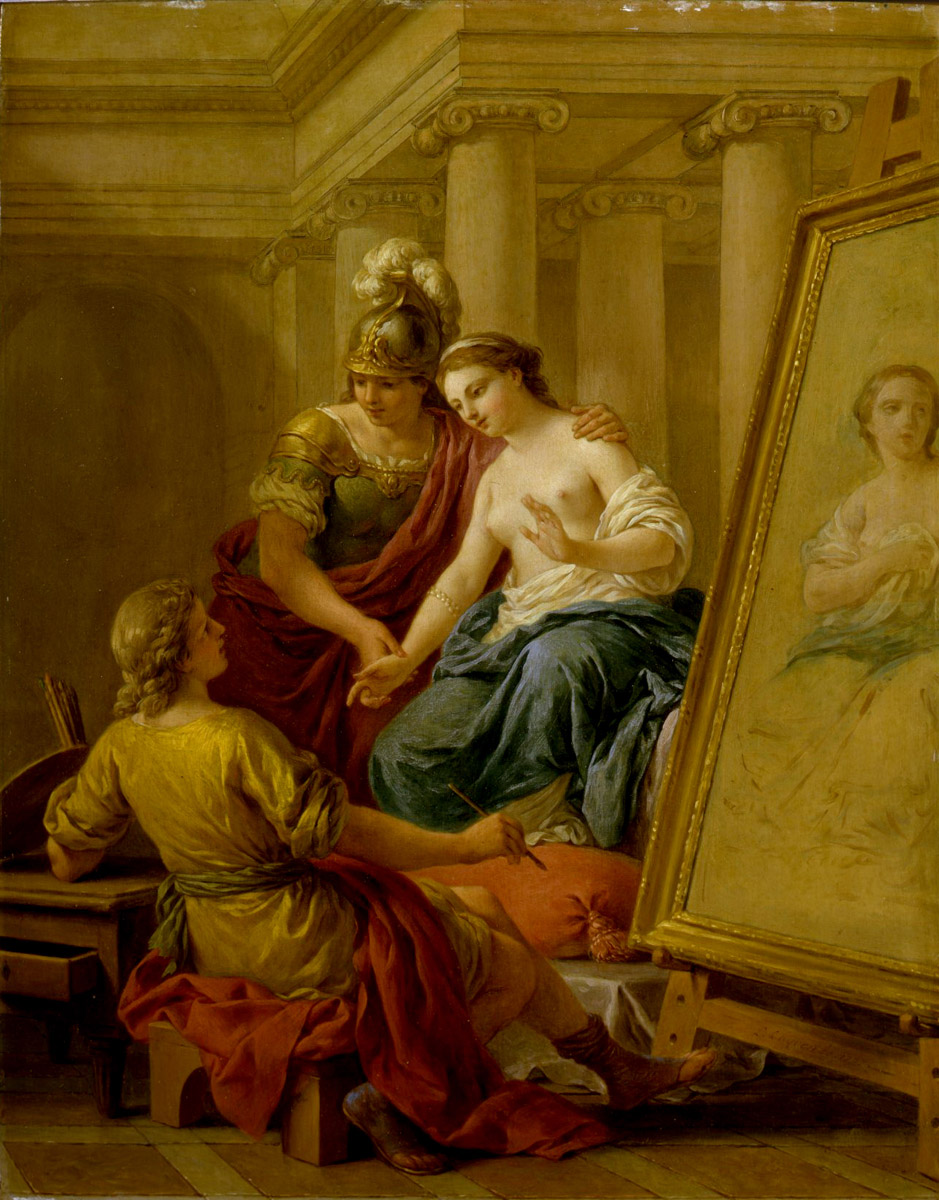
"Apeles se enamoró de la amante de Alejandro Magno", de Lagrenee Louis Jean
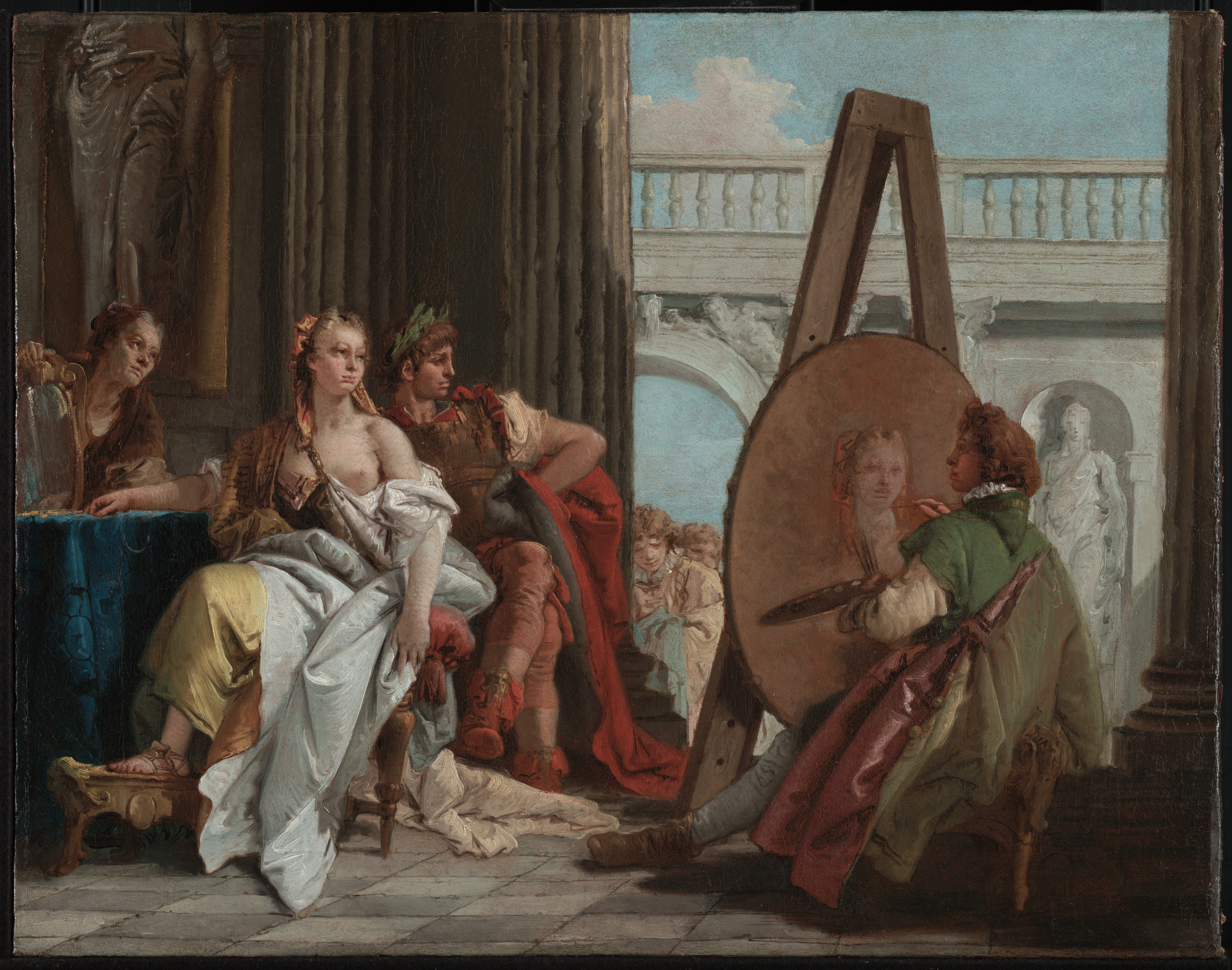
Giovanni Battista Tiepolo, "Alejandro y su concubina Campaspe en el estudio de Apeles"
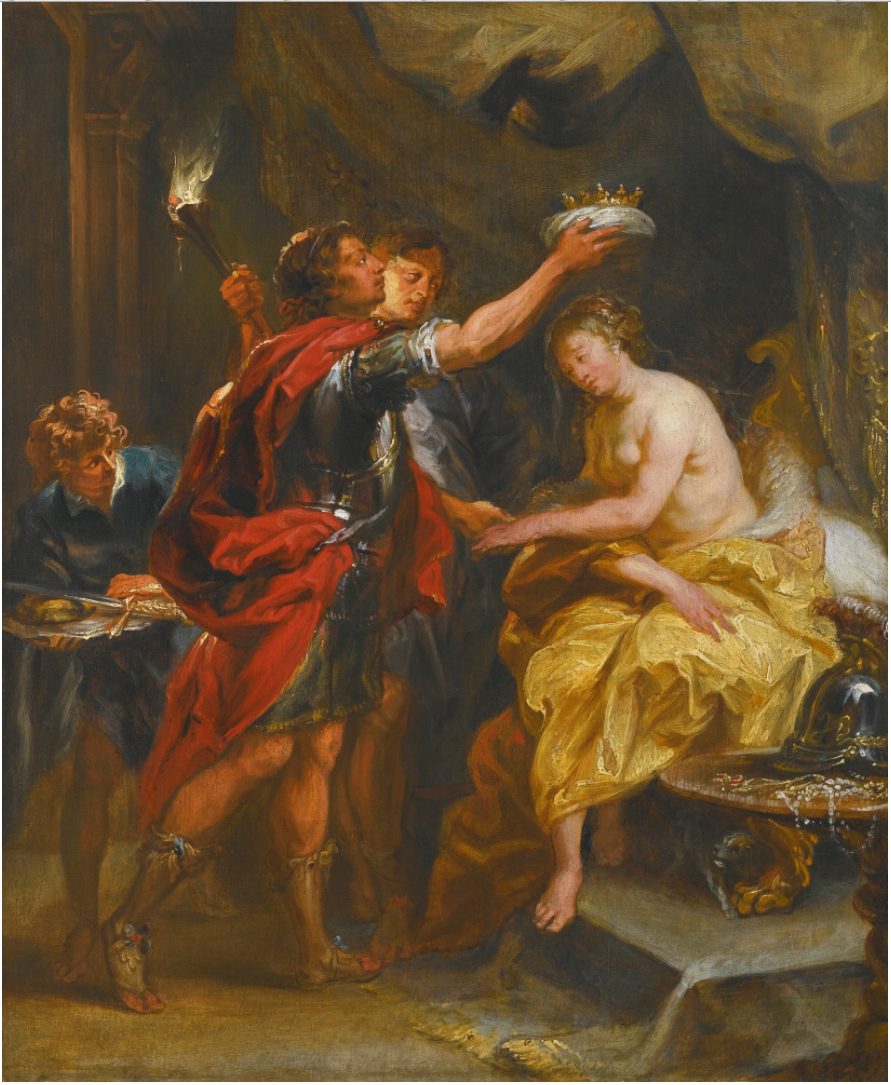
"Alejandro corona a su esposa Roxana", de Jan Boeckhorst
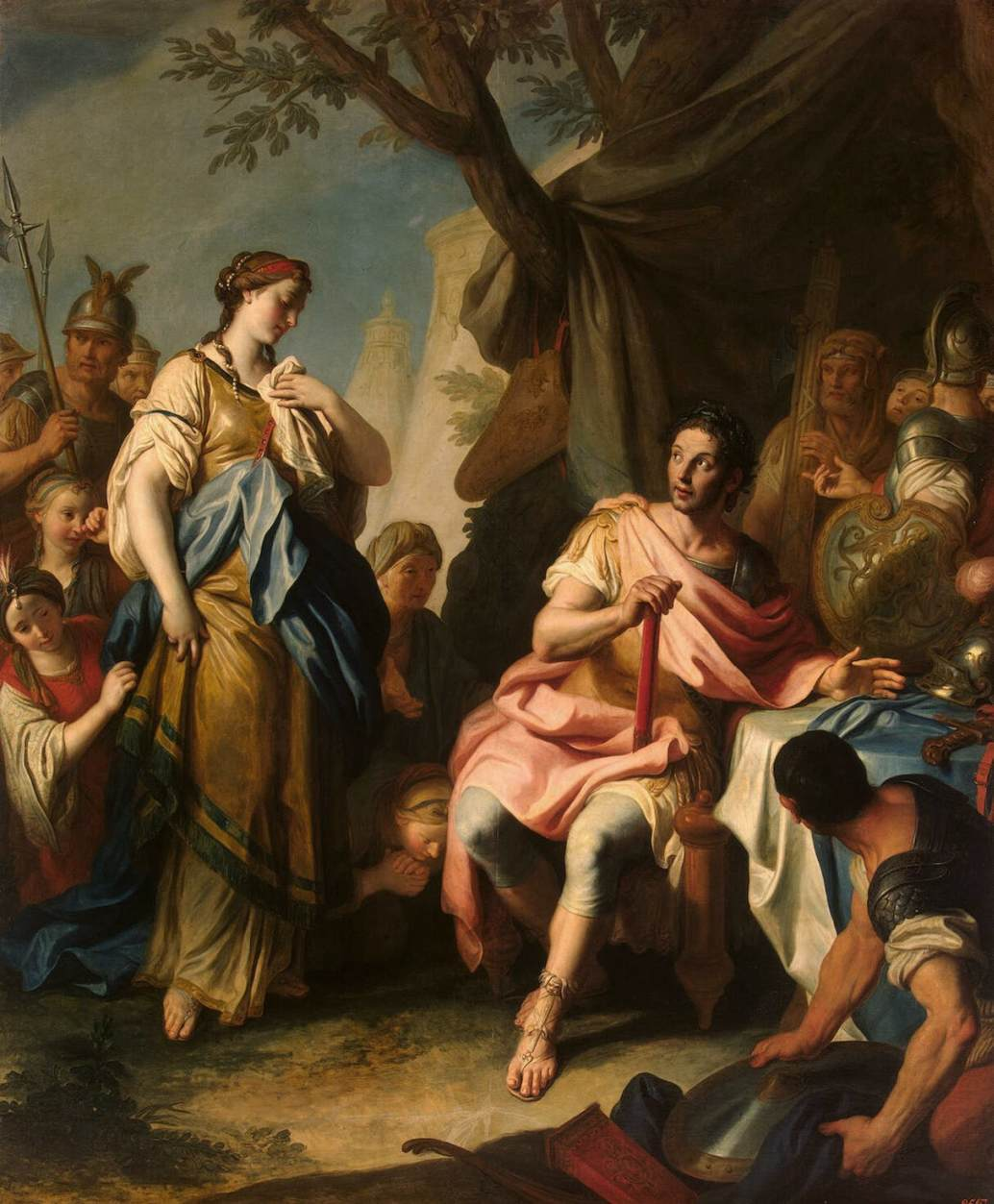
La boda de Roxana y Alejandro, de Pietro Antonio Rotari
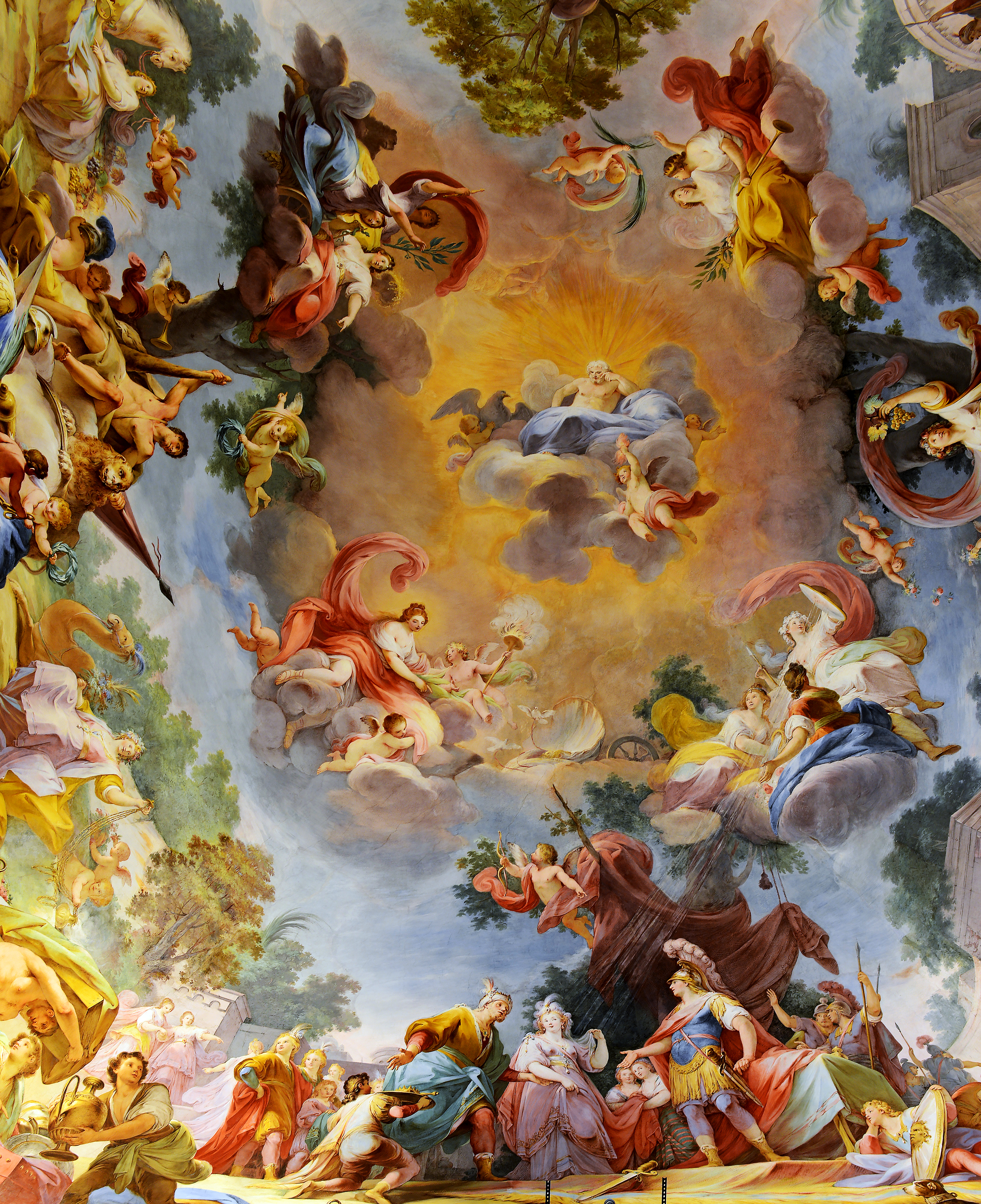
El casamiento de Alejandro y Roxana, Palacio Caserta.
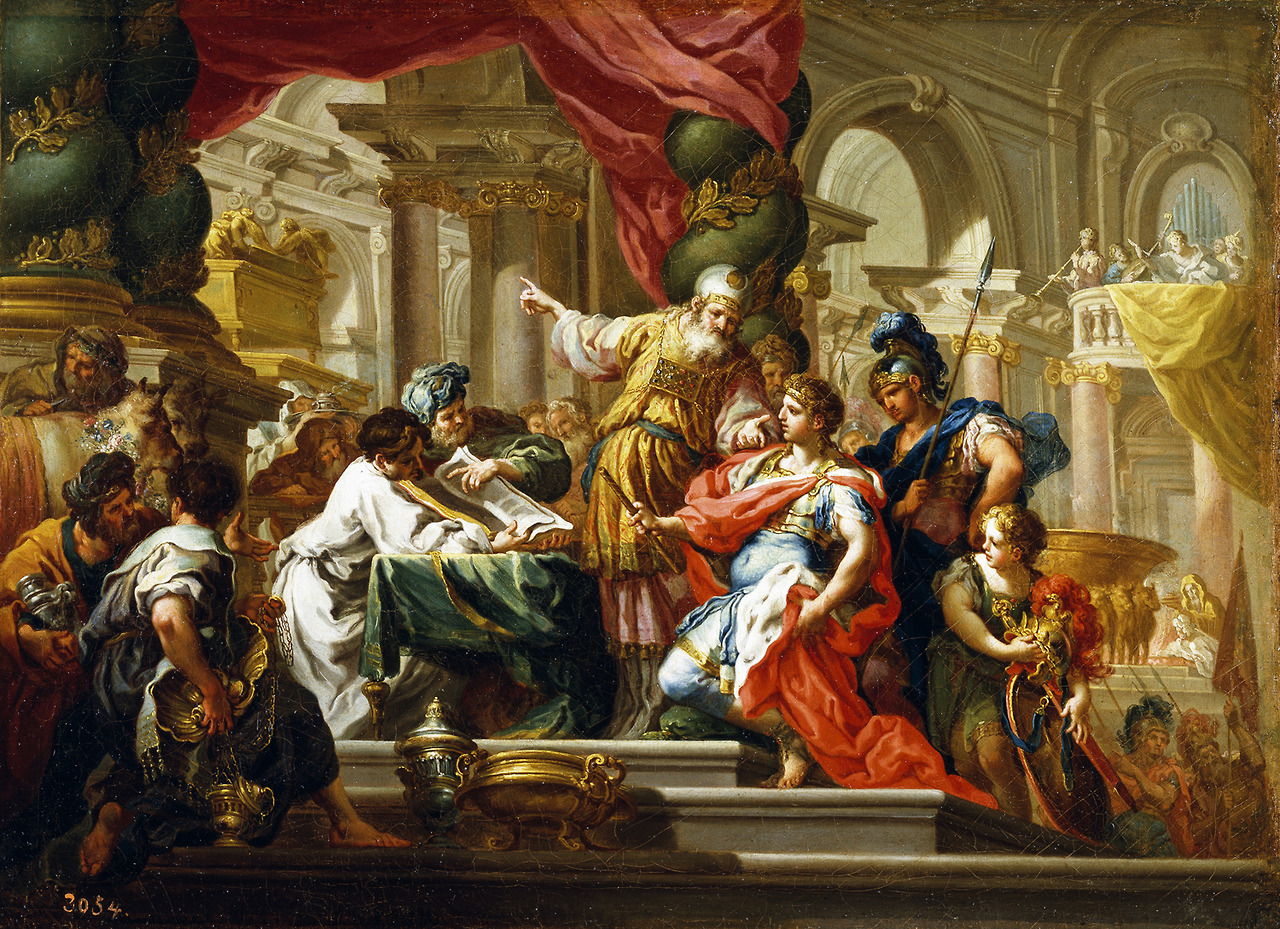
Alejandro en el Templo de Jerusalén, 332 a.C., de Sebastiano Conca (1736), Museo del Prado
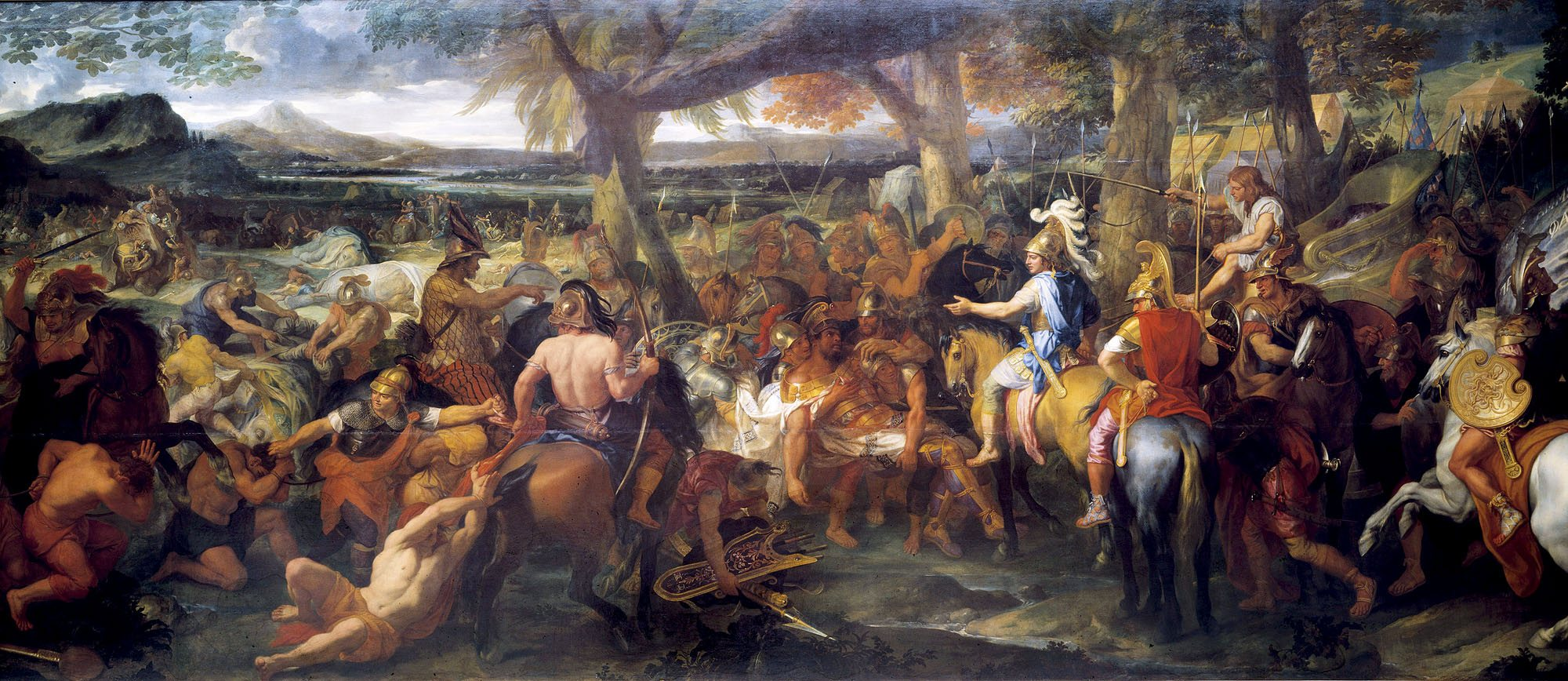
Cuadro de Charles Le Brun que muestra a Alejandro y Poros durante la batalla del Hidaspes.
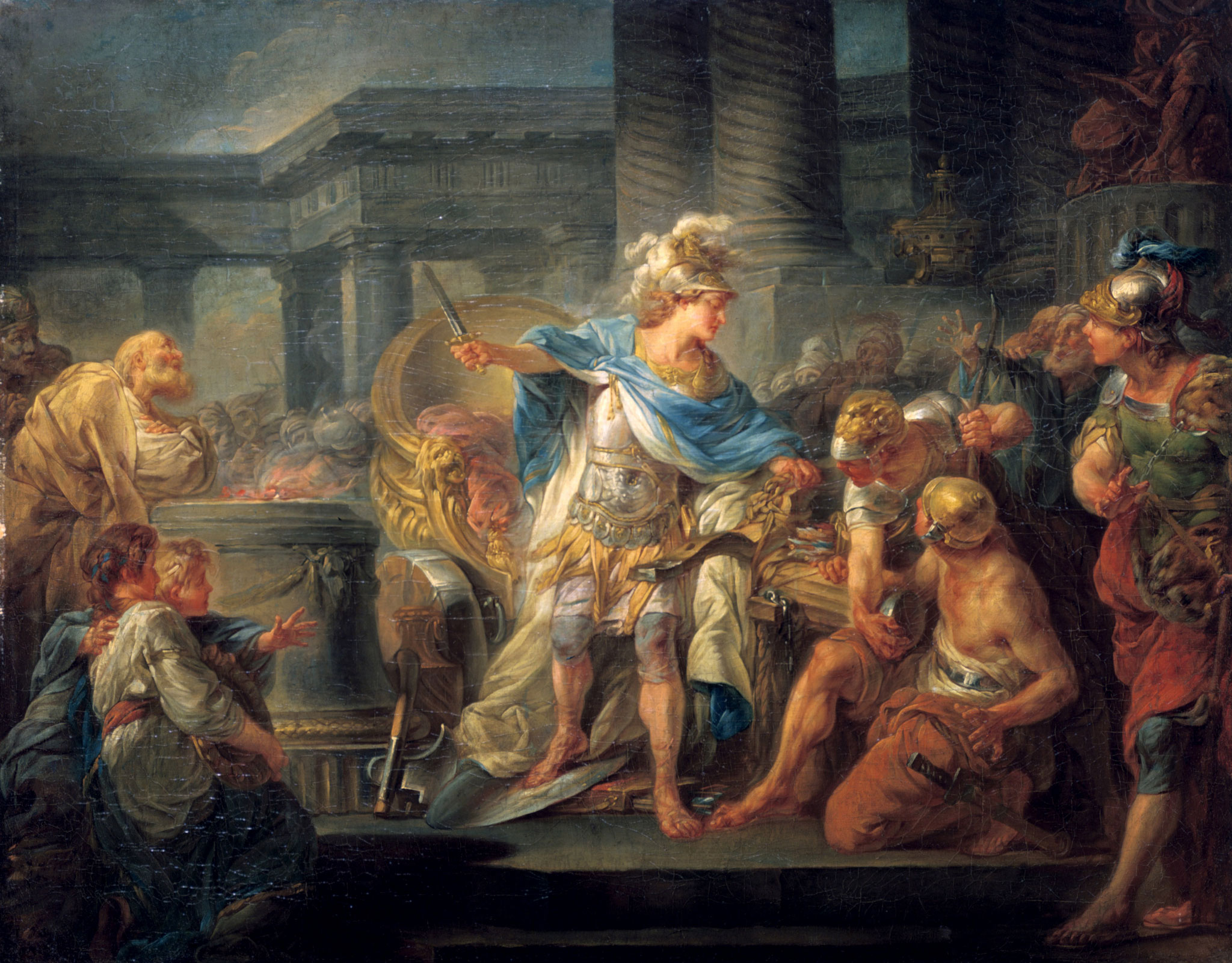
Alejandro corta el Nudo Gordiano, por Jean-Simon Berthélemy (Escuela de Bellas Artes, París).
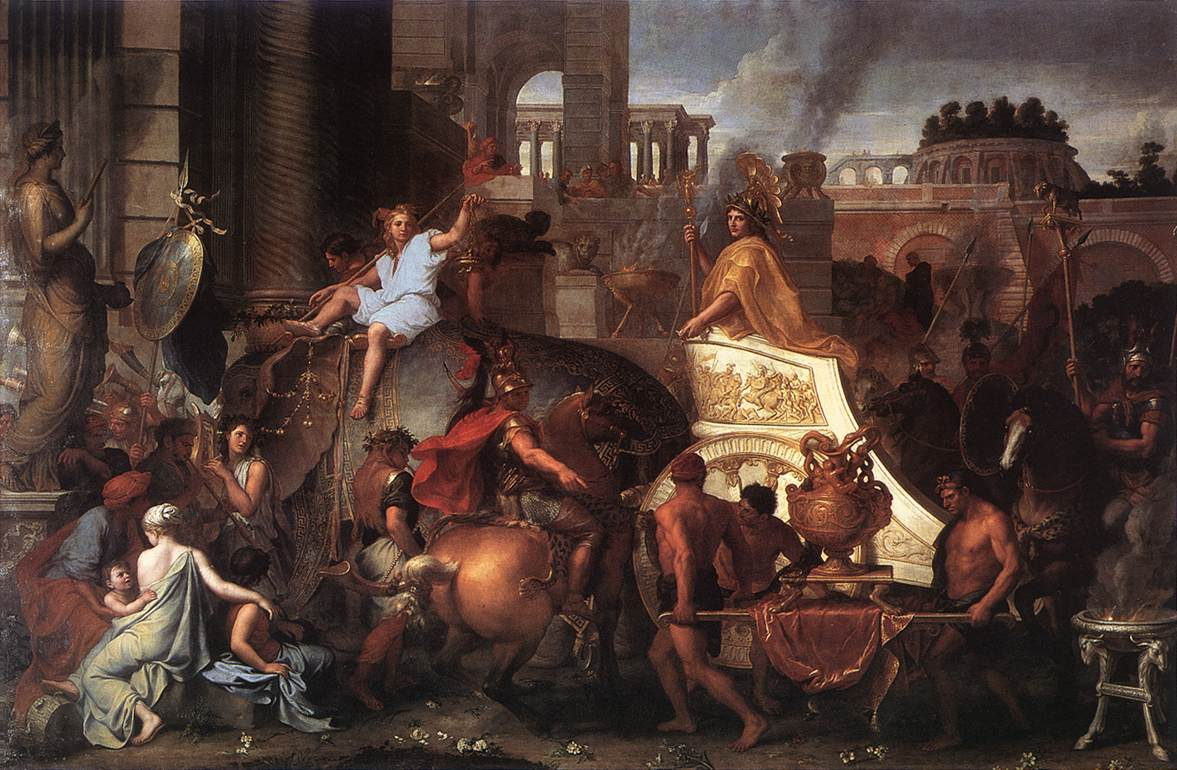
Entrada de Alejandro a Babilonia, de Le Brun
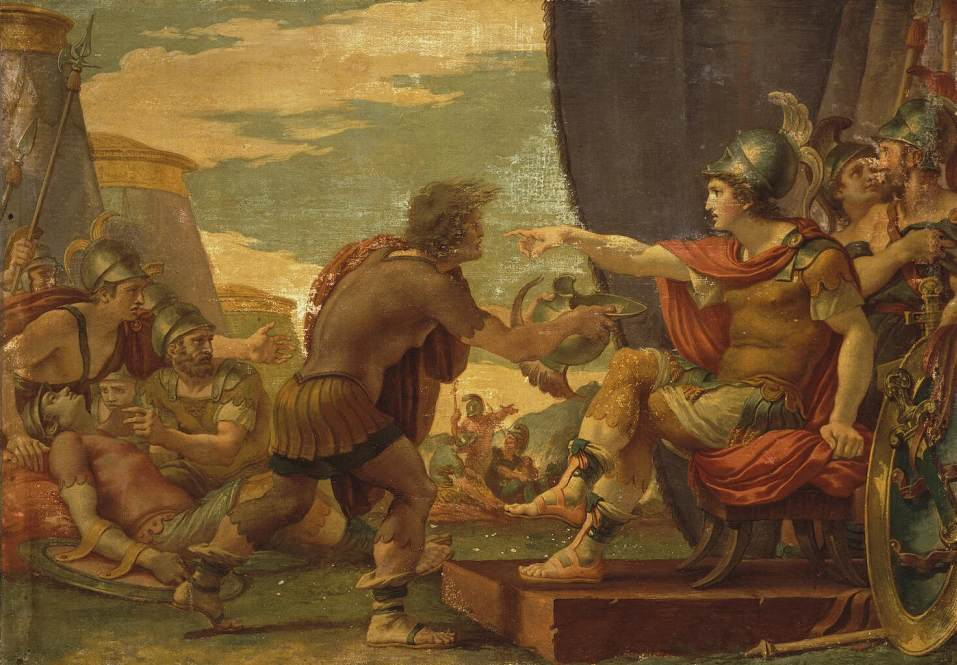
"Alejandro rechaza beber el agua", en la escena que ordena que beban primero sus tropas, de Giuseppe Cades
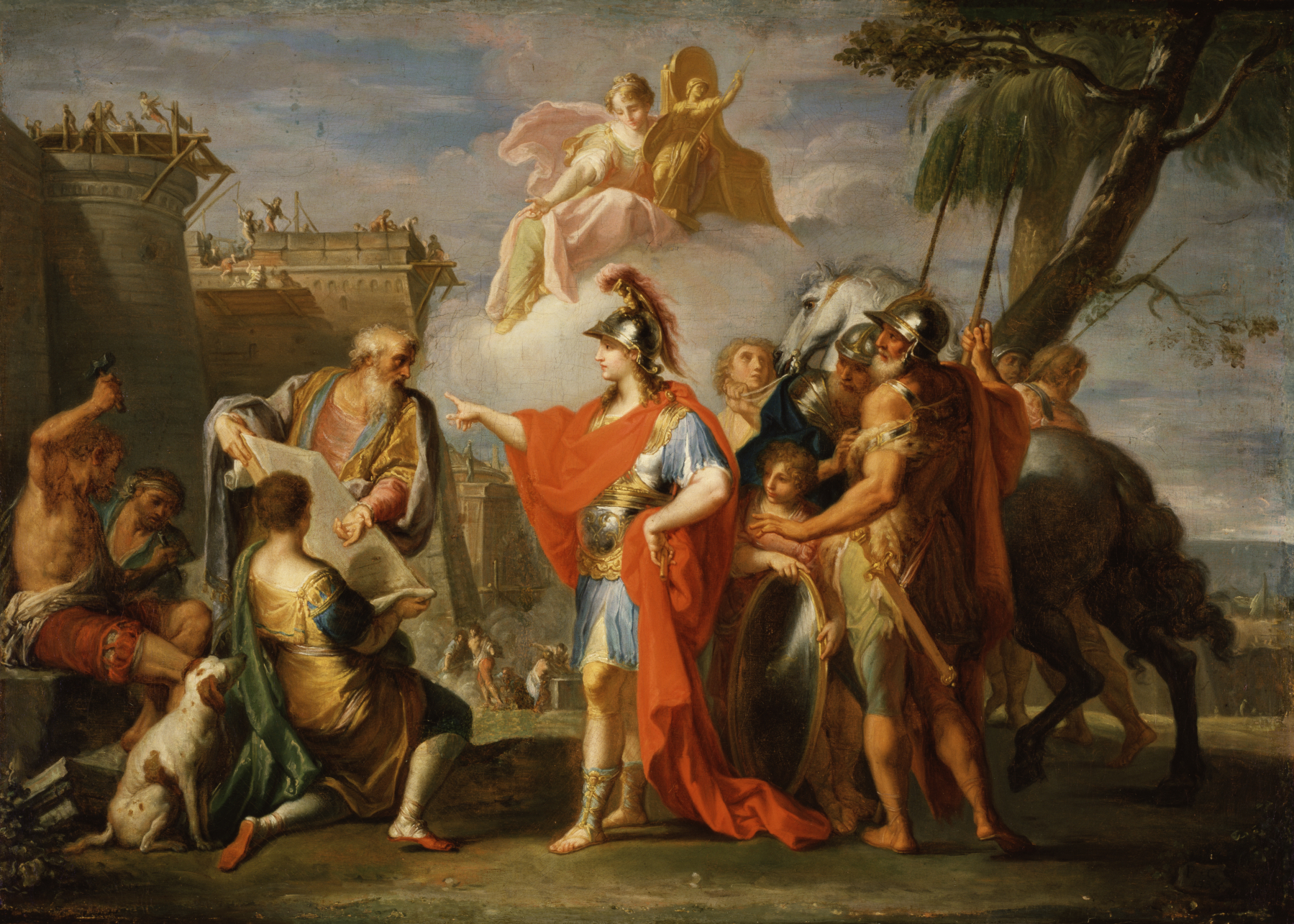
Alejandro fundando Alejandría, de Placido Costanzi
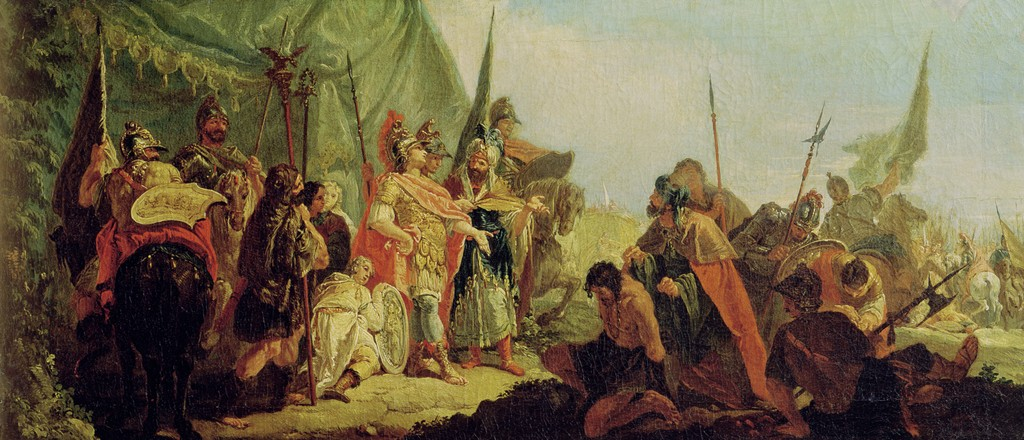
Alejandro y Poro, de Francesco Fontebasso

### Música
- La banda británica Iron Maiden le dedicó un tema en su disco Somewhere in Time de 1986 llamado «Alexander The Great», donde homenajean y hacen un breve recuento de la historia, vida, obra y muerte.
- El artista brasileño Caetano Veloso compuso el tema «Alexandre» de su álbum Livro, donde exalta la vida de Alejandro Magno.[59]

### Literatura
Se han escrito innumerables obras de Alejandro
- De 1969 a 1981 Mary Renault escribió una trilogía de ficción histórica sobre Alejandro: Fuego en el paraíso (sobre su niñez y adolescencia), El muchacho persa (la campaña de Asia a partir de la conquista de Persia, narrada desde el punto de vista del eunuco Bagoas), y Juegos funerarios (sobre las luchas de los diádocos). Alejandro también aparece brevemente en la novela La máscara de Apolo, y se alude directamente a él en El último vino, e indirectamente en El cantador de salmos. Además de estas obras de ficción, Renault también escribió una biografía histórica, The Nature of Alexander (traducida al castellano simplemente como Alejandro Magno).
- El polémico[60] escritor francés Roger Peyrefitte escribió una trilogía sobre Alejandro que es considerada una buena biografía:[61] La Jeunesse d'Alexandre (1977), Les Conquêtes d'Alexandre (1979) y Alexandre le Grand (1981).
- Una tercera trilogía fue escrita por el italiano Valerio Massimo Manfredi en 1998: El hijo del sueño, Las arenas de Amón y El confín del mundo.
- Gisbert Haefs también noveló la vida en una obra con título el nombre del rey, Alejandro Magno.
- La ucronía Alejandro Magno y las águilas de Roma, de Javier Negrete, fue publicada en 2007 en España.

## Matrimonios, sexualidad, amistades

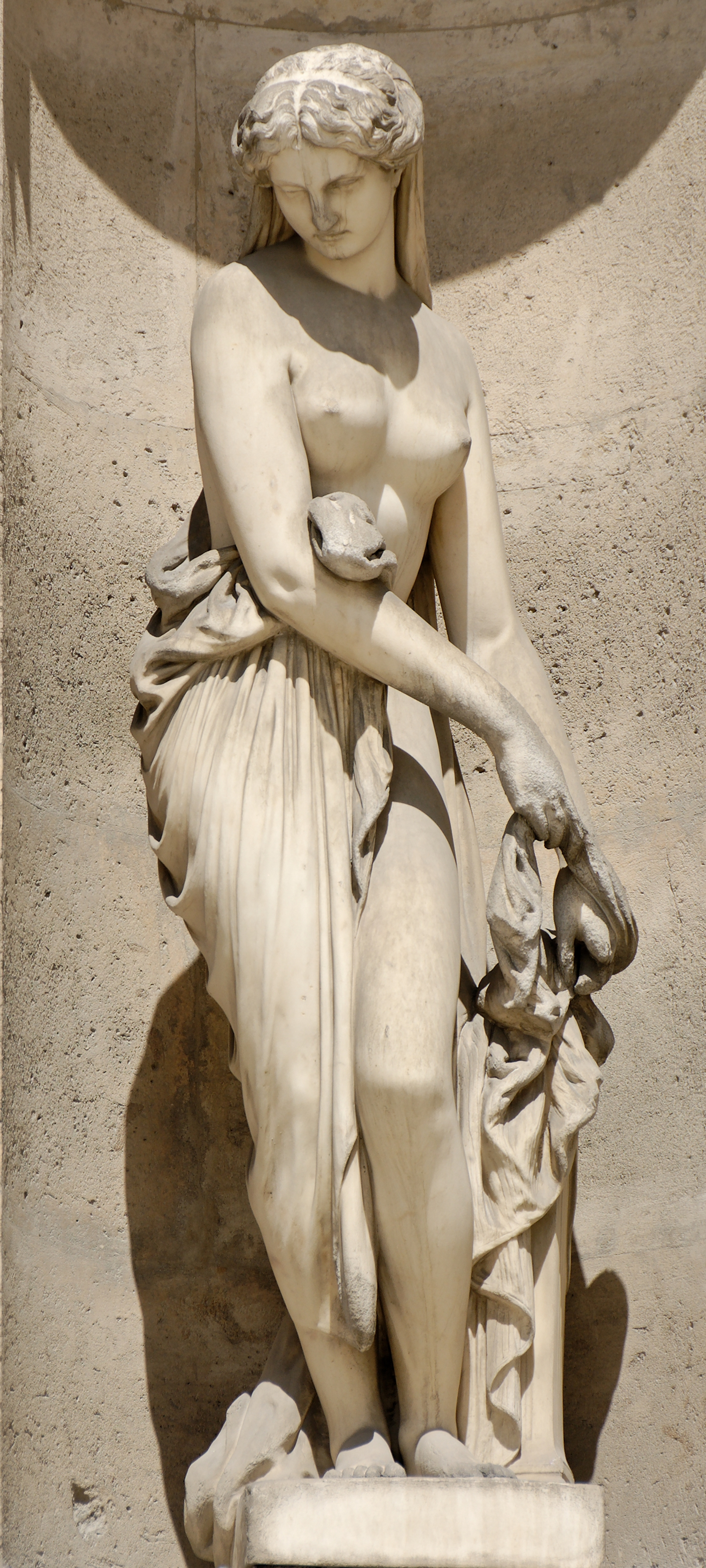
Campaspe, concubina de Alejandro. Museo del Louvre.

A lo largo de su vida, Alejandro se casó con varias princesas de los anteriores territorios persas:
- Roxana, hija del sátrapa Oxiartes de Bactria;
- Barsine-Estatira, hija del rey Darío III;
- Parisátide, hija del rey Artajerjes III.

Alejandro fue padre de al menos dos niños: Heracles de Macedonia, nacido en el 327 a. C. de la princesa Barsine, hija del sátrapa Artabazo de Frigia, y Alejandro IV de Macedonia, nacido en el 323 a. C. de la princesa Roxana, seis meses después de la muerte de Alejandro.
Una de sus concubinas más célebres fue la tesalia Campaspe, de aparentemente gran belleza, que a petición de Alejandro fue retratada por Apeles (su pintor preferido) y servido de modelo para la pintura de Venus saliendo del mar, entre otras obras. Alejandro sentía simpatía y respeto por este pintor e incluso se sometía a sus exigencias.
Alejandro también tuvo una relación estrecha con su amigo, general y guardaespaldas Hefestión, hijo de un noble macedonio. La muerte de Hefestión devastó a Alejandro. Este evento puede haber contribuido al deterioro de la salud de Alejandro y a su estado mental indiferente durante sus últimos meses.

La sexualidad de Alejandro ha sido objeto de especulación y controversia en tiempos modernos. El escritor de la época romana Ateneo dice, basándose en Dicearco, contemporáneo de Alejandro, que el rey «era excesivamente aficionado a los jóvenes» y que Alejandro besaba al eunuco Bagoas en público. Plutarco también narra este episodio, probablemente basándose en la misma fuente. Generalmente se considera que el objeto principal de los afectos de Alejandro fue su amigo, estratega de campo de batalla y comandante de caballería, Hefestión, al que probablemente se hallaba unido desde la niñez, dado que ambos se educaron en la corte de Pella. Sin embargo, no se sabe de ninguno de los contemporáneos de Alejandro que haya descrito explícitamente que la relación de Alejandro con Hefestión era sexual, aunque a menudo el par eran comparados con Aquiles y Patroclo. En Troya, Hefestión y Alejandro realizaron sacrificios en los altares de los héroes de la Ilíada, Alejandro honrando a Aquiles y Hefestión a Patroclo, quienes a menudo son interpretados como una pareja. . Eliano escribe sobre la visita de Alejandro a Troya, donde «Alejandro adornó la tumba de Aquiles y Hefestión la de Patroclo, este último insinuando que era un amado de Alejandro, de la misma manera que Patroclo lo era de Aquiles». Algunos historiadores modernos (por ejemplo, Robin Lane Fox) creen no sólo que la relación juvenil de Alejandro con Hefestión fue sexual, sino también que sus contactos sexuales pueden haber continuado hasta la edad adulta, lo que iba en contra de las normas sociales de al menos algunas ciudades griegas, como Atenas, aunque algunos investigadores modernos han propuesto tentativamente que Macedonia (o al menos la corte macedonia) puede haber sido más tolerante con la homosexualidad entre adultos. 

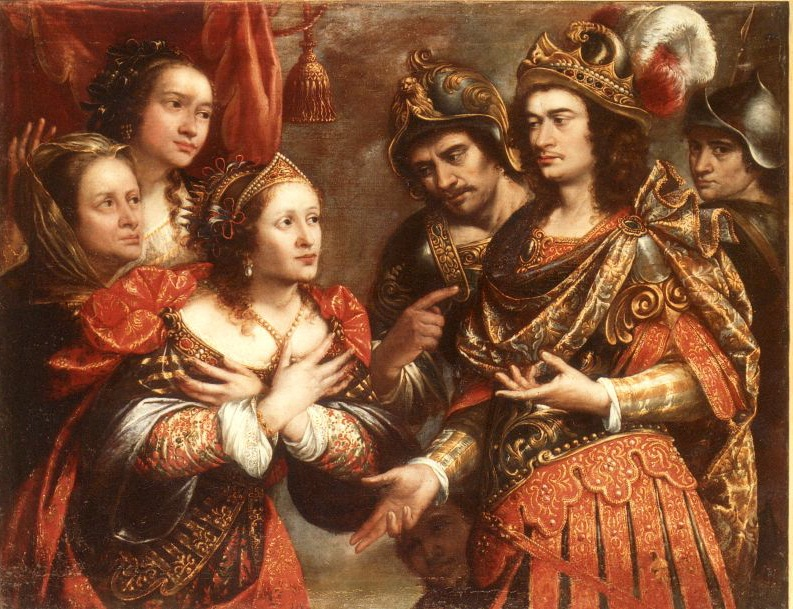
La familia de Darío ante Alejandro Magno. En la obra podemos observar a Hefestión señalando a Alejandro. Obra de Justus Sustermans conservada en la Biblioteca Museo Víctor Balaguer.

Peter Green sostiene que hay poca evidencia en fuentes antiguas de que Alejandro tuviera mucho interés carnal en las mujeres, y no tuvo un heredero hasta el final de su vida. Sin embargo, Ogden calcula que Alejandro, que dejó embarazada a sus parejas tres veces en ocho años, tenía un historial matrimonial más alto que su padre a la misma edad. Dos de estos embarazos, el de Estatira y el de Barsine, son de dudosa legitimidad. A continuación, citaremos algunos fragmentos cuestionados, enmarcados dentro de la saga de escritores denominado «vulgata», llamados así literalmente en el Anábasis de Magno (Flavio Arriano, prólogo), por la falta de rigor histórico, basado en «habladurías». Algunos de ellos son Justino, Diodoro y Curcio.
Ejemplo, la carta 24 atribuida al sofista y cínico Diógenes —de muy dudosa fiabilidad, ya que vivió en el siglo IV a. C., y esta fue escrita en el siglo I o siglo II d. C.— expresa que amonestó a Alejandro diciendo «Si quieres ser hermoso y bueno (kalos kai agathos), arroja ese trapo que tienes sobre tu cabeza y ven con nosotros. Pero no serás capaz de hacerlo, dado que estás dominado por los muslos de Hefestión». Como se sabe, Diógenes despreciaba a todos por igual, y Alejandro ha sido su principal centro de ironías y burlas.

El escritor romano Curcio (siglo I d. C.) fue uno de los impulsores de introducir la idea de su ambivalencia sexual. Curcio relata que «Alejandro despreciaba los placeres sensuales a tal grado que su madre estaba ansiosa por temor de que este no le dejase descendencia». Para agudizar su apetito por las mujeres, el rey Filipo (que ya había reprochado a su hijo por cantar con voz demasiado aguda cuando Alejandro era aun pequeño) junto a su madre Olimpia, trajo a una costosa cortesana llamada Calixina, esta narración se sitúa en la época adolescente de Alejandro, etapa en la que el macedonio estaba deslumbrado por las enseñanzas de Aristóteles, cuando sus padres tenían buena relación. 

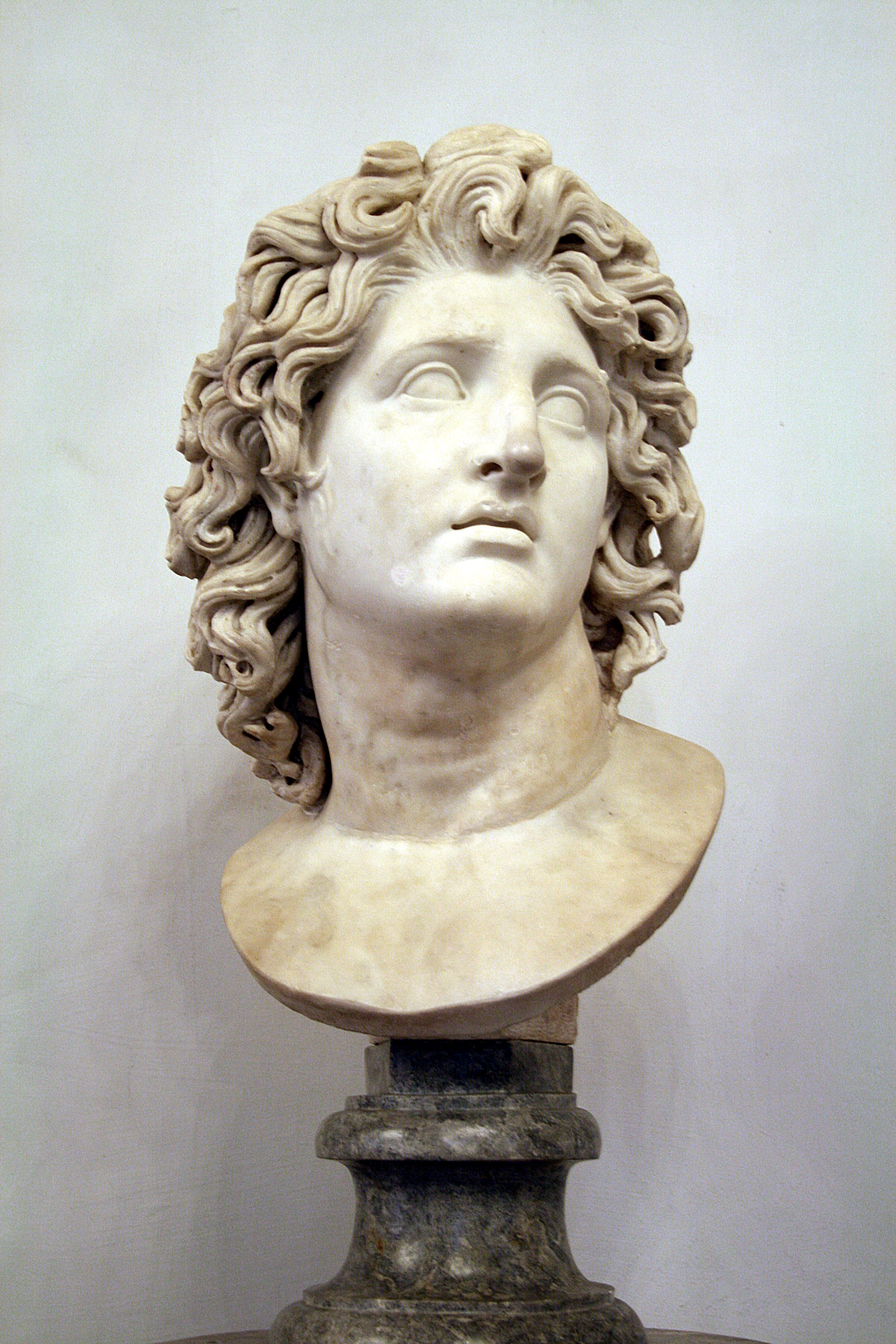
Busto de Alejandro Magno como Helios. Museos Capitolinos, Roma.

Curcio mantiene que Alejandro también tomó como amante a Bagoas, un eunuco persa que Alejandro designó como uno de sus trierarcas, hombres de capacidad administrativa y carácter que supervisaban y financiaban la construcción de barcos. Además de Bagoas, Curcio menciona otro amante de Alejandro, Euxenipo.
No obstante, la orientación sexual como una forma de identidad personal es un concepto reciente que no existía en la Antigüedad clásica. Asimismo, los matrimonios y descendencias del conquistador habría que considerarlos como mecanismos políticos de legitimación en las regiones conquistadas y no "por amor", como ha sido común en las monarquías. Por otra parte, eso no significa que no existiera la diversidad sexual en su época o que no pudiera identificársele como homosexual o bisexual, según los parámetros actuales y con los respectivos matices históricos. De hecho, la sexualidad en el Mundo antiguo se comprendía y se ejercía de manera muy diferente a la actual. Si la vida amorosa de Alejandro fue transgresora lo fue no por su amor hacia jóvenes bellos, sino por su relación con hombres de su propia edad en un tiempo en el que el modelo estándar del amor masculino era el que relacionaba hombres mayores con otros mucho más jóvenes. Por todo ello, la sexualidad de Alejandro Magno es un tema de debate entre los historiadores y un punto espinoso para las historias nacionales de Grecia y Macedonia del Norte actuales, especialmente entre los sectores conservadores.

## Culto religioso

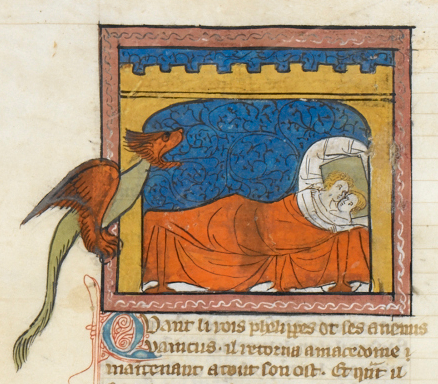
Olimpia y Nectanebo conciben a Alejandro. Pintura antigua de la colección de Historia de British Library Royal.

Las ideas religiosas de Alejandro eran las convencionales en el tradicional politeísmo de la Grecia clásica, aunque como concepto moderno de religión, la más apropiada es la eusébeia, definida por Platón (Eutifrón, 12e) como «el cuidado que los hombres tienen de los dioses». Si lo que caracteriza a la religión griega son los ritos propiciatorios y sacrificiales, por medio de los que se garantiza la relación satisfactoria entre los hombres y los dioses, no hay duda de que Alejandro fue un hombre profundamente religioso que hizo sacrificios y ofrendas a los dioses olímpicos en conjunto o particularmente, como a Poseidón, a quien sacrificó un toro al cruzar el Helesponto, además de Ares y Atenea, Heracles, Asclepio, las Nereidas, Dioniso, Amón, Baal, Océano, ríos divinizados como el Indo y muchos otros.
Como dios protector de Macedonia Zeus olímpico aparecía en la mayor parte de las monedas de plata que mandó acuñar en toda su historia, en las que en el anverso aparecía la figura de Hércules con unos rasgos físicos progresivamente más parecidos a los del propio Alejandro. Ambas deidades, en efecto, le iban a ser siempre muy queridas pues, según Quinto Curcio (Historia de Alejandro Magno, IV, 2.3), Zeus era su padre en tanto Heracles lo era de la dinastía macedónica. Sus primeros biógrafos hablan muy a menudo de los sacrificios ofrecidos por Alejandro a los dioses. Tras cada victoria sacrificaba animales a los dioses en general o a alguno en particular y les dedicaba procesiones y competiciones gimnásticas. Es célebre la ofrenda que hizo a Atenea tras la victoria sobre los persas en el Gránico, cuando envió a su templo en Atenas 300 armaduras persas completas con la inscripción: «Alejandro hijo de Filipo y los griegos, excepto los lacedemonios, de los bárbaros que habitan Asia». En Egipto se interesó por el templo de Zeus-Amón, ofreció sacrificios al dios Apis y consintió ser divinizado como Horus, «el príncipe fuerte, aquel que puso las manos en las tierras de los extranjeros, amado de Amón y elegido de Ra, hijo de Ra, Alejandro». Por lo demás nunca desdeñó incorporar a su propio panteón los dioses de los vencidos, a veces tras un proceso de sincretismo religioso mediante el cual acababan siendo identificados con las deidades griegas y macedónicas, por ejemplo cuando tras la conquista de Tiro, según Flavio Arriano (Anábasis de Alejandro Magno, II, 24.6), consagró al mismo Heracles «el barco sagrado de Tiro dedicado a Heracles, que había sido capturado en el ataque naval» y, benevolente –tras la masacre de la conquista–, amnistió a los fenicios que se habían refugiado en el templo de Heracles, es decir, el dedicado al Melqart tirio.
Ese respeto a los templos de las ciudades conquistadas —a excepción de Tebas, donde es posible que Alejandro no tuviese aun un completo control de su ejército— es otro rasgo de su religiosidad, junto con el continuado recurso a la adivinación. Si quiso deshacer el nudo gordiano es porque había sido profetizado que quien fuese capaz de soltar el nudo gobernaría toda Asia (Arriano, II, 3, 6-8). Tanto para Plutarco (Al LXX, 2-4), que habla de un palacio «lleno de sacrificadores, de expiadores y de adivinos que llenaban el ánimo de Alejandro de necesidades y de miedo», como para Quinto Curcio, la mentalidad de Alejandro podía en ese aspecto calificarse de supersticiosa.
Aunque al final de su reinado las ciudades griegas (no las bárbaras) parece que le dispensaron el trato de un dios, hay pocos indicios de que ello ocurriese a iniciativa de Alejandro. Es factible que los griegos le otorgasen dichos honores en agradecimiento por sus hazañas nunca vistas antes. Posteriormente, el culto a los gobernantes se generalizó en el mundo helenístico como costumbre heredada. En 327 a. C. sí que intentó introducir entre los suyos el saludo persa denominado proskynesis, pero no se ha demostrado que Alejandro desease ser adorado como una divinidad sino que más bien le agradaba ser reverenciado de ese modo —para los persas, dicho saludo no poseía connotaciones religiosas—. A pesar de que adoptó algunas costumbres e indumentarias orientales, no hizo lo mismo con la religión persa. A partir de ciertos textos, algunos han afirmado que Alejandro fue el iniciador de la doctrina de la hermandad de todos los hombres, aunque es cuestionable la importancia de tales textos. Su idea pudo ser, más bien, que en su reino tanto griegos/macedonios como persas ocupasen en pie de igualdad las posiciones dominantes.

## Alejandro en la posteridad

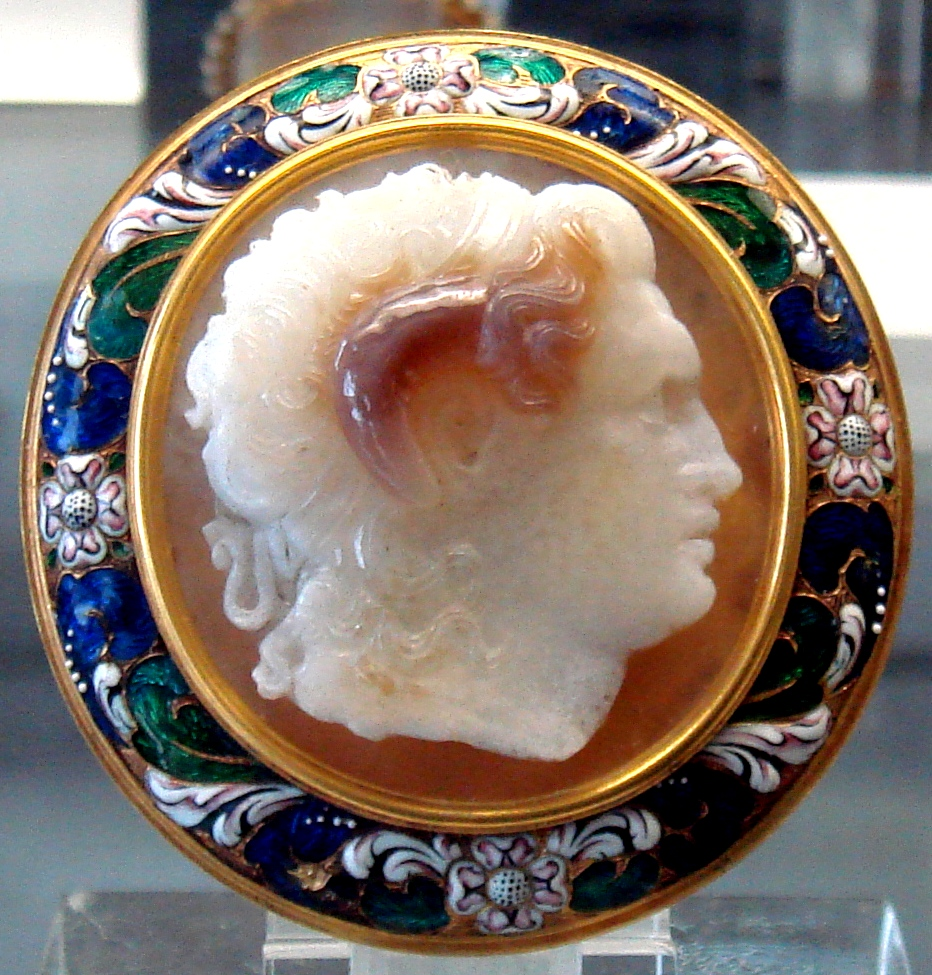
Camafeo de Alejandro Magno representado como Zeus-Amón.

Principalmente en Asia, Alejandro Magno es adjetivado Dhul-Qarnayn (‘el de dos cuernos’), porque se hacía representar como el dios Zeus-Amón, llevando una diadema con dos cuernos de carnero (el animal que representa a Amón), y por los dos largos penachos blancos que salían de su yelmo.
La figura del rey macedonio se prestó desde la Antigüedad a todo tipo de fantasías legendarias. Así, una leyenda neogriega recogida por Nikolaos Politis presenta a Alejandro obsesionado por la inmortalidad (como Gilgamesh) y emprendiendo en vano la búsqueda del agua sagrada que podría proporcionársela.
Los zoroastristas lo recuerdan en el Arda Viraf como el «maldito Alejandro», responsable de la destrucción del Imperio persa y el incendio de su fastuosa capital, Persépolis.
Entre las culturas orientales se le conoce como Eskandar-e Maqduni (‘Alejandro de Macedonia’) en persa, Dhul-Qarnayn (‘el de los dos cuernos’) en las tradiciones del Medio Oriente, Al-Iskandar al-Akbar الإسكندر الأكبر en árabe, Sikandar-e-azam en urdu e hindi, Skandar en pashto, Alexander Mokdon en hebreo, y Tre-Qarnayia (‘el de los dos cuernos’) en arameo, debido a una imagen empleada en monedas acuñadas durante su reinado en las que aparece con los cuernos de carnero del dios egipcio Amón. Sikandar, su nombre en urdu e hindi, también se utiliza como sinónimo de ‘experto’ o ‘extremadamente hábil’.
El cráter lunar Alexander lleva este nombre en su honor.

### Influencia en la Antigua Roma
Al final de la República y a principios del Imperio, los ciudadanos romanos cultos usaban el latín solo para asuntos legales, políticos y ceremoniales, empleando el griego para hablar sobre filosofía o sobre cualquier otro debate intelectual. A ningún romano le gustaba oír que su dominio de la lengua griega era pobre. En el mundo romano, la única lengua que se hablaba en todas partes era la koiné, variante de griego que hablaba Alejandro.
Muchos romanos admiraban a Alejandro Magno y sus conquistas y querían igualar sus hazañas, aunque poco se sabe acerca de las relaciones diplomáticas que mantenían Roma y Macedonia en aquellos tiempos. Julio César lloró en Hispania con la sola presencia de una estatua de Alejandro, lamentándose de que a su edad no había conseguido realizar tantas cosas. También Julio César honró la tumba de Alejandro Magno en su estadía en Alejandría (Egipto), siendo Cleopatra su aliada y anfitriona, y que posteriormente le daría un hijo, Cesarión (fue la última reina de la dinastía helenística de Ptolomeo). En el año 29 a. C. el Egipto de Ptolomeo cae en manos de Roma definitivamente, Alejandría era el último bastión helénico en pie. Luego de la caída de Alejandría, la tumba y el cuerpo de Magno fue saqueado y arruinado poco a poco por los propios emperadores romanos. El emperador Augusto (más conocido como Octavio), luego de someter a Egipto y sus ciudades más importantes, fue a visitar su tumba en Alejandría, le preguntaron si quería ver el lugar de descanso de los faraones ptolemaicos, a lo que respondió que Alejandro era el único líder que merecía su visita. Acto seguido, Augusto, en su empeño de honrar a Alejandro, rompió accidentalmente la nariz del cuerpo momificado mientras dejaba una guirnalda en el altar del rey. Pompeyo el Grande robó la capa de Alejandro, de 260 años de antigüedad, y se la puso como símbolo de grandeza. Calígula, el emperador desequilibrado, robó la coraza de Alejandro de su tumba para su uso personal. Los Macriani, una familia romana que ascendió al trono imperial en el siglo III d. C., llevaban siempre consigo la imagen de Alejandro, ya fuera estampada en brazaletes y anillos o cosida en sus ropas. Hasta en su vajilla estaba representada la cara de Alejandro, y la vida del rey se podía ver descrita con dibujos a lo largo de los bordes de los platos.
Aparece mencionado, más de un siglo después de su muerte, como «Alejandro Magno» en la obra Mostellaria del comediógrafo romano Plauto.

### Juicios sobre su personalidad
- Flavio Arriano:

En cuanto a los placeres del cuerpo, tenía un perfecto autocontrol; y de los de la mente, el elogio era el único del que era insaciable. Era muy inteligente para reconocer lo que era necesario hacer, incluso cuando aún era un asunto que pasaba desapercibido para los demás; y muy acertado para conjeturar a partir de la observación de los hechos lo que era probable que ocurriera. Era sumamente hábil para reunir, armar y dirigir un ejército, y muy famoso por infundir valor a sus soldados, llenarlos de esperanzas de éxito y disipar su temor en medio del peligro con su propia ausencia de miedo.
Arriano (1982b, p. VII.28)

- Mary Renault:

Los [historiadores] modernos que lo han acusado de “una desagradable preocupación por su propia gloria” piensan en función de otra época. Hasta ese momento y de ahí en adelante, los más altos niveles de la literatura griega están impregnados del axioma según el cual ser digno de fama es la más honrosa de las aspiraciones, el incentivo de los mejores hombres para alcanzar las más altas cotas. Sócrates, Platón y Aristóteles lo aceptaron. Este ethos duró más que Grecia y Roma. La última palabra de la única épica inglesa es lofgeornost: ‘de lo más deseoso de fama’. Cierra el lamento de los guerreros ante el difunto Beowulf.
Renault (2013)

- Hermann Bengston:

Si alguien tiene derecho a ser juzgado de acuerdo con las normas de su propio tiempo, este alguien es Alejandro.
Hermann Bengston, The Greeks and the Persians, citado por Mary Renault como introducción de la novela El muchacho persa.

- Robin Lane Fox:

Los historiadores, que no ven bien las guerras sin justificación ni las matanzas, ahora consideran a Alejandro excepcionalmente salvaje y cada vez más propenso a matar. Sus más viejos contemporáneos recuerdan a Hitler o Stalin (...) Hay historiadores modernos que, detestando el “imperialismo”, intentan barrer estos movimientos considerándolos “pragmáticos” o muy limitados. Creo que sus prejuicios modernos les conducen a mal puerto, como les ocurre a muchos otros. Alejandro nació rey —no derrocó una constitución, como Hitler—. No tenía ni idea de qué era la limpieza étnica o racial. Quería incluir a los pueblos conquistados en su nuevo reino, el de Alejandro, mientras sus súbditos, por supuesto, pagaban tributos y no podían rebelarse.
Robin Lane Fox en una entrevista para la web archeology.org y publicada en la revista Archeology.

- Victor Davis Hanson:

A demasiados estudiosos les gusta comparar a Alejandro con Aníbal o Napoleón. Un equivalente mucho mejor sería Hitler (...) ambos eran místicos chiflados, concentrados únicamente en el botín y el saqueo bajo la apariencia de llevar la 'cultura' a Oriente y 'liberar' a los pueblos oprimidos de un imperio corrupto. Ambos eran amables con los animales, mostraban deferencia a las mujeres, hablaban constantemente de su propio destino y divinidad, y podían ser especialmente corteses con subordinados aunque estuvieran planeando la destrucción de cientos de miles de personas, y asesinaron a sus colaboradores más íntimos.
Davis Hanson (1999, pp. 189-190)

- Nicholas G. L. Hammond:

Hemos mencionado muchas facetas de la personalidad de Alejandro: sus profundos afectos, sus fuertes emociones, su valor sin límite, la brillantez y rapidez de su pensamiento, su curiosidad intelectual, su amor por la gloria, su espíritu competitivo, la aceptación de cualquier reto, su generosidad y su compasión; y, por otro lado, su ambición desmesurada, su despiadada fuerza de voluntad: sus deseos, pasiones y emociones sin freno (...) en suma, tenía muchas de las cualidades del buen salvaje.
Hammond (1992, p. 378)

- Paul Cartledge:

¿O no fue ninguno de estos [posibles Alejandros recreados por los sabios], o tenía algo de todos, o algunos, de ellos? (...) Mi Alejandro es una suerte de contradicción: un pragmatista con una veta de falsedad, pero también un entusiasta con una veta de romanticismo apasionado.
Cartledge (2004, pp. 193 y 197)